# Simón Bolívar
Simón José Antonio de la Santísima Trinidad Bolívar Ponte y Palacios Blanco (Caracas, 24 de julio de 1783-Santa Marta, 17 de diciembre de 1830), también conocido como el Libertador, fue un militar, estratega y político venezolano, líder fundamental de la independencia de lo que son hoy Venezuela, Colombia, Ecuador y Panamá. Ayudó también a consolidar la independencia de Perú, y aprobó el reconocimiento de Bolivia como república. Por sus actos, se le otorgó el título de Libertador, siendo figura esencial de la emancipación hispanoamericana frente al Imperio español.
Lideró las campañas que dieron la independencia a varias naciones americanas, además fue fundador de la Gran Colombia. También fue legislador y redactor de constituciones, ambientalista y jurista. Llevó a cabo el Congreso Anfictiónico de Panamá, para crear una confederación hispanoamericana, que uniría desde México hasta la Argentina. No obstante, debido a conflictos políticos económicos internos en la Gran Colombia, no pudo continuar con este proyecto emancipador que incluía a Cuba, Puerto Rico, La Florida y del apoyo militar a la independencia de las Provincias Unidas del Río de la Plata. Por sus actos durante la Campaña Admirable, se le otorgó también el título de Libertador de Venezuela.
Tuvo un conflicto político con su amigo y ayudante de campo Antonio José de Sucre, quien junto a Casimiro Olañeta tenían intenciones de crear un nuevo Estado en el margen de las provincias del Alto Perú. Cuando se fundó el nuevo Estado, al que Bolívar no reconoció en un principio, la asamblea deliberante para que lo reconociese, denominó al Estado naciente como «República Bolívar» y posteriormente «República de Bolivia», en su honor, para luego ser reconocida por el Libertador.
En sus últimos años, Bolívar se desilusionó cada vez más con las repúblicas sudamericanas y se distanció de ellas por su ideología centralista. Fue destituido sucesivamente de sus cargos hasta que renunció a la presidencia de Colombia y murió de tuberculosis en 1830. Su legado es diverso y de gran alcance dentro y fuera de América Latina. Se le considera un héroe y un ícono nacional y cultural en toda Latinoamérica; las naciones de Bolivia y Venezuela (como República Bolivariana de Venezuela) llevan su nombre, y se le ha conmemorado en todo el mundo en forma de arte público o nombres de calles y en la cultura popular.

## Biografía
Bolívar nació el 24 de julio de 1783 en Caracas, capital de la Capitanía General de Venezuela. Fue el cuarto hijo del matrimonio entre María de la Concepción Palacios y Blanco y Juan Vicente Bolívar y Ponte. Nació en el seno de una rica familia criolla y, como era habitual en los herederos de familias de clase alta en su época, fue enviado a educarse en Europa a una edad temprana. Llegó a la España peninsular cuando tenía 16 años. A sus 19 años en Madrid, en la iglesia de San José, contrajo nupcias con María Teresa del Toro, y retornó a Venezuela con su esposa, la cual enfermó y falleció en 1803, sumiendo a Bolívar en una profunda depresión y llevándolo a jurar que más nunca se casaría. En ese momento decide volver a la península, y luego irse a Francia, donde se reencontró con su maestro Simón Rodríguez, quien encauza el sufrimiento de Bolívar hacia el ideal de liberar a su patria. En París presenció la coronación de Napoleón Bonaparte. Mientras estuvo en Europa, conoció las ideas de la Ilustración, lo que unido a la influencia de Simón Rodríguez, motivó a  que jurara liberar a la América del Sur colonial del dominio de los españoles. Ello quedó expresado en su Juramento del Monte Sacro:
...no daré descanso a mi brazo, ni reposo a mi alma, hasta que haya roto las cadenas que nos oprimen por voluntad del poder español. 
Aprovechando el desorden en España provocado por la Guerra de la Independencia, Bolívar regresó a Venezuela a mediados de 1807. En 1808 inició sus actividades por la independencia y se unió a la Sociedad Patriótica de Caracas, que surgió a raíz de los hechos del 19 de abril de 1810 y donde pronunció su primer discurso a favor de la emancipación:
¿Acaso 300 años de dominio no bastan? Pongamos la piedra fundamental de la libertad suramericana, vacilar es perdernos. 
Participó como importante observador en la Declaración de Independencia de Venezuela en 1811, sin embargo la República no logró sostenerse debido a las  revueltas fomentada por el realista Domingo Monteverde que invade por la provincia de Coro y el terremoto que devastó Caracas. Tras la caída de la 1.ª República en manos realistas, Bolívar viaja a Cartagena de Indias en busca de apoyo y donde escribe el «Manifiesto de Cartagena». Allí recibe ayuda de Camilo Torres, gobernante de las Provincias Unidas de Nueva Granada, donde le dan el mando de un ejército de neogranadinos y venezolanos, que bajo su liderazgo vencen a los realistas en Mompox y Ocaña y desde Cúcuta inició la «Campaña Admirable» en 1813, para recuperar la independencia de Venezuela, logrando en dos meses llegar a Trujillo, donde publica el decreto de Guerra a Muerte para enfrentar los desmanes cometidos por los realistas dirigidos por Domingo Monteverde, y en tan solo unos meses más, vence a Monteverde que derrotado logra huir a las Antillas. Bolívar llega triunfante a Caracas y recibió el título de Libertador, como también lo había recibido en Mérida. Sin embargo, la falta de unión de los patriotas y los levantamientos sociales armados dirigidos por José Tomás Boves en 1814, convirtió el conflicto en una guerra civil y lo mismo ocurriría entre Cundinamarca y las Provincias Unidas de Nueva Granada, que con la llegada de la flota expedicionaria armada del «pacificador» Pablo Morillo a Cartagena en 1815, facilitó su caída nuevamente en manos del imperio español.

Estos hechos y la cercanía de Boves a Caracas, provocaron la devastadora Emigración a Oriente de la población, y Bolívar viaja a Jamaica en búsqueda de apoyo económico de los ingleses, como armas y municiones para la lucha emancipadora, allí escribió la «Carta de Jamaica», viaja a la república independiente de Haití donde recibió ayuda del gobierno de Petion y realiza la expedición de los Cayos en 1816, con importantes victorias navales en el Mar Caribe, en las costas de Margarita y en el Orinoco sobre las flotas españolas. Ya en tierra firme, pública el Manifiesto de Carúpano con la intención de dar libertad a las personas en condición de esclavitud. Junto a excelsos juristas como Juan Germán Roscio y Francisco Antonio Zea en la provincia de Guayana, conformó el Congreso de Angostura de 1819 donde expresó en su discurso:
«el sistema de gobierno más perfecto es aquel que produce mayor suma de felicidad posible, mayor suma de seguridad social, mayor suma de estabilidad política», 
En Angostura se sentaron las bases para la gran Colombia y se inició la campaña militar para liberar Nueva Granada, que se consolidó con la victoria en la batalla de Boyacá el 7 de agosto de 1819, al atravesar el páramo de Pisba y sorprender y vencer en la batalla del puente de Boyacá a las fuerzas realistas, expulsando al virrey de la Nueva Granada e independizando Cundinamarca y las Provincias Unidas de Nueva Granada. Se llevó a cabo el Congreso constituyente de 1821, donde fue uno de los principales redactores de la constitución que da nacimiento a la República de la gran Colombia, conforma el Ejército del Sur para iniciar la campaña libertadora en Ecuador y a la vez dirige la campaña sobre Venezuela, que culmina con la victoria en la Batalla de Carabobo en 1821, hecho que ganó reconocimiento de la nueva nación libre a nivel internacional, y donde se logra un armisticio en la entrevista de Pablo Morillo y Simón Bolívar, allí se firma un acuerdo de regularización de la guerra y queda abolido el decreto de guerra a muerte. En España inicia el trienio Liberal. 
A pesar de una serie de obstáculos, incluida la llegada de una fuerza expedicionaria española sin precedentes, los revolucionarios finalmente prevalecieron, culminando con la victoria en la Batalla de Carabobo en 1821, que efectivamente convirtió a Venezuela en un país independiente. Bolívar se dirige a Quito donde entra triunfante luego de las batallas de Bomboná y Pichincha en 1822, en Quito conoce a Manuelita Sáenz y en Guayaquil se entrevistó con el prócer argentino José de San Martín para las acciones de independencia peruana y del alto Perú. El congreso de Quito y Guayaquil deciden unirse a la gran Colombia con el nombre de Ecuador. En Pativilca, Bolívar inicia la campaña del Perú, con la victoria en Junín y al llegar a Lima es recibido como «El Libertador», recibiendo del pueblo peruano la «Espada del Perú» y la orden «el Sol del Perú» entregada por José de San Martín, dichos reconocimientos acompañaron a Bolívar hasta su muerte. Asimismo, recibió el cargo de Jefe Supremo del Gobierno. 
Bolívar había llegado a la cumbre de sus hazañas política y militares, allí escribe «Mi delirio sobre el Chimborazo», nombró a Antonio José de Sucre como comandante en jefe de los Ejércitos Libertadores del Sur, para la Batalla de Ayacucho en el Alto Perú en 1824, donde vence, expulsando al último virrey español en América, José de la Serna. En gratitud se denomina territorio Bolívar (hoy Estado plurinacional de Bolivia) al cual Bolívar le redacta su primera Constitución. Bolívar participó en la fundación de la primera unión de naciones independientes de América Latina, la Gran Colombia, de la que fue presidente de 1819 a 1830. Mediante nuevas campañas militares, expulsó a los gobernantes españoles de Ecuador, Perú y Bolivia. Fue simultáneamente presidente de Gran Colombia (hoy Venezuela, Colombia, Panamá y Ecuador), Perú y Bolivia, pero poco después, su segundo al mando, Antonio José de Sucre, fue nombrado presidente de Bolivia. Bolívar apuntó a una América española fuerte y unida capaz de hacer frente no solo a las amenazas que emanan de España y la Santa Alianza europea, sino también a la potencia emergente de los Estados Unidos. En la cima de su poder, Bolívar gobernó un vasto territorio desde la frontera con Argentina hasta el Mar Caribe.
No obstante, Bolívar le entrega el mando militar a Sucre en el Alto Perú (Bolivia), pues el Congreso le ordenó volver a Colombia, asimismo deja como encargados en Lima a Andrés Santa Cruz, José María Córdoba y Manuela Sáenz. En el Congreso en Bogotá se encuentra con intrigas palaciegas productos de sus detractores y antiunionista. Se entrevista con José Antonio Páez para evitar la separación de Venezuela, denominada la Cosiata. Y ya en Santa Fe de Bogotá, y luego de los eventos de la convención de Ocaña, intentan asesinarlo en la conspiración septembrina. Logra salvarse por la acción de Manuela Sáenz, y de este hecho fue acusado su excompañero de armas Santander, tras el intento de magnicidio, los conflictos políticos y revueltas se extienden a Perú y Bolivia, y tras la salida del poder de Santa Cruz en Lima y la renuncia de Sucre en Bolivia, surgen hostilidades en la frontera Gran Colombiana por parte del gobierno de Agustín Gamarra, que culmina con el Tratado de Paz y Amistad entre ambas naciones en 1829. 
Se logra llevar a cabo el Congreso Admirable en Colombia; no obstante, ante la campaña de descrédito y para evitar una guerra civil o conflicto entre naciones hermanas, Bolívar decide renunciar al cargo de presidente de la Gran Colombia en 1830 y se retira a Cartagena de Indias y de allí a la quinta de San Pedro Alejandrino en las afueras de Santa Marta, con las siguientes palabras reflejadas en su última proclama dirigida a los colombianos: «Mis enemigos abusaron de vuestra credulidad y hollaron lo que me es más sagrado, mi reputación y mi amor a la libertad», al conocer sobre la muerte de Sucre y las amenazas de separación de Venezuela de la gran Colombia, se agravaría su enfermedad. Urdaneta y otros patriotas, preparan una reacción para la retoma del poder en la gran Colombia pero desisten cuando Bolívar las rechaza. No obstante Bolívar escribe su último mandato: «mis últimos votos son para que se consolide la unión, si mi muerte contribuye para ello, yo bajaré tranquilo al sepulcro», A los 47 años de edad, El Libertador fallece el 17 de diciembre de 1830 a la 1:03 p. m. Actualmente, sus restos reposan en el Panteón Nacional en Caracas, Venezuela.

## Infancia y juventud
Simón nació en la noche del 24 al 25 de julio de 1783 en una casa solariega ubicada en la plaza San Jacinto de Caracas. Fue bautizado el 30 de julio de 1783 en la catedral de Caracas con los nombres de Simón José Antonio de la Santísima Trinidad Bolívar Ponte y Palacios Blanco por el doctor Juan Félix Jerez de Aristeguieta, su primo hermano quien, de acuerdo con Juan Vicente, padre del niño, le puso el nombre de Simón. El segundo nombre de Simón Bolívar (Santísima Trinidad) viene de la capilla en la que fue bautizado, que tiene ese mismo nombre, capilla que además era propiedad de la familia Bolívar y Palacios. Tenía tres hermanos: María Antonia (1777), Juana (1779) y Juan Vicente (1781).

### Infancia

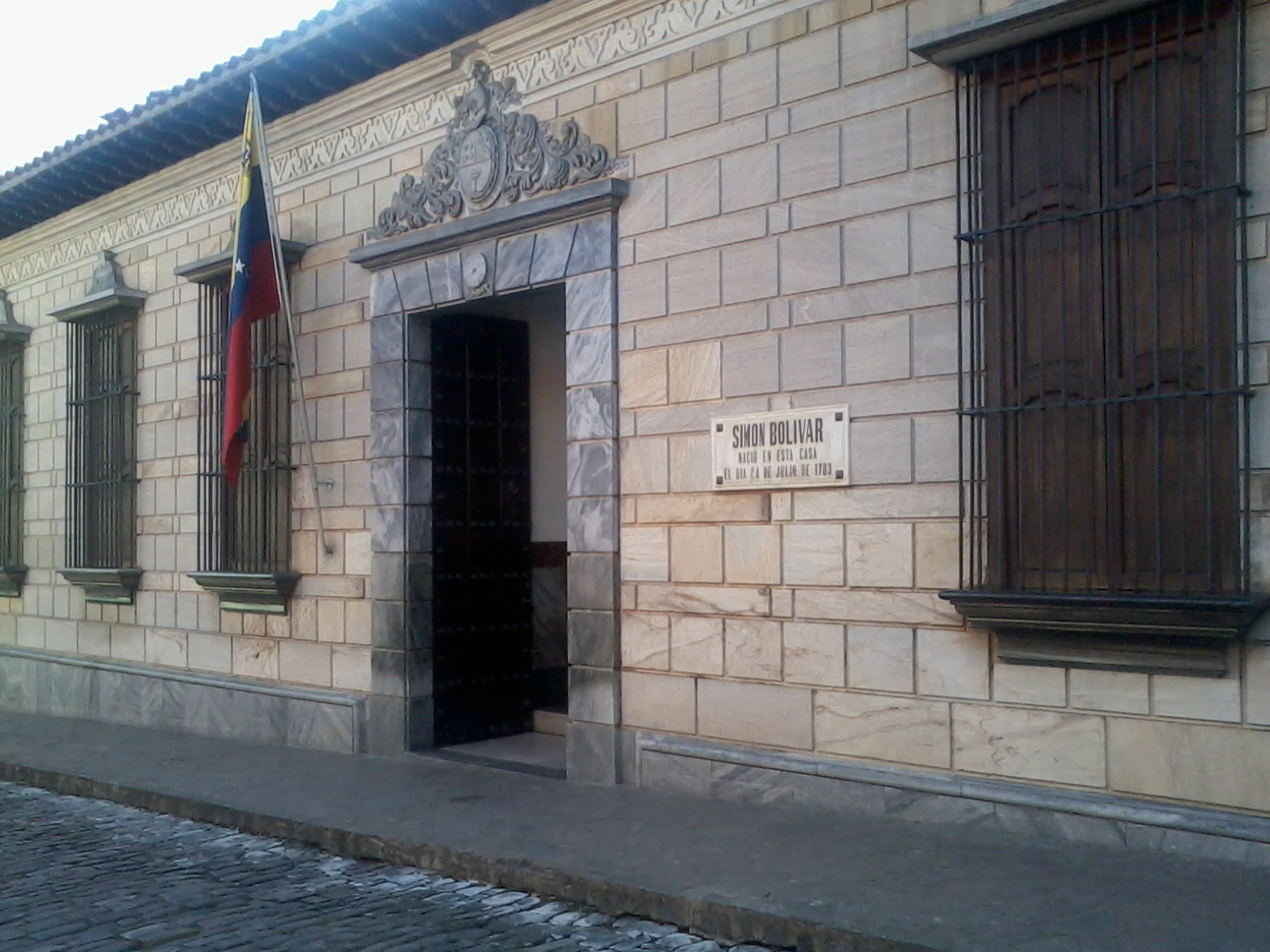
Casa Natal del Libertador Simón Bolívar en Caracas.

El padre de Simón murió de tuberculosis en enero de 1786, cuando Simón tenía apenas dos años de edad. Concepción quedó como cabeza de familia, velando eficientemente por los intereses de la familia hasta su muerte.
Sin embargo, las responsabilidades hicieron que su salud, también enferma de tuberculosis, decayera rápidamente y, según la opinión de médicos historiadores,[¿quién?] es posible que ya entonces Bolívar sufriera la primo-infección tuberculosa con un tipo de tuberculosis que pasa inadvertida mientras las defensas corporales son favorables.
Concepción murió el 6 de julio de 1792, cuando Simón tenía nueve años, pero tomando la precaución de hacer un testamento en el que dispuso quién debería hacerse cargo de sus hijos.
Los hermanos Bolívar pasaron entonces a la custodia de su abuelo, Feliciano Palacios, que cuando asumió el papel de tutor se sentía tan enfermo que empezó a preparar también su testamento para designar un sustituto como tutor de sus nietos y decidió pedir opinión a estos para respetar su voluntad.
Simón fue confiado a Esteban Palacios y Blanco, uno de sus tíos maternos, pero como este se encontraba en España permaneció bajo la custodia de Carlos Palacios y Blanco, otro de sus tíos, que por lo visto era un hombre con el que no se llevaba bien y que era tosco, de carácter duro, mentalidad estrecha, que se ausentaba frecuentemente de Caracas para atender sus propiedades y que por lo tanto solía dejar a su sobrino atendido por la servidumbre y asistiendo por su cuenta a la Escuela Pública de Caracas.

### Educación

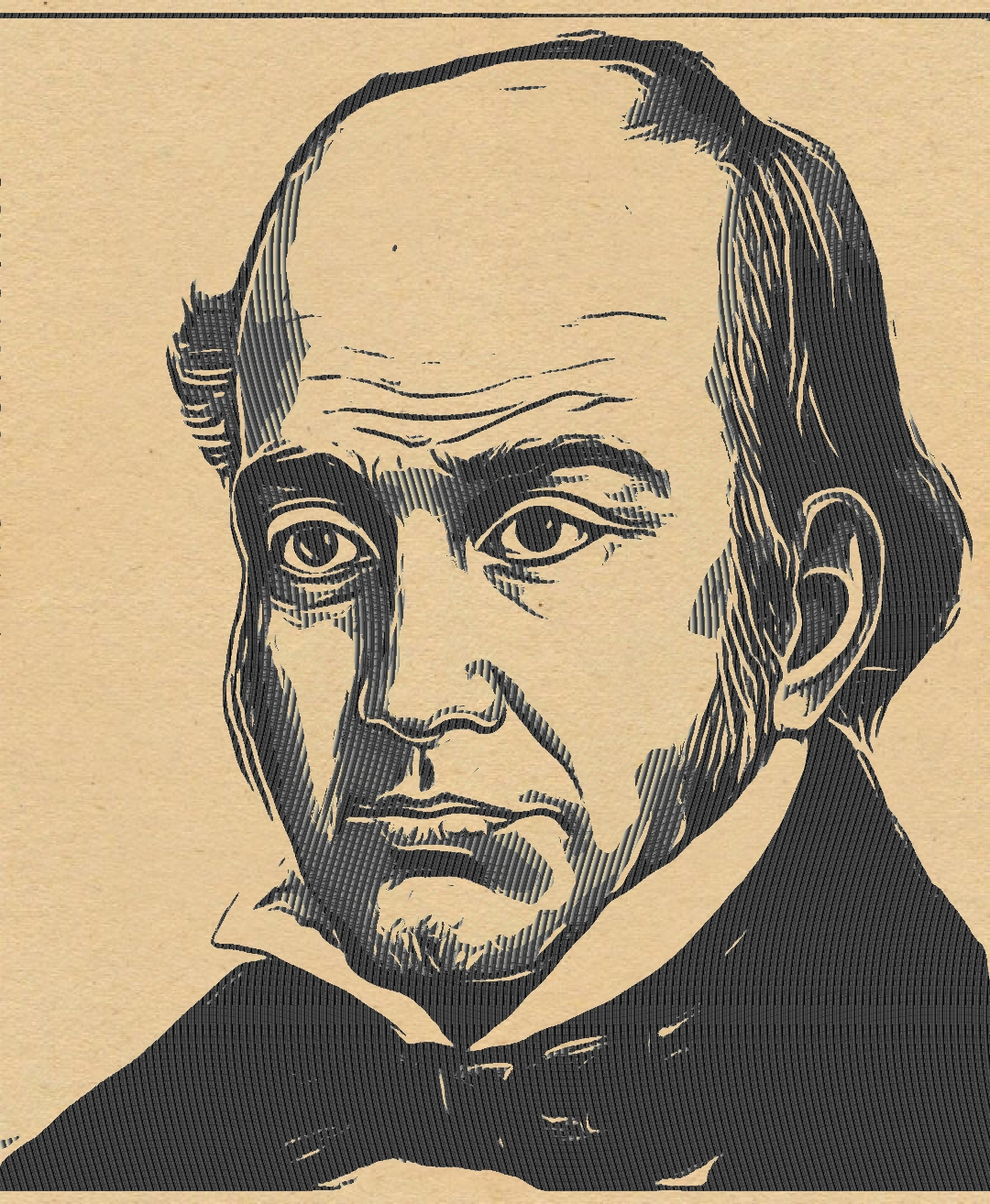
Simón Rodríguez fue maestro de Bolívar.

La trayectoria escolar de Bolívar no fue muy brillante como alumno de la Escuela Pública, institución administrada por el Cabildo de Caracas que funcionaba de forma deficiente debido a la carencia de recursos y organización.
En aquel entonces, Simón Rodríguez era maestro de Bolívar en esta escuela. Carlos Palacios y Blanco, tío materno de Bolívar, pensaba enviarle a vivir con él porque no podía atenderlo personalmente y las protestas de su sobrina María Antonia sobre la educación y atenciones que recibía su hermano eran frecuentes.
Ante la perspectiva de vivir con su maestro, Simón escapó de la casa de su tío el 23 de julio de 1795, para refugiarse en la casa de su hermana María Antonia, que ejerció su custodia temporal, hasta que se resolvió el litigio judicial en la Real Audiencia de Caracas que devolvió a Carlos la custodia de Simón.
Simón trató de resistirse, pero fue sacado por la fuerza de casa de su hermana y llevado en volandas por una persona esclavizada hasta la vivienda de su maestro.
Una vez allí, las condiciones en las que vivía con el maestro Rodríguez no eran las ideales, tenía que compartir el espacio con 20 personas en una casa no apta para ello, y por esto Simón escapó de allí un par de veces, en las que terminó volviendo por orden de los tribunales.
A pesar de las dificultades, la relación maestro-alumno fue fructífera y reveladora para ambos. El aprendizaje fue mutuo. Bolívar llamó a Rodríguez «El Sócrates de Caracas» y «filósofo cosmopolita». La profunda admiración que sintiera Bolívar por su maestro quedó documentada en una carta del 19 de enero de 1824, en la que comienza diciendo: «Oh, mi Maestro» y prosigue más adelante: «Sin duda es usted el hombre más extraordinario del mundo». Temas de conversación entre Rodríguez y Bolívar no se conocen de primera mano ni documentalmente, más cuando Rodríguez tenía 33 años y Bolívar de 21, maestro el primero, discípulo el segundo, aquel escribió «aseguro que fui discípulo, pues por adivinación él sabía más que yo por meditación y estudio».
Al poco tiempo, Rodríguez renunció a su cargo de maestro para irse a Europa y la Real Audiencia de Caracas determinó que Simón fuera trasladado a la Academia de Matemáticas, dirigida por el padre Andújar y que funcionaba en casa de su tío Carlos. La amistad entre los dos perduró por siempre.
Al parecer, en esta academia la formación de Bolívar mejoró notablemente en calidad y cantidad, y fue complementada con lecciones de Historia y Cosmografía impartidas por Andrés Bello hasta su ingreso en el Batallón de Milicias de blancos de los Valles de Aragua el 14 de enero de 1797.
Existe la falsa idea de que entre 1793 y 1795, estuvo inscrito en el Colegio Real de Sorèze en el Sur de Francia, en el departamento del Tarn.

### Primer viaje a Europa y matrimonio

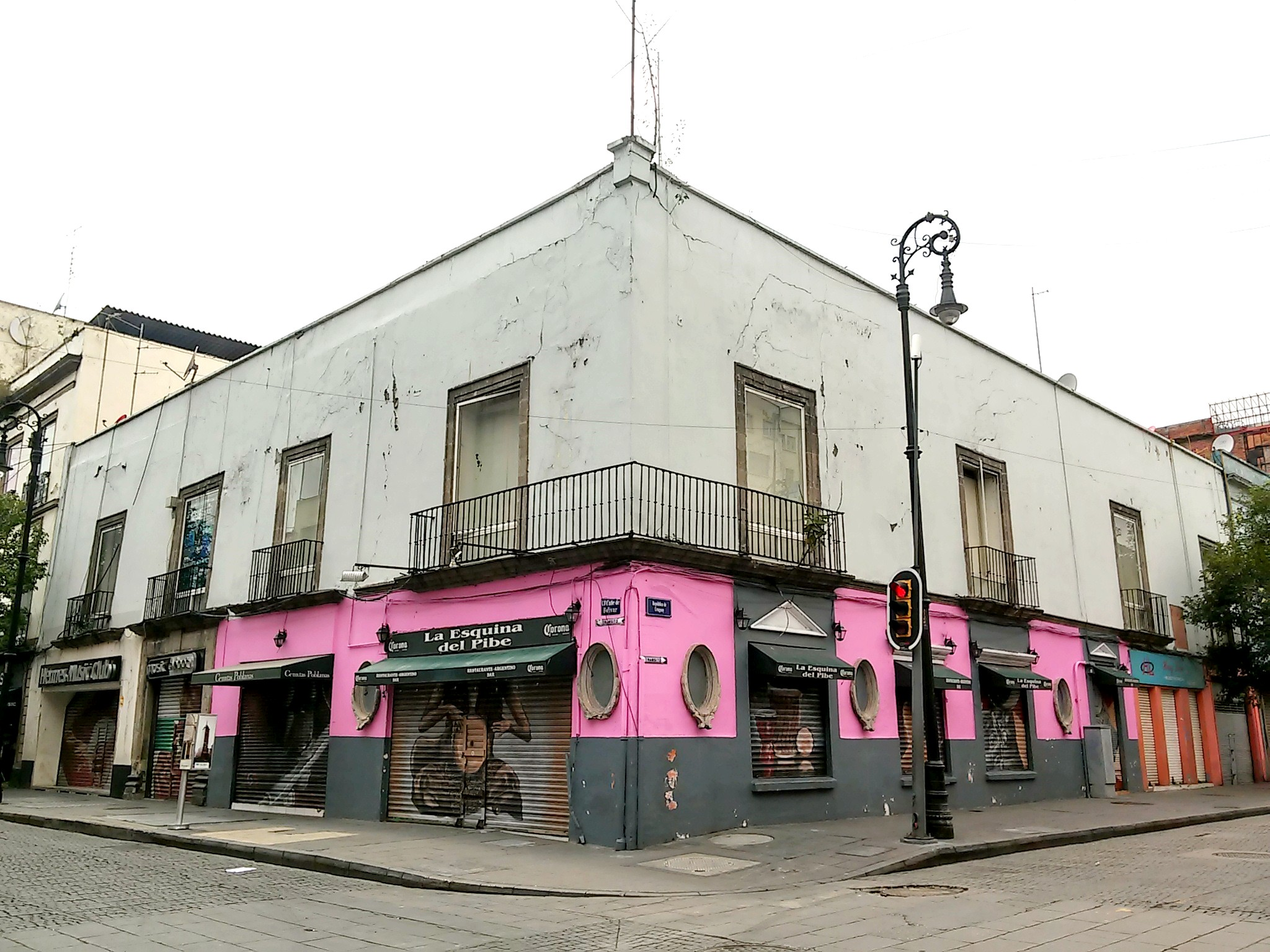
Casa del marquesado de Uluapa, donde se hospedó Simón Bolívar durante su estancia en la Ciudad de México.

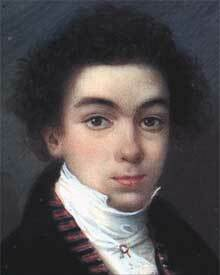
Retrato de Simón Bolívar a la edad de 17 años (1801).

Bolívar fue enviado a España a los 16 años para continuar sus estudios, partió del puerto de La Guaira a bordo del navío de línea «San Ildefonso». Durante el viaje el navío hizo escala en el puerto de Veracruz del Virreinato de Nueva España, llegando el 1 de febrero de 1799. Ahí Bolívar recibió la noticia de que la partida se demoraría debido al bloqueo de barcos ingleses a La Habana, por lo que decidió visitar las ciudades de Jalapa, Puebla y la Ciudad de México, embarcándose de nueva cuenta en Veracruz el 20 de marzo del mismo año para continuar su viaje. 
En 1800, conoció a la joven María Teresa Rodríguez del Toro y Alayza en Madrid. En agosto de 1800 María Teresa aceptó el noviazgo con Simón Bolívar y contrajeron matrimonio el 26 de mayo de 1802 en la desaparecida iglesia de San José que estuvo en el lugar que ahora ocupa la calle de Gravina con esquina Luis de Góngora (y en ocasiones confundida con el templo del mismo nombre situado en la calle de Alcalá donde fue transferida la Parroquia de San José en 1838) cuando Bolívar tenía 19 años y María Teresa 21. Al cabo de unos 20 días se trasladaron a La Coruña.

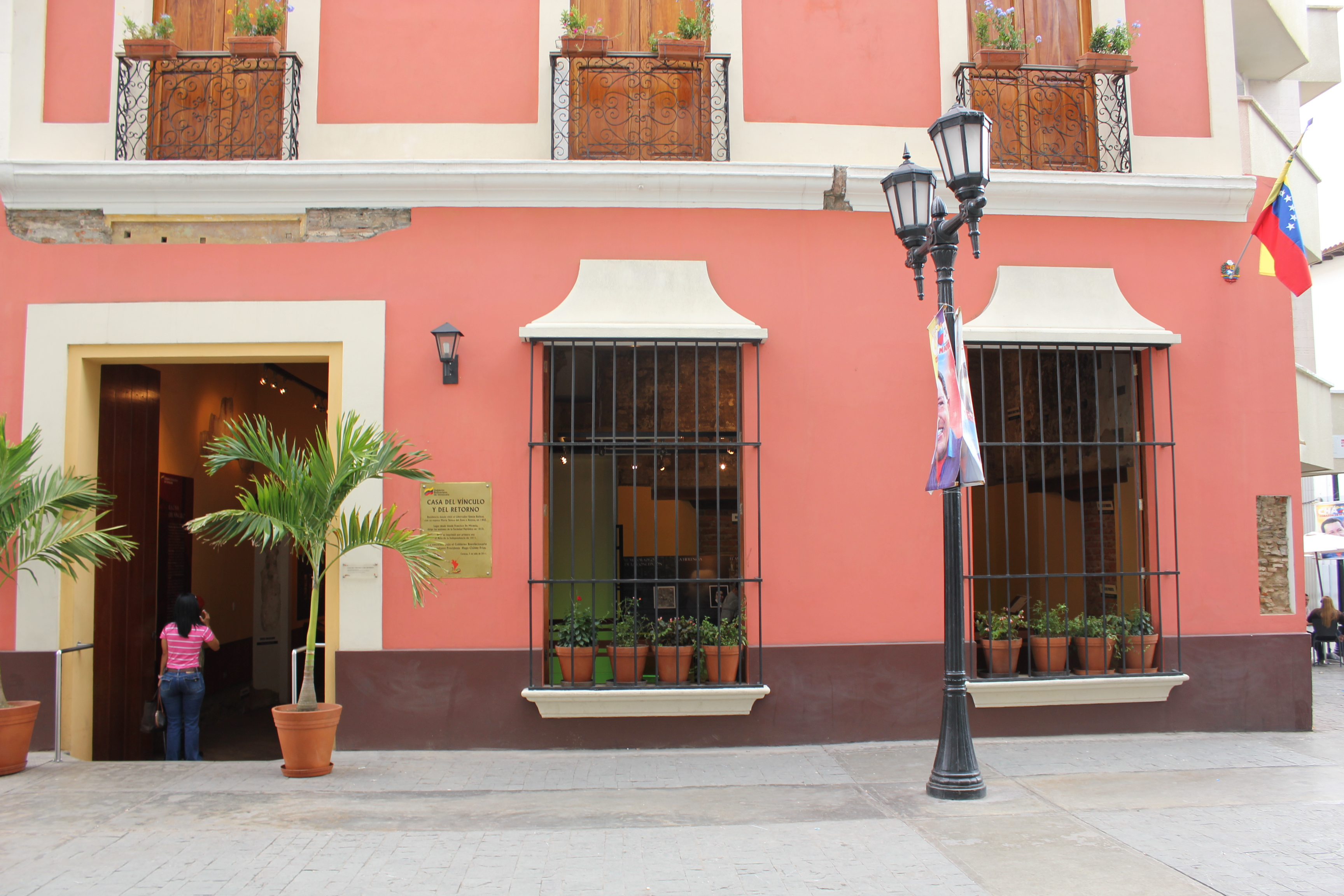
La Casa del Vínculo y del Retorno, en Caracas, donde vivió el matrimonio Bolívar desde julio de 1802 hasta enero de 1803.

El 15 de junio de 1802 los recién casados partieron hacia Caracas, desembarcando el 12 de julio en La Guaira. Después de una corta estadía en Caracas, en la Casa del Vínculo y del Retorno, ubicada en una esquina que daba a la Plaza Mayor de Caracas, hoy Plaza Bolívar, se trasladaron a la «Casa Grande» del ingenio Bolívar en San Mateo. María Teresa enfermó poco después de «fiebres malignas» —hoy día identificadas indistintamente como fiebre amarilla o paludismo— por lo que el matrimonio regresó a su Casa del Vínculo, en Caracas, donde ella murió el 22 de enero de 1803.

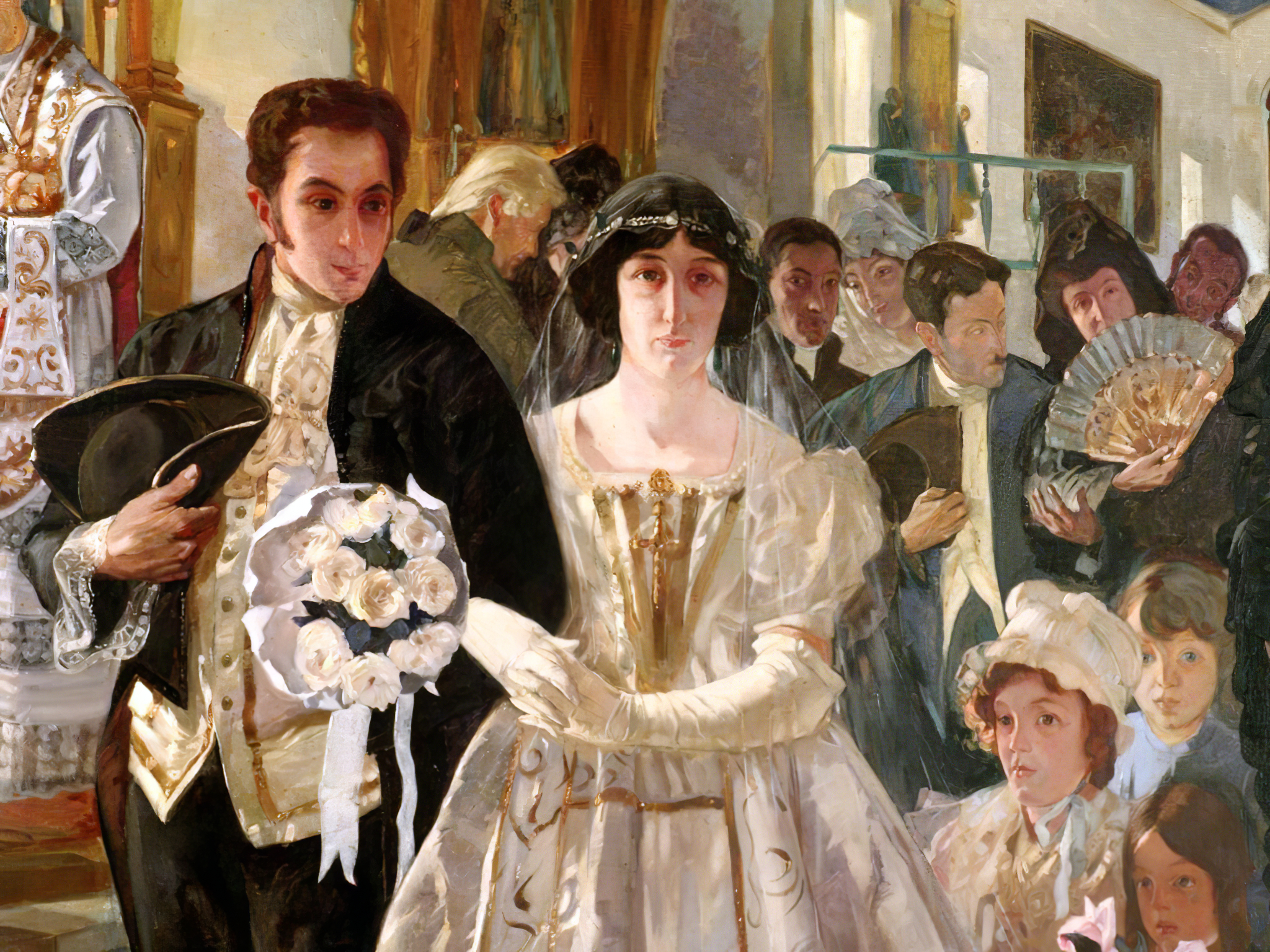
Bolívar se casa con María Teresa del Toro en 1802.

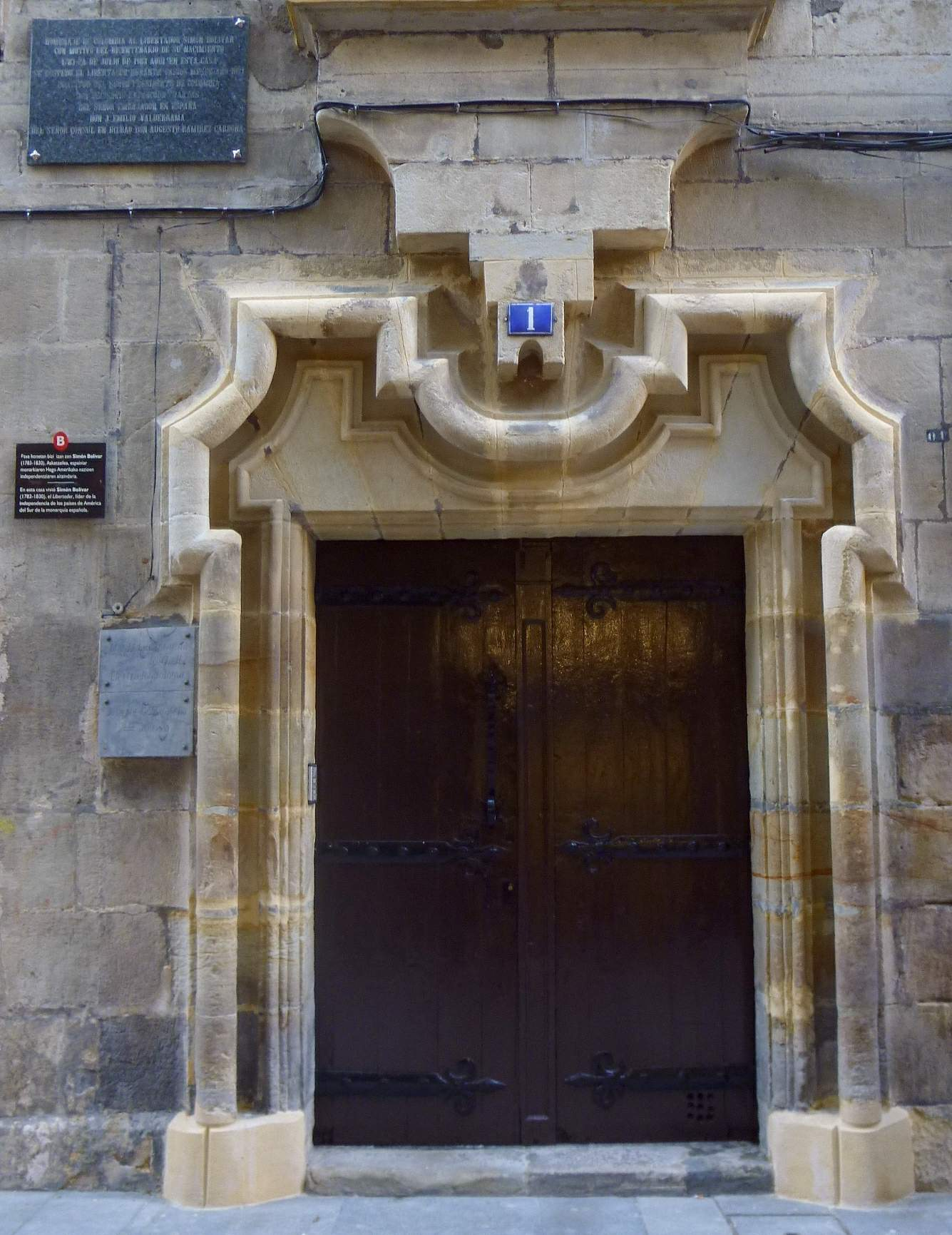
Casa que hospedó a Simón Bolívar durante su estancia en Bilbao entre marzo de 1801 y abril de 1802.

El joven Bolívar se dedicó a viajar, transido de dolor, para mitigar la pena que le causó el fallecimiento de su esposa. Fue en este estado de ánimo cuando juró no volver a casarse jamás. Dicho juramento se planteaba como un acto de rebeldía en contra del dolor al que puede conducir la entrega incondicional de los sentimientos. Habiendo perdido a sus padres durante su infancia, María Teresa representó para Bolívar un último y definitivo intento de arraigo signado por la tragedia. El dolor causado por esta muerte súbita e inesperada lo llevará a evadir en lo futuro cualquier vínculo raigal. En lo sucesivo no volverá a entregar amor puro y permanente a mujer alguna, tampoco en lo adelante ninguna lo atará en forma definitiva.

### Segundo viaje a Europa

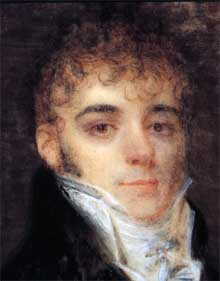
Bolívar a la edad de 20 años (1804).

En el mismo año de la muerte de su esposa viajó a París junto al primo hermano de ésta Fernando Rodríguez del Toro, instalándose ambos en un apartamento de la Rue Vivienne. Allí reencuentra a su antiguo maestro Simón Rodríguez. Este último logra encauzar la desesperación sentida por Bolívar tras la muerte de María Teresa hacia la política y la causa de la libertad de su patria. No en balde Bolívar siempre verá a la muerte de su esposa como el momento decisivo de su vida que lo transmutará en un hombre público llamado a un destino mayor. En su obra Bolívar, el historiador español Salvador de Madariaga se referirá a la muerte de María Teresa en los siguientes términos: «Este final súbito de la vida retirada y personal de una joven de ventiún años ha sido quizás uno de los acontecimientos claves de la historia del Nuevo Mundo». Simón Rodríguez también lo orienta hacia la lectura de los clásicos y a ilustrarse en diversos campos del saber universal. Viajó luego por Italia en compañía de Rodríguez y de Fernando Rodríguez del Toro y el 15 de agosto de 1805 en el Monte Sacro de Roma se comprometió solemnemente ante estos a libertar a su patria. Regresó a Venezuela en 1806 y a la vez que administraba los negocios familiares unió sus esfuerzos a la causa revolucionaria.

## Vida política y militar

### Antecedente a la independencia
A lo largo de 1808, las presiones de Napoleón desencadenaron una serie de acontecimientos que empeoraron aún más la ya comprometida situación española, el rey Carlos IV de España abdicó el trono a favor de su hijo Fernando el 19 de marzo de 1808 después de los sucesos del motín de Aranjuez, y más tarde, el 5 de mayo de 1808 se terminó de consumar el desastre para España cuando Carlos IV y su hijo fueron obligados a ceder el trono a Napoleón Bonaparte en Bayona para designar a su hermano, José, como nuevo rey de España. Esto provocó una gran reacción popular en España que desencadenó lo que hoy se conoce como la guerra de la Independencia española y tanto en América como en España, se formaron juntas regionales que fomentaron la lucha contra los invasores franceses para restablecer en el trono al monarca legítimo.

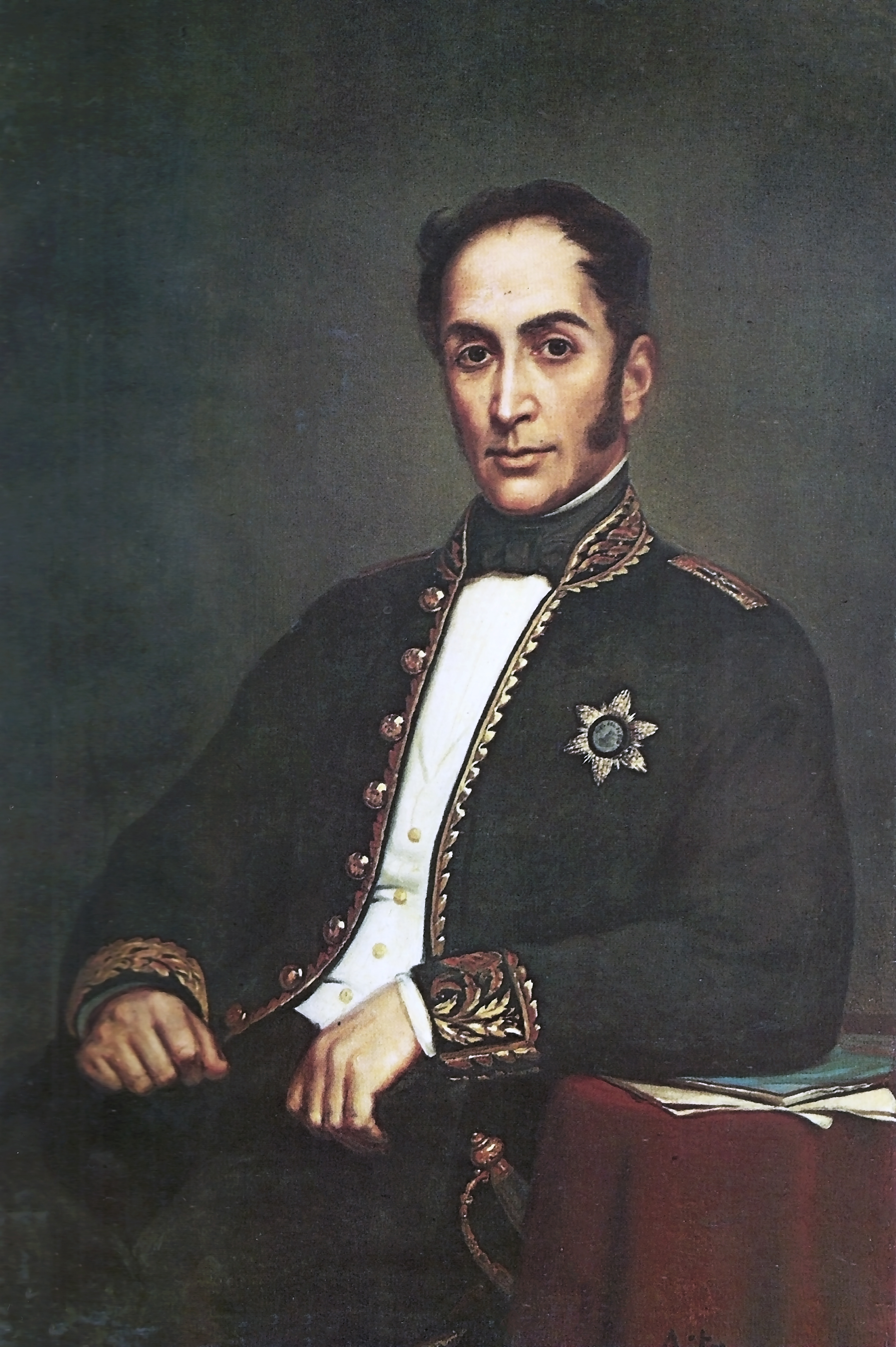
El Libertador (Bolívar diplomático), 1860. Óleo sobre tela 107×69 de Aita (seudónimo de Rita Matilde de la Peñuela, 1840-?), localizado en la colección de arte del Banco Central de Venezuela.

Sin embargo, en las juntas americanas solo se hablaba con entusiasmo de la Junta popular de Cádiz y muchas de ellas eran vistas con recelo por las autoridades españolas, que las suponían sospechosas de ser favorables a los franceses y que no se habían olvidado de acciones como la de Antonio Nariño en Bogotá, que había publicado una obra sobre Los Derechos del hombre, el movimiento de Juan Picornell, la Conspiración de Manuel Gual y José María España, o de las fracasadas expediciones militares de Francisco de Miranda en Venezuela.
Pero al tiempo consideraban que estas juntas tenían derecho de imitar a sus análogas de la península; ya que los dominios españoles eran considerados una parte esencial e integrante de España.
Con el tiempo se fueron formando dos bandos bien diferenciados como resultado de los debates políticos y la inestabilidad internacional: el de los realistas, que querían continuar bajo la dependencia directa del monarca español, liderado por Juan de Casas; y el de los patriotas, partidarios de constituir una Junta de gobierno con una autonomía plena similar a la de las Juntas provinciales en España, pero sin mantener más lazos con la metrópoli diferentes a un reconocimiento formal de Fernando VII como soberano, queriendo imitar así el ejemplo del Brasil regido desde Braganza, con autonomía de Portugal.
Así a mediados de 1807, cuando Bolívar volvió a Caracas se encontró con una ciudad inmersa en un ambiente de gran agitación social y política que era gobernada por personajes interinos bajo la supervisión de un regio Regente visitador visto con malos ojos por la colectividad caraqueña, llamado Joaquín de Mosquera y Figueroa.
Este era un ambiente poco propicio para enfrentar situaciones de crisis y fue una circunstancia que ayudó a precipitar los acontecimientos a favor de la Independencia.
Bolívar había vuelto a Caracas absolutamente convencido de la imperiosa necesidad de independencia para América y trató de convencer a sus parientes y amigos de que esta era la mejor opción pero, salvo la excepción de su hermano Juan Vicente, no pudo hacerlo fácilmente debido a que las noticias de Europa llegaban muy tarde y con pocos detalles, por lo que el público se enteraba de los acontecimientos solo de una forma general e inexacta y esto limitaba su capacidad para evaluar la situación.
Pero las cosas cambiaron repentinamente en pocos días, tras una serie de acontecimientos que causaron una conmoción general en Caracas. A principios de julio de 1808, el gobernador encargado de Caracas, Juan de Casas, recibió dos ejemplares del diario londinense The Times que el gobernador de la colonia inglesa de Trinidad remitió antes al de Cumaná y que relataban la noticia de la abdicación del trono de España en favor de Napoleón.
Las autoridades trataron de mantener la noticia en secreto para evitar la alarma social pero la llegada del bergantín francés Le Serpent al puerto de La Guaira el 15 de julio de 1808 con varios comisionados enviados por Napoleón para confirmar la noticia hicieron fracasar el plan.
Un oficial francés se presentó ante el gobernador Casas con documentación oficial confirmando las malas noticias de The Times, y mientras en la Gobernación deliberaban sobre la situación, la población empezó a alarmarse por la aparatosa llegada de los franceses, divulgando profusamente la noticia de la desaparición de la monarquía tradicional en periódicos y otras publicaciones.
La reacción popular fue de malestar e indignación y la situación empeoró cuando el capitán de fragata inglés Beaver desembarcó poco después del Alcasta en La Guaira, tras perseguir al Le Serpent sin poder apresarlo, para informar al Gobernador Casas y a la población que la lucha en España para rechazar a los franceses continuaba y que Napoleón no tenía la situación dominada.

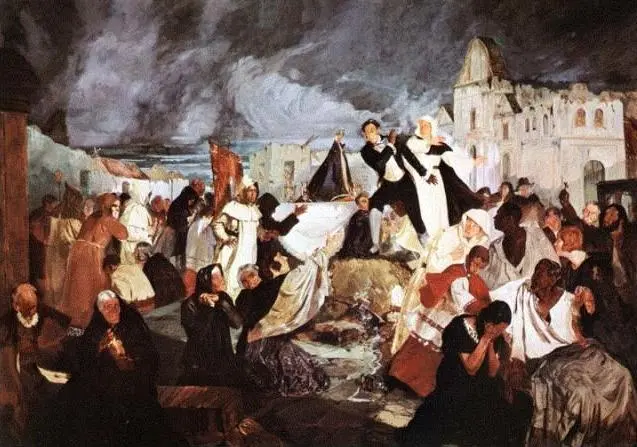
Óleo sobre lienzo “Terremoto de 1812”, del pintor venezolano Tito Salas

Entonces surgió un proceso político extraño entre el gobernador, la Audiencia y el Cabildo que terminó de socavar el orden colonial vigente y esto hizo que la conmoción en la sociedad caraqueña se orientara en dos direcciones, una representada por Bolívar que quería proclamar la Independencia; y otra representada por otros criollos que querían mantener la fidelidad a Fernando VII.
Así, el 11 de enero de 1809 llegaron a Caracas unos despachos oficiales que anunciaban la creación de la Junta Central de España e Indias que terminó instalándose en Sevilla en abril de 1809 y poco después, el 14 de enero de 1809 llegó a Venezuela el mariscal de campo Vicente Emparan en calidad de capitán general de Venezuela y gobernador de Caracas. Su llegada dio una nueva perspectiva a la situación política ya que empezaron a circular rumores que lo relacionaban como partidario de los franceses, por lo que fue acusado de querer confundir a la población.[cita requerida]
En el panorama de incertidumbre reinante, el 19 de abril de 1810, los miembros del Cabildo de Caracas decidieron constituir una Junta Conservadora de los Derechos de Fernando VII en un acto que termina con la firma del Acta de Independencia y constitución de la Primera República el 5 de julio de 1811. Con la revuelta del 19 de abril de 1810 se obligó al entonces capitán general de Venezuela, Vicente Emparan, a ceder sus poderes a esta Junta y trajo como resultado la expulsión de los funcionarios españoles de sus puestos para embarcarlos rumbo a España.
Poco después, tras enterarse de los hechos, la Regencia dispuso el bloqueo de las costas de Venezuela pero ya era tarde, desde entonces el proceso independentista sería imparable, y el ejemplo de Caracas fue seguido por el resto de las juntas americanas.

### Misión a Londres

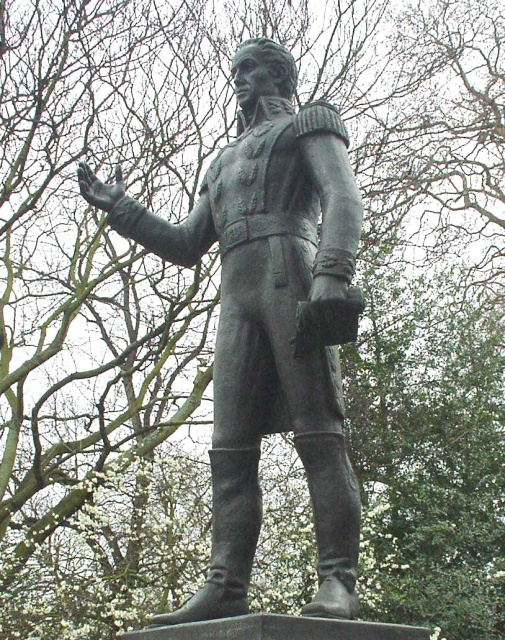
Estatua de Simón Bolívar en Belgrave Square, Londres.

El nuevo sistema de gobierno empezó a crear nuevas perspectivas en todos los sentidos. Las noticias de lo sucedido en Caracas llegaron hasta el almirante Alexander Cochrane, comandante de las Fuerzas Navales británicas del Caribe, que procedió a despachar noticias de lo sucedido a Londres y poner a disposición de la Junta de Caracas la corbeta Wellington para que llevara hasta Londres una delegación si así lo querían.
Así, Bolívar fue enviado a Inglaterra con el grado de coronel junto con Andrés Bello y Luis López Méndez en una misión diplomática con instrucciones de solicitar apoyo británico a la Junta en nombre del rey Fernando VII de España aprovechando la circunstancia de que España y Gran Bretaña eran ahora naciones aliadas que habían dejado de lado sus históricas diferencias ante el peligro común que representaba Napoleón.
La misión diplomática llegó a Londres en un momento político delicado ya que entonces Gran Bretaña estaba dando una costosa ayuda militar a España y la negativa venezolana de aceptar la autoridad del Consejo de Regencia español resultaba inconveniente en esos momentos.
Sin embargo, Arthur Wellesley consideró conveniente recibir a la delegación en su casa particular, Apsley House, por temor a que sus miembros recurrieran a Napoleón en busca de apoyo y así aprovechar la ocasión para averiguar las pretensiones venezolanas.
La postura británica fue muy clara desde el principio dando a entender a la delegación que en esos momentos el apoyo político a Venezuela era imposible y en un intento de presionar a España para que les dejase comerciar libremente con sus colonias, los británicos trataron de desviar las negociaciones hacia acuerdos comerciales más acordes con sus intereses.
A pesar de que no se cumplieron todos los objetivos de la delegación, se lograron algunos compromisos importantes gracias a la presencia de Francisco de Miranda en Londres, con quien Bolívar empezó a mantener contactos que fomentaron una participación discreta de este mediante sus contactos personales en las negociaciones.
Así Bolívar logró la secreta connivencia inglesa, la apertura del comercio, y la posibilidad de que Inglaterra ejerciera presiones sobre España para favorecer los intereses venezolanos.

### Bolívar durante la Primera República

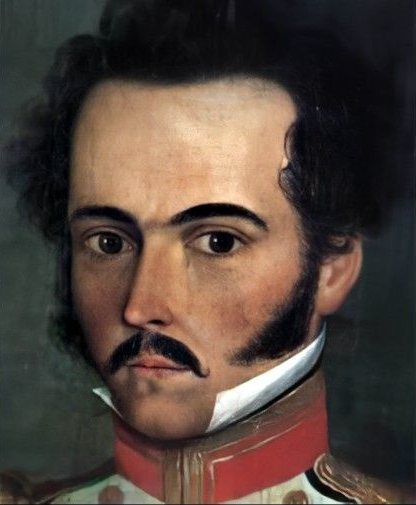
Bolívar (c. 1812)

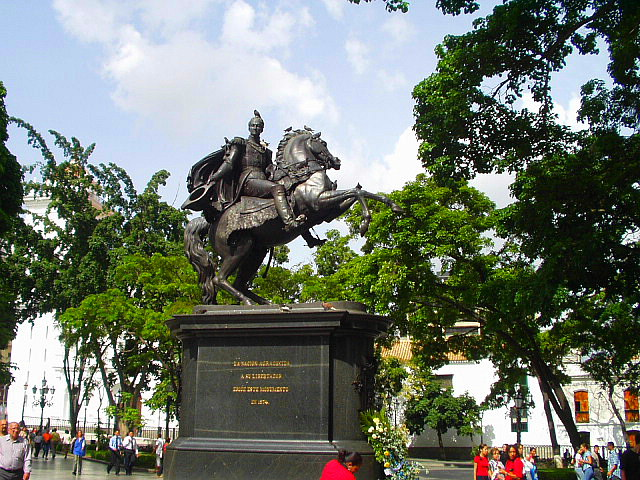
Estatua ecuestre de Bolívar en Caracas.

Después de convenir con los ingleses la permanencia de un representante en Londres, Bolívar embarcó en la corbeta Sapphire y llegó a La Guaira el 5 de diciembre de 1810.
Una vez en Venezuela, empezó a hacer gestiones para promover el regreso de Miranda, que como resultado de estas gestiones, llegó a Venezuela en el bergantín inglés Avon el 10 de diciembre de 1810 ante una fría recepción oficial por parte de la Junta Suprema, que poco después lo nombró Teniente General.
Miranda pronto empezó a tener conflictos con el jefe militar del Gobierno, el marqués del Toro, por su incapacidad para controlar la rebelión realista de Coro y mientras tanto, las circunstancias políticas habían favorecido la aparición en Caracas de organizaciones como la Sociedad Patriótica, que era una especie de asociación independentista que funcionaba como foro de debate político que divulgaba sus conclusiones en una publicación propia titulada El Patriota de Venezuela.
Bolívar fue un miembro importante de esta asociación que estuvo muy implicado en las movilizaciones posteriores ocurridas el 5 de julio de 1811 para ratificar la Declaración de Independencia, y que defendió posturas opuestas a la Constitución del 21 de diciembre de 1811 al considerar que era una copia literal de la que regía en los Estados Unidos que no se adaptaba a la realidad del momento en Venezuela.
El 13 de agosto de 1811, fuerzas comandadas por Miranda lograron una victoria en Valencia contra los rebeldes de dicha ciudad, que había eludido a los esfuerzos militares precedentes realizados por el marqués del Toro. Los habitantes de dicha ciudad pretendían volver al dominio colonial español, y es en esta acción donde Bolívar empezó propiamente su carrera militar al dirigir un ataque a un puesto fortificado que fue su bautismo de fuego y su primera acción distinguida. En dicha acción Fernando Rodríguez del Toro, su antiguo compañero del periplo europeo, quedó mutilado y gravemente herido. Así, Miranda propuso a Bolívar para el rango de coronel y lo envió a informar de la victoria al Gobierno de Caracas.
Poco después, Bolívar empezó a levantar la moral en los valles de Aragua por iniciativa propia, por lo que el general Miranda, por entonces comandante en jefe de las fuerzas militares republicanas, lo persuadió de que aceptara el rango de coronel en el Estado Mayor y lo nombró jefe militar de Puerto Cabello, la principal plaza fuerte de Venezuela.
Dicha plaza era entonces un punto militar clave por sus características coincidentes de puerto, arsenal, prisión militar y principal punto de apoyo y control en la zona. Allí permanecían detenidos los prisioneros de guerra influyentes en el castillo San Felipe, y a la vez también se encontraba almacenado gran parte del arsenal militar republicano.
A pesar de ser contrario a las normas de seguridad militar se estaba dando esta situación y aunque Miranda ordenó trasladar a los prisioneros a otro lugar, el traslado nunca se cumplió y fue uno de los motivos que unido a la inexperiencia militar de Bolívar propiciaron la caída de Puerto Cabello.
Los prisioneros lograron tomar por sorpresa a la guardia y la dominaron gracias a la traición de un oficial al que sobornaron, se apoderaron del castillo San Felipe y comenzaron a bombardear Puerto Cabello.
Bolívar trató de recuperar la guarnición durante seis días de combate con las fuerzas que pudo controlar y que al parecer no superaban los cuarenta efectivos pero la situación le era muy desfavorable; no se podía cañonear el castillo por el reducido alcance de la artillería y la ciudad empezaba a ser atacada por las fuerzas del capitán Domingo Monteverde y tras lanzar un desesperado ataque frontal sobre el castillo que fracasó, Bolívar decidió abandonar la plaza por vía marítima, logrando escapar a duras penas.
Este acontecimiento, unido al violento terremoto del 26 de marzo de 1812, inclinó la balanza a favor de los realistas y aunque hubo muchos que creyeron que aún se podía seguir la lucha, Miranda capituló el 26 de julio de 1812 por encargo del Congreso, en el tratado de La Victoria, que instauró nuevamente el dominio español sobre Venezuela.
El 30 de julio de 1812, Miranda llegó a La Guaira con la intención de embarcarse en la nave inglesa Sapphire en medio de un ambiente en el que pocos sabían que las negociaciones con Monteverde por las que muchos oficiales republicanos se sintieron traicionados se habían iniciado por órdenes del Congreso y no por deseos de Miranda.
Por ello, cuando Miranda se hospedaba en casa del coronel Manuel María de las Casas, comandante de la plaza, se encontró con un grupo numeroso, en el que se contaban Miguel Peña y Simón Bolívar, que lo convencieron de que se quedara, por lo menos una noche, en la residencia de Manuel María de las Casas.
A las dos de la madrugada, encontrándose Miranda profundamente dormido, Manuel María de las Casas, Peña y Bolívar se introdujeron en su habitación con cuatro soldados armados, se apoderaron precavidamente de su espada y su pistola, lo despertaron y con rudeza le ordenaron que se levantara y vistiera, tras lo cual lo engrilletaron, luego el coronel Manuel María de las Casas, comandante de la plaza, se pasa al bando realista y lo entrega al jefe español Monteverde.
A cambio de este acto de traición del coronel Manuel María de las Casas, el español Francisco-Antonio de Yturbe y Hériz accedería a darle a Bolívar el salvoconducto que este le había solicitado para exiliarse en el extranjero, con el especial favor de Monteverde. En esta ocasión, el jefe español hizo que se viera el acto de haber entregado a Miranda como un servicio al estado español: «Debe satisfacerse el pedido del coronel Bolívar, como recompensa al servicio prestado al rey de España con la entrega de Miranda». Bolívar insistió ante las autoridades españolas, sin embargo, que la entrega de Miranda respondió al acto de traición de aquel, por haber capitulado cuando aún disponía de suficientes fuerzas para continuar la lucha.

### El Manifiesto de Cartagena
Bolívar fue autorizado por Monteverde a trasladarse el 27 de agosto de 1812 a la isla de Curazao, ocupada por los ingleses, en la goleta española Jesús, María y José junto a José Félix Ribas, Vicente Tejera y Manuel Díaz Casado, donde permaneció un corto período.
Después se trasladó a Cartagena de Indias, Nueva Granada, donde el proceso independentista se había iniciado el 20 de julio de 1810 y había desembocado en la formación de varias Juntas supremas que rivalizaban entre sí. En este panorama compuso un manuscrito conocido como el Manifiesto de Cartagena, en el cual hizo un análisis político y militar de las causas que provocaron la caída de la Primera República de Venezuela y exhortaba a la Nueva Granada a no cometer los mismos errores que Venezuela para no correr la misma suerte, remediar las divisiones, promover la unión de los distintos pueblos de América, hasta lograr el objetivo común, la independencia.
Al poco de llegar, Bolívar solicitó al gobierno de Cartagena prestar servicio en sus tropas. Fue concedido el mando de una guarnición de setenta hombres en la pequeña localidad de Barrancas, con la que empezó a forjarse su futuro prestigio militar.
Al principio Bolívar estaba subordinado a un aventurero francés, Pierre Labatut. En contra de las órdenes de este, decidió tomar la iniciativa, realizando una campaña para derrotar a las partidas realistas que se encontraban en las orillas del río Magdalena mientras aumentaba el adiestramiento y el contingente de sus tropas.
Como resultado de esta campaña, logró liberar varias poblaciones como Tenerife, Guamal, El Banco, Tamalameque, Puerto Real de Ocaña, y derrotar a diversas guerrillas realistas que operaban en la zona. Finalmente ocupó Ocaña.
Ante estos logros, el coronel Manuel del Castillo y Rada, comandante general de Pamplona, solicitó su ayuda para detener a los realistas que amenazaban con entrar desde Venezuela. Para ello, el coronel Bolívar tuvo que pedir autorización al Gobierno de Cartagena para intervenir en territorio del Gobierno de las Provincias Unidas de Venezuela.
Cuando se la dieron, Bolívar llegó hasta la frontera con Venezuela. En la batalla de Cúcuta derrotó el 28 de febrero de 1813 a las fuerzas españolas. Camilo Torres en su carácter de presidente del Congreso de las Provincias Unidas de la Nueva Granada, le confió a Bolívar el título de ciudadano de la Unión, el grado de brigadier, equivalente al de general de brigada, y el cargo de jefe de la guarnición de Cúcuta.
Desde febrero hasta abril de 1813 permaneció en Cúcuta, detenido por trabas legales y por diferencias con Castillo, que empezaba a verle con suspicacia ante sus deseos de avanzar sobre Venezuela. Para entonces, Bolívar disponía de una fuerza eficaz, y rodeado de una brillante oficialidad neogranadina, aprovechable para una eventual reconquista de Venezuela.

### Campaña Admirable
Después de recibir autorización y recursos de la Nueva Granada, Bolívar inició una de sus acciones militares más destacadas, la Campaña Admirable.
Cuando en febrero de 1813 inició su campaña por los Andes venezolanos desde Cúcuta, no encontró resistencia. Avanzó hasta Mérida y tomó la ciudad pacíficamente después de que las autoridades realistas huyeran ante su inminente llegada. En esta entrada triunfal se le concedió por primera vez el título de «El Libertador», por decisión del Cabildo de Mérida.
Rápidamente las fuerzas de Bolívar ganaron terreno a un enemigo que huía ante un avance sorprendente. Finalmente, Bolívar obligó a pelear a las fuerzas realistas en Los Taguanes, entre Tucupido y Valencia. Les derrotó, y una capitulación se firmó en La Victoria.
Tras la capitulación española, Bolívar tuvo el camino libre, e hizo una entrada triunfal en Caracas el 6 de agosto de 1813. Después de un triunfo militar en Mosquiteros le nombraron capitán general, con el título de «El Libertador», que desde entonces quedó unido a su nombre.
Bolívar se concentró en organizar el Estado y dirigir la guerra en lo que parecía su etapa final. Organizó el régimen militar, mantuvo el Consulado, creó un nuevo sistema fiscal, y una nueva administración de justicia. Atendió a la actividad agraria, a las exportaciones, y a la búsqueda de mano de obra calificada. Modificó el gobierno municipal, y ofreció la nacionalidad a extranjeros amigos de la causa republicana.

### Guerra a muerte

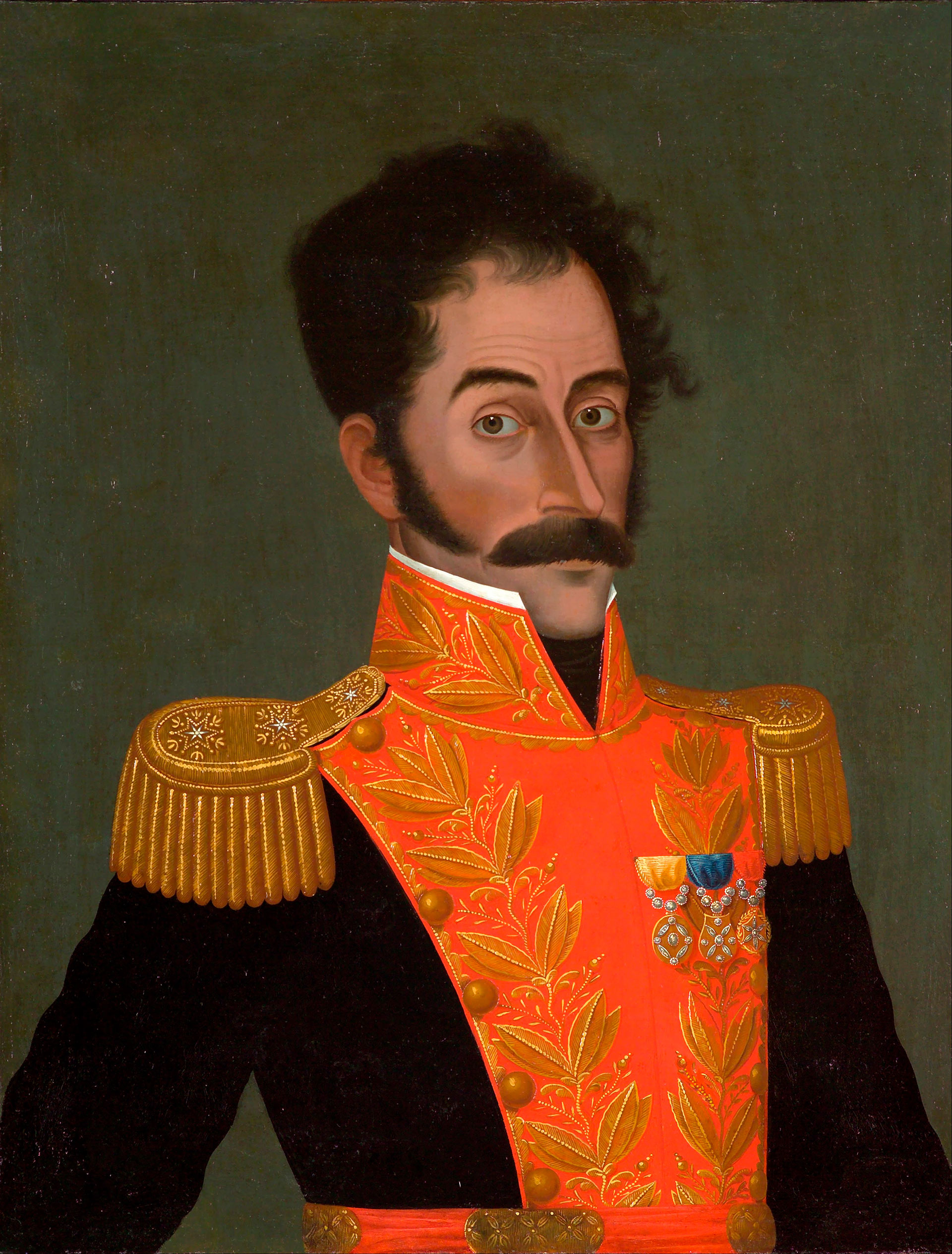
Simón Bolívar (c. 1828) por José Gil de Castro.

Pero a principios de 1814 el capitán de milicias del Rey José Tomás Boves, famoso por su valentía, inició operaciones con tropas autóctonas de los Llanos venezolanos, autorizadas al saqueo y al pillaje. Frente a un enemigo implacable, las fuerzas de Bolívar se fueron debilitando. Ante la falta de medios para combatir a Boves y sus llaneros, Bolívar decidió el 7 de julio de 1814 retirarse con las fuerzas que le quedaban hacia el Oriente venezolano, y unir fuerzas con Santiago Mariño.

Bandera de guerra a muerte de Bolívar.

La retirada estratégica de Bolívar produjo un éxodo desde Caracas hacia Oriente, en el que murieron muchas personas que seguían a las fuerzas republicanas por temor a las represalias de Boves y su lugarteniente Francisco Tomás Morales. Bolívar decidió hacerles frente en Aragua de Barcelona el 17 de agosto de 1814. Tras ser derrotado, Bolívar logró llegar a Cumaná el 25 de agosto de 1814 y unirse a Mariño.
La Segunda República de Venezuela estaba herida de muerte. A lo largo de 1814 los realistas consolidaban su dominio por todo el país. Solo el Oriente venezolano y la isla de Margarita permanecían en manos republicanas. El bando republicano estaba dividido en facciones de caudillos que dominaban porciones de territorio. El corsario Giovanni Bianchi intentaba aprovechar la situación. Finalmente ocurrió el exilio de Simón Bolívar y Santiago Mariño desde Carúpano hacia Cartagena.

### Estadía en Jamaica

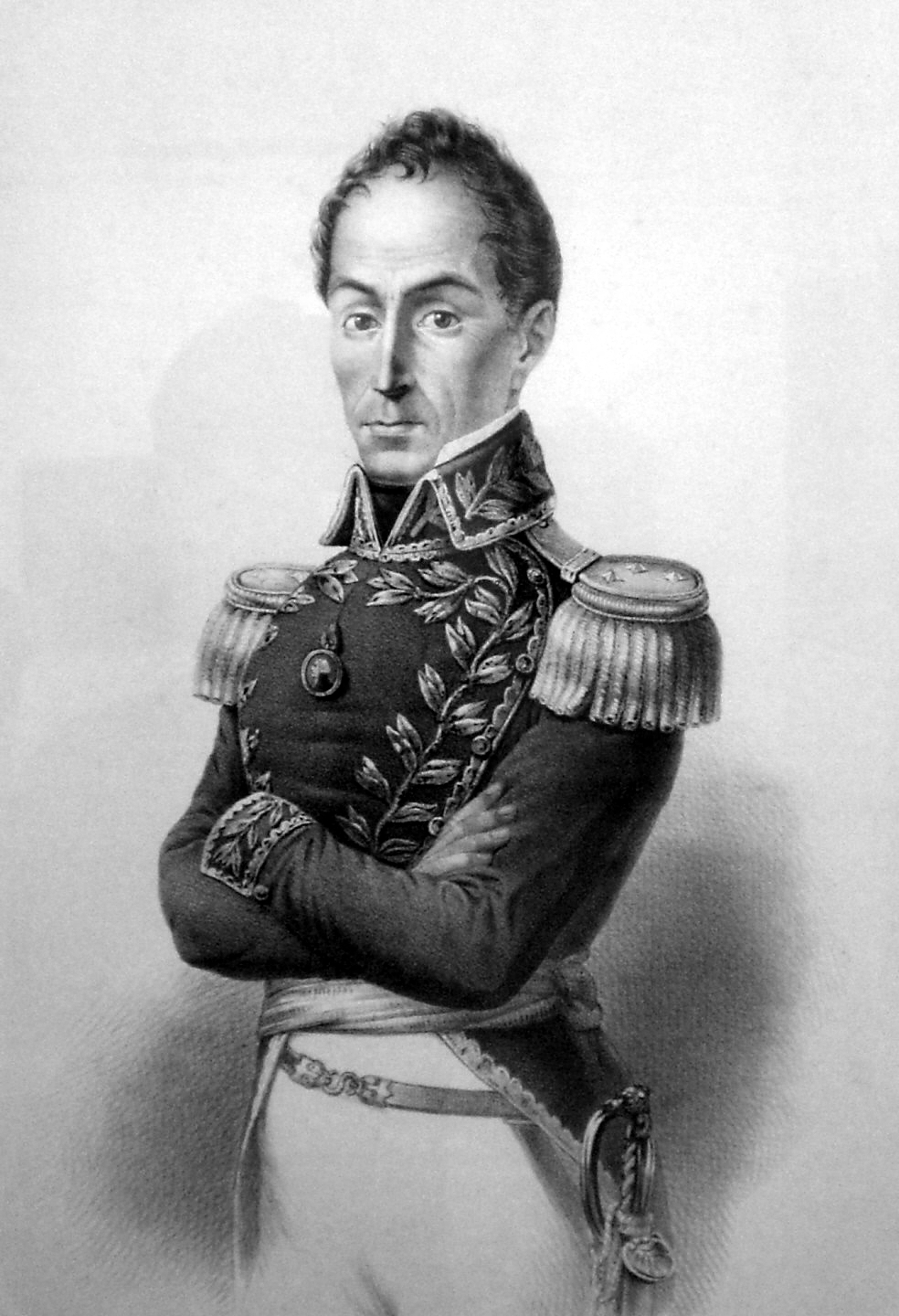
Litografía de Simón Bolívar.

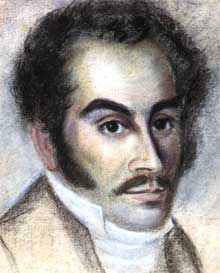
Bolívar durante su estancia en Haití.

A finales de 1814, Bolívar llegó a Cartagena para obtener ayuda de la Nueva Granada, que se encontraba también en una situación difícil.
Con el apoyo del Gobierno neogranadino fue reconocido jefe por todos los venezolanos que se encontraban en Nueva Granada. El 19 de septiembre de 1814 Bolívar se encontró con Camilo Torres Tenorio, presidente del Congreso de las Provincias Unidas de la Nueva Granada. Después de la derrota del general Antonio Nariño en la campaña del Sur en julio de 1814, Torres Tenorio encargó a Bolívar de la conducción de la guerra. El 10 de diciembre de 1814 Bolívar tomó a Santa Fe, y obligó Cundinamarca a reconocer la autoridad del Congreso de las Provincias Unidas de la Nueva Granada.
Bolívar decidió abandonar su cargo en la Nueva Granada y partir a la colonia británica de Jamaica en el buque La Découverte, llegando a la isla el 14 de mayo de 1815. Escribió con fecha del 6 de septiembre de 1815 una Carta de Jamaica, en la cual justificaba la rebelión de los Criollos, llamaba a la lucha para la independencia, y exponía el proyecto de Francisco de Miranda de confederación de Colombia.
Sin embargo, la situación de Bolívar en Jamaica llegó a ser bastante tensa. Salió ileso de un intento de asesinato sólo porque ese día se alojó en una casa diferente. El gobierno británico no quería comprometerse a darle un apoyo abierto, y los españoles intentaban asesinarle; Bolívar decidió trasladarse a un país más seguro donde pudiera organizar una expedición.

### Estadía en Haití
En aquella época Haití se había convertido en una república independiente de Francia, que daba asilo y respaldaba a los republicanos del continente americano. Por ello Bolívar consideró que Haití era el lugar adecuado para organizar una expedición militar hacia Venezuela, con la ayuda del presidente de ese país, el general Alexandre Petion. Allí se dio cuenta de que debía reclutar a los llaneros, en ese entonces al mando de José Antonio Páez, para vencer a los ejércitos realistas.
El 19 de diciembre de 1815, Bolívar salió de Jamaica para Haití. Llegó al puerto de Los Cayos el 24 del mismo mes. Con la ayuda encubierta del gobierno haitiano y del experimentado almirante Luis Brión, Bolívar organizó una expedición de más de mil hombres conocida como la Expedición de los Cayos. Salió el 23 de marzo de 1816 con rumbo a la isla de Margarita. Bolívar retrasó su partida seis días porque esperaba a su amante Josefina Machado, que venía de la isla danesa de Saint Thomas. Como Brión presionaba para continuar, partieron los barcos. Al llegar al sur de la Hispaniola un barco mensajero alcanzó el navío de Bolívar y comunicó que Josefina y su familia habían llegado a Los Cayos. Bolívar pidió a Brión que le enviasen una fragata. Los oficiales británicos y alemanes protestaron y amenazaron con abandonar esta expedición tomada tan a la ligera, pero Brión los convenció de que continuasen.

### Bolívar y la Gran Colombia

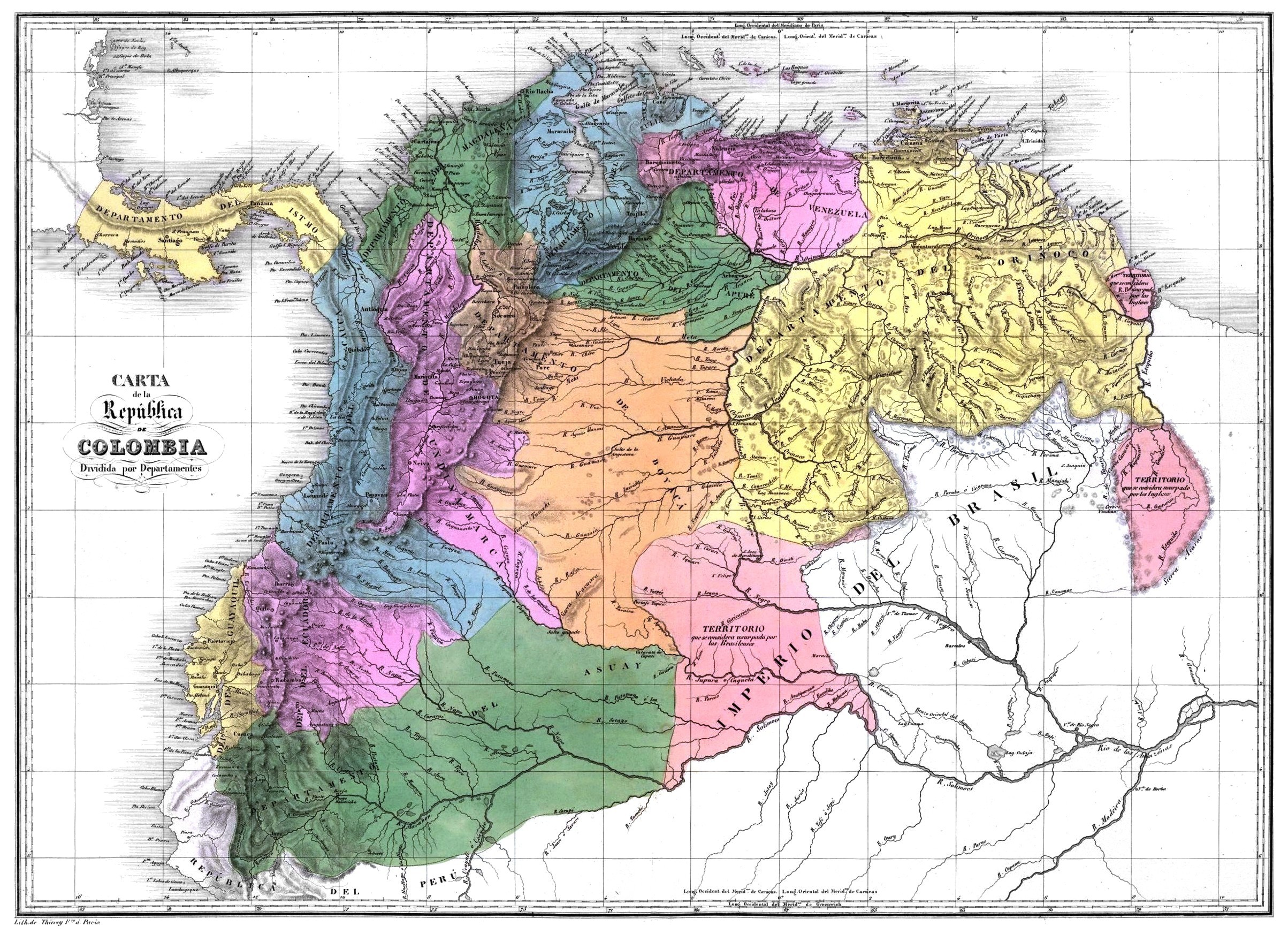
Mapa de la Gran Colombia.

Después del fracaso de la Segunda República de Venezuela y su corta permanencia en Nueva Granada como comandante militar, Bolívar se vio obligado a reflexionar sobre la causa de los fracasos previos, la situación internacional y la forma de lograr la independencia de forma duradera.
Sus reflexiones le llevaron a la conclusión de que para alcanzar la independencia definitiva se debía derrotar totalmente a los españoles para impedir que realizaran acciones de reconquista pero esto no sería suficiente, los esfuerzos descoordinados y dispersos de los caudillos regionales a lo largo de América debían ser unificados bajo un mandato único y como garantía de una independencia permanente se debía crear una república grande y fuerte para poder desafiar las pretensiones de cualquier potencia imperial.
La idea de crear una nación semejante hizo que Bolívar tuviera un objetivo político mucho más amplio y esto en definitiva le movió a actuar de una manera diferente a las anteriores.

### Colombia como proyecto político
Ya en la isla de Jamaica, Bolívar había expuesto la idea de conformar a Colombia como un país que debía hacerse realidad. Concluyó que para convertir la idea de Colombia en una nación viable y creíble hacía falta crear un gobierno centralizado capaz de coordinar las acciones necesarias para resguardar las fronteras y aglutinar a los distintos pueblos de la América Hispana como garantía de la independencia.
Aunque el proyecto de Colombia como nación lo idealizó en realidad Francisco de Miranda durante sus acciones precursoras, fue Bolívar quien tuvo el mérito de rescatar este proyecto del baúl de los recuerdos de sus primeros contactos con Miranda en Londres y de llevarlo a cabo contra viento y marea hasta su muerte.
Para garantizar la libertad de la Nueva Granada, Bolívar consideraba vital conseguir cuanto antes el control sobre Venezuela para impedir que los españoles la utilizaran como puesto de avanzada en tierra firme para sus campañas de reconquista por lo que decidió emprender esta tarea como algo prioritario.
Así desembarcó en la isla de Margarita a mediados de 1816 decidido a lograr desde el principio el reconocimiento de su liderazgo y después de obtener un éxito inicial con el líder local Juan Bautista Arismendi preparó la campaña para liberar el continente.
El 16 de julio de 1816 Bolívar desembarcó en Ocumare de la Costa y emitió una proclama en la que cambiaba su decreto a muerte. En la misma declaraba que los «españoles europeos» no serían matados salvo que estuvieran combatiendo. Allí declaraba que su armada iba a liberar a toda Venezuela. Contaba con 650 soldados, de los que 300 jamás había estado en combate. Bolívar consiguió alistar a unos doscientos negros, pero la mayoría de la población huyó. Entonces procedió a marchar en dirección a Valencia con el fin de establecer desde allí una conexión con los combatientes que se hallaban en los Llanos. Las fuerzas bajo Morales se dirigieron a Valencia y de allí hacia los cerros que llevaban a Ocumare. Después de una corta escaramuza, huyó Bolívar hacia Ocumare y de allí a Bonaire. Al llegar Brión a Bonaire, le recriminó a Bolívar que hubiera abandonado Ocumare de esa manera y le ordenó ir a Cumaná. Brión partió a Margarita para reparar varios barcos y Bolívar desembarcó de nuevo en Cumaná. Allí Santiago Mariño y Manuel Piar le recriminaron igualmente la huida de Ocumare y lo amenazaron con llevarlo a una corte marcial y fusilarlo. De acuerdo a Ducoudray Holstein, Bolívar se convirtió en acérrimo enemigo de Piar desde aquel entonces. Con el fin de evitar más encuentros problemáticos con oficiales revolucionarios, decidió partir de nuevo hacia Haití.
A medida que pasaba el tiempo Bolívar tuvo que lidiar con personajes que habían ganado su generalato a través de la acción pero que por el tipo de guerra que se hacía en ese momento acabaron aceptando la Jefatura Suprema de Bolívar como un mal necesario para poder derrotar a los españoles hasta que a la larga su liderazgo fue indiscutido.
A partir de 1817 se desarrolló un conflicto de poder entre Manuel Piar, que había liderado la conquista de Guayana, y Simón Bolívar. Piar había derrotado a Morales en El Juncal a finales de 1816 y había tomado Angostura en abril de 1817. Simón Bolívar realizó un consejo de guerra 24 de julio de 1817 para que se reconociese su liderazgo. Bolívar escribió un pronunciamiento contra Piar en agosto. Sedeño fue mandado a aprehenderlo. Acusado de querer eliminar a Bolívar y establecer una pardocracia, Piar fue fusilado el 16 de octubre de 1817. Con ello, Bolívar quedó claramente como jefe de las fuerzas independentistas en Venezuela.
La consolidación del liderazgo supremo facilitó el control del oriente venezolano y la instalación de Bolívar en Angostura (hoy Ciudad Bolívar), que trajo consigo el inevitable y largo enfrentamiento con las fuerzas expedicionarias del general español Pablo Morillo y la organización de los mecanismos elementales para que el gobierno pudiese funcionar.
Para entonces el Ejército español ya se encontraba muy desgastado después de la larga campaña de reconquista realizada en Colombia y Venezuela y aunque el general Morillo era un comandante militar muy capaz que intentó por todos los medios paliar la situación no pudo evitar que sus tropas iniciaran un lento pero inevitable declive debido a la falta de recursos y de refuerzos para cubrir las bajas que sufrían.
Ya en 1818, la situación del ejército español en Venezuela se hizo insostenible y Morillo se vio obligado a retirar algunas de sus fuerzas de la Nueva Granada para intentar contener a Bolívar. Para entonces la situación política y militar era lo bastante buena como para pensar en la organización de un Estado y así fue como se instaló hacia 1819 el Supremo Congreso de la República en Angostura.

### Campaña libertadora en la Nueva Granada

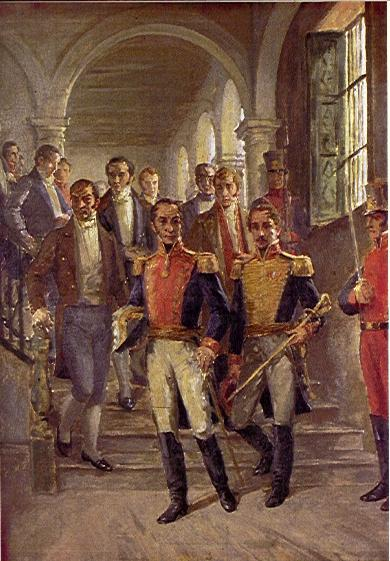
Simón Bolívar, Francisco de Paula Santander y Antonio Nariño en el Congreso de Colombia en octubre de 1821.

A partir de 1813 la situación se decantó definitivamente a favor de los patriotas y desde entonces prácticamente su avance por el continente se hizo imparable, lo que permitió que Bolívar desde Venezuela y Francisco de Paula Santander desde Nueva Granada empezaran a coordinar acciones conjuntas desde sus áreas de influencia que fomentaran una unidad militar.
En la Batalla de Cúcuta se dio inicio a la Campaña Admirable, con la cual se liberó el occidente de Venezuela. Este fue un enfrentamiento bélico entre Simón Bolívar y las tropas españolas, con el cual se logró la independencia de la ciudad colombiana de Cúcuta.
Para entonces existía en Nueva Granada un importante foco de resistencia revolucionaria contra las tropas de Morillo en los llanos de Casanare, zona contigua a los llanos de Apure y del Arauca, donde algunos de los revolucionarios neogranadinos más comprometidos se retiraron para resistir, como baluarte patriota al mando de Santander, la violencia de la Contrarrevolución del comandante militar Juan de Sámano. Bolívar ascendió a Santander al grado de brigadier y lo nombró Comandante militar de la División de vanguardia.
Santander y Bolívar habían elaborado un plan en el que Santander debía preparar la provincia de Casanare, unificar a los guerrilleros del sur y dar informes a Bolívar sobre las tropas españolas para iniciar la invasión de la Nueva Granada.
Además de los preparativos militares también se realizaban acciones políticas importantes. El 21 de enero de 1819 llegaron a Angostura dos buques británicos, el Perseverance y el Tartare con un cuerpo de voluntarios que fue conocido como la Legión Británica para apoyar a Bolívar, quien reunió el Congreso de Angostura el 15 de febrero de 1819, acontecimiento en el que pronunció una de sus mejores composiciones políticas, el Discurso de Angostura, en el que hacía un análisis crítico de la situación, exponía el rumbo a seguir para fundar la república y anunciaba la Ley Fundamental de la República de la Gran Colombia (que sería ratificada en Villa del Rosario en el Congreso Constituyente como la Constitución de 1821).

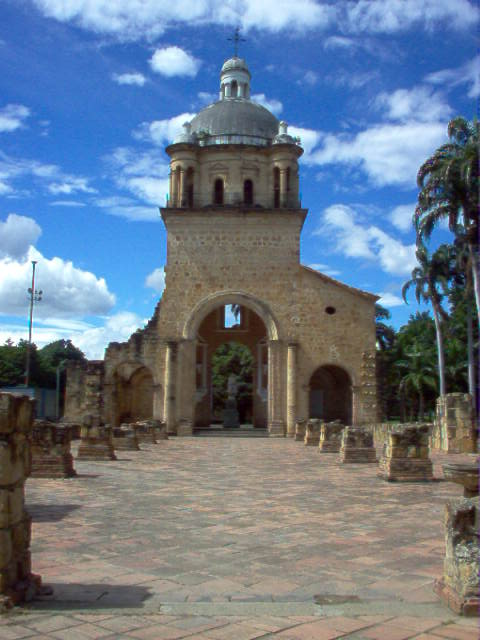
Monumento Nacional Templo Histórico, donde se desarrolló el Congreso de 1821. En su interior hay una estatua de Bolívar.

Mientras tanto, Bolívar seguía preparando la invasión militar de Nueva Granada tratando de mantener los detalles de la campaña en secreto por lo que su duración, características, fecha de inicio y alcance eran datos desconocidos, lo cual contribuía a aumentar el factor sorpresa y la imprevisibilidad del ataque.
Pablo Morillo estaba al corriente de la llegada de la Legión Británica a Angostura bajo el mando de James Rooke e intuyó que el siguiente paso lógico de Bolívar sería unir fuerzas con José Antonio Páez, destacado líder rebelde de los Llanos, por lo que tras analizar la situación decidió atacar el principal reducto rebelde neogranadino en Casanare con tropas al mando del coronel José María Barreiro que fueron hostigadas constantemente por las tropas del general Santander mediante tácticas de guerrilla que fueron desgastando a las fuerzas de la Tercera División española.
La llegada de la época de lluvias hizo los caminos intransitables y las operaciones militares difíciles por lo que los españoles decidieron replegarse ante la lógica de que el enemigo haría lo mismo.
Sin embargo, el desarrollo de los acontecimientos hacían presentir lo peor al general Morillo ya que su Ejército expedicionario, exhausto y sin recibir refuerzos desde hacía mucho tiempo, estaba combatiendo contra fuerzas militares eficaces de las que se desconocía su capacidad real.

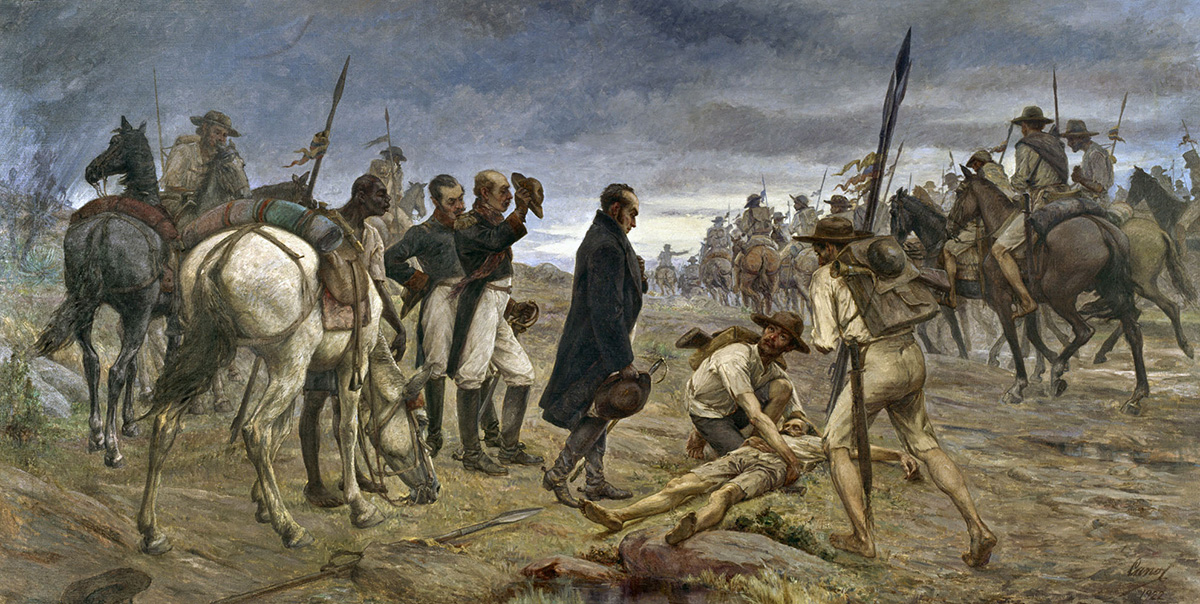
Paso del ejército patriota por el páramo de Pisba.

Es entonces cuando Bolívar realizó una de sus hazañas militares más destacadas, el Paso de los Andes, que realizó en una estación poco propicia y que se consideraba imposible con los medios de la época. El difícil avance de las tropas patriotas se produjo a través del páramo de Pisba, hasta dar alcance a los realistas el 25 de julio de 1819 en la batalla del Pantano de Vargas, en la cual la tropa realista finalmente huyó, situación que le permitió a los patriotas llegar a la ciudad de Tunja el día 4 de agosto.
Allí se reúne con las tropas patriotas que estaban bajo el mando de Santander en la población de Tame, en donde comienza la campaña libertadora de la Nueva Granada.

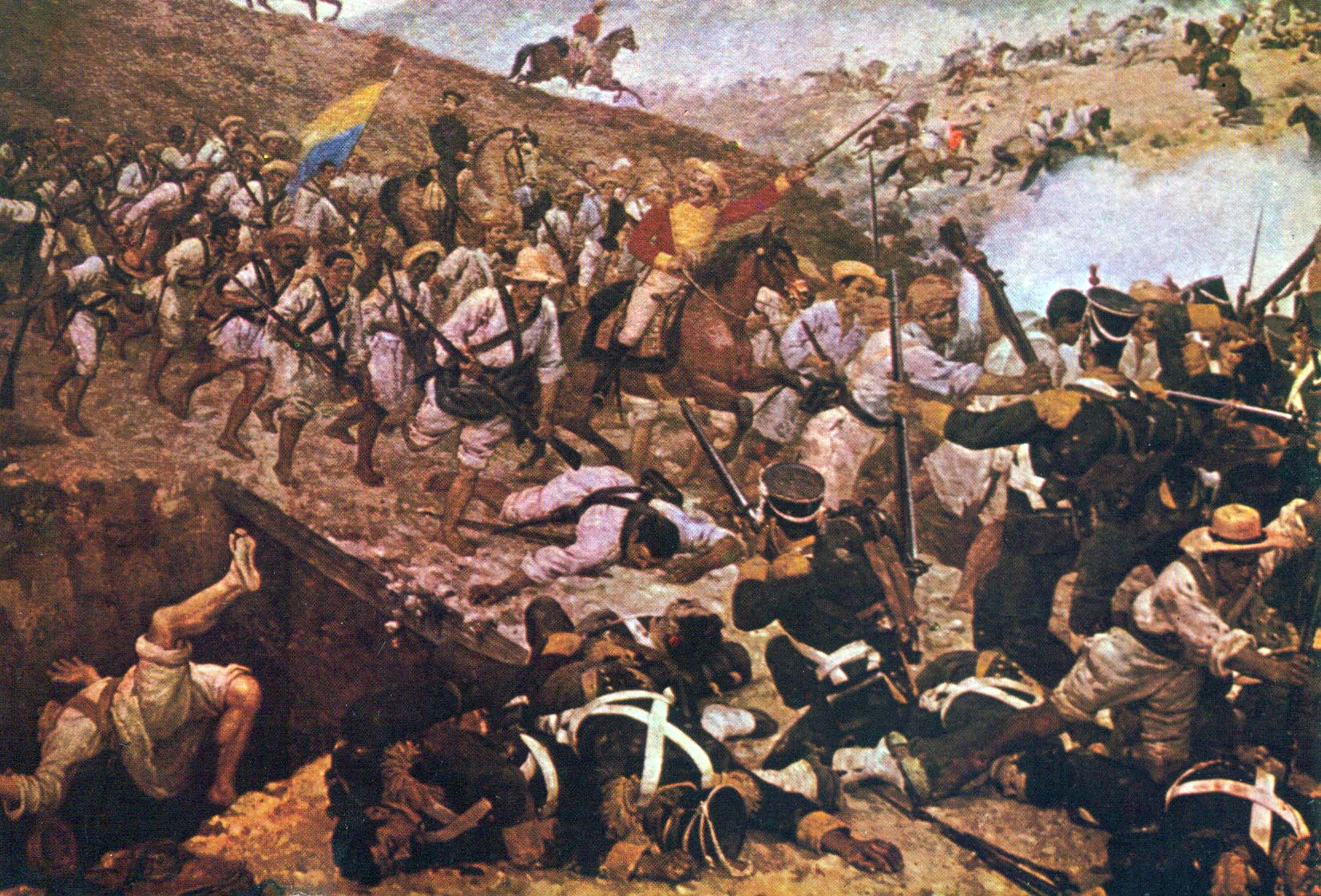
Batalla de Boyacá.

El ataque de Bolívar logró sorprender a los españoles que, ante el desastre, intentaron tomar medidas. Barreiro todavía pensaba que podía controlar la situación pero el estado de sus tropas le obligaba a estar a la defensiva por lo que decidió replegarse hacia Bogotá donde las condiciones le serían mucho más favorables.
El enfrentamiento decisivo con los realistas se produjo en la batalla de Boyacá el 7 de agosto de 1819, por medio de la cual se pretendía detener el avance de las tropas leales comandadas por Barreiro hacia la ciudad de Bogotá y que resultó en una gran victoria para Bolívar y el ejército revolucionario.
Cuando el virrey Sámano, quien conocía como los demás realistas el Decreto de Guerra a Muerte, se enteró de la derrota, huyó inmediatamente de Bogotá y de esta forma, el ejército libertador entró triunfante a la capital el día 10 de agosto.

#### Congreso de 1821

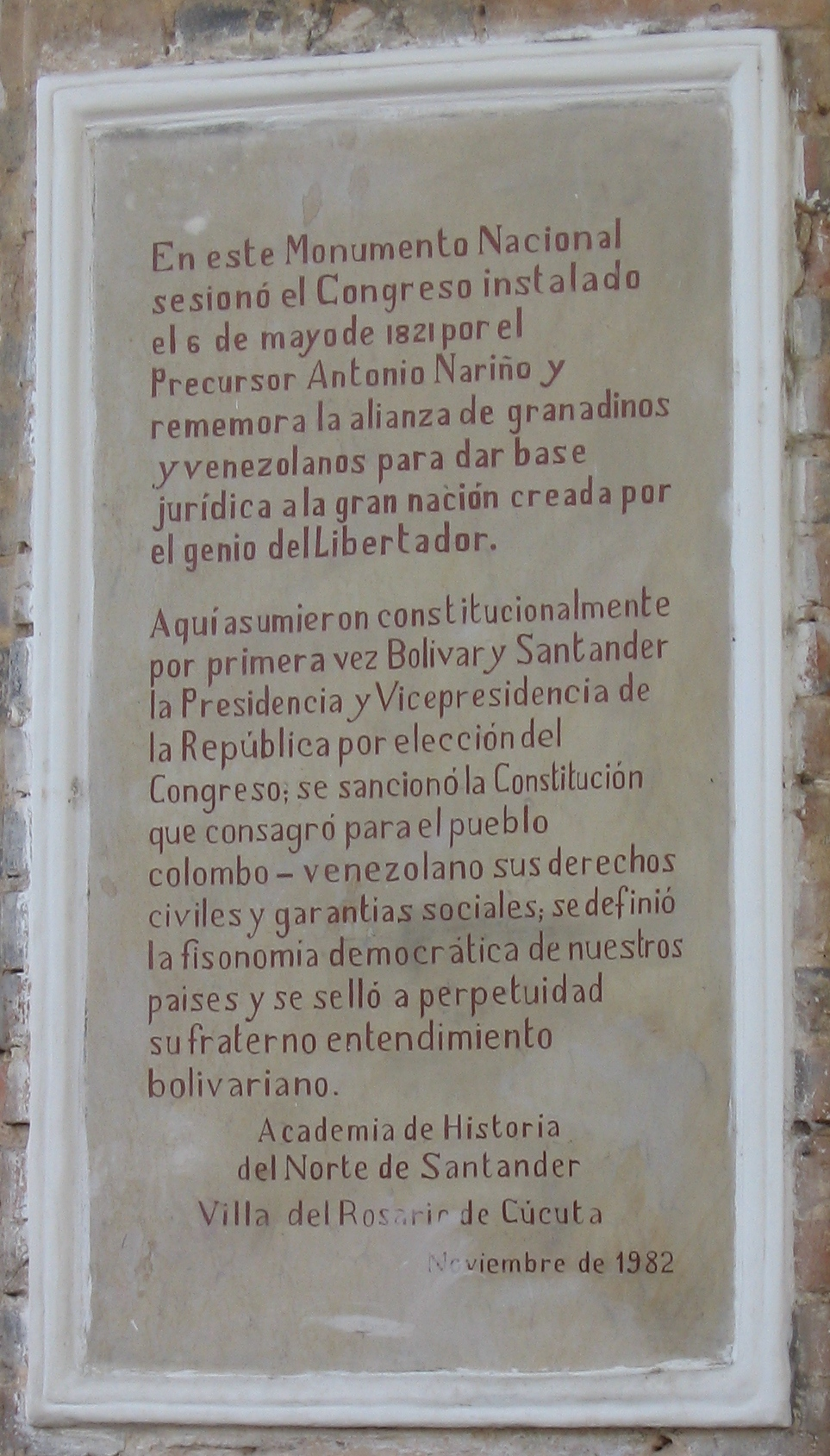
Placa conmemorativa del Congreso de 1821.

El resultado de este Congreso fue el nacimiento oficial de la República de Colombia, conocida como la Gran Colombia, mediante la promulgación de la Ley Fundamental de Colombia y cuya extensión abarcó en ese momento los territorios de la Nueva Granada y Venezuela que se dividen políticamente en tres departamentos: Cundinamarca (Bogotá), Venezuela (Caracas) y Quito (Quito).
En diciembre de 1821, el Congreso proclamó a Bolívar presidente de la República y a Francisco de Paula Santander vicepresidente de forma que «las Repúblicas de Venezuela y la Nueva Granada quedan desde este día reunidas en una sola bajo el título glorioso de República de Colombia».

### Campañas finales

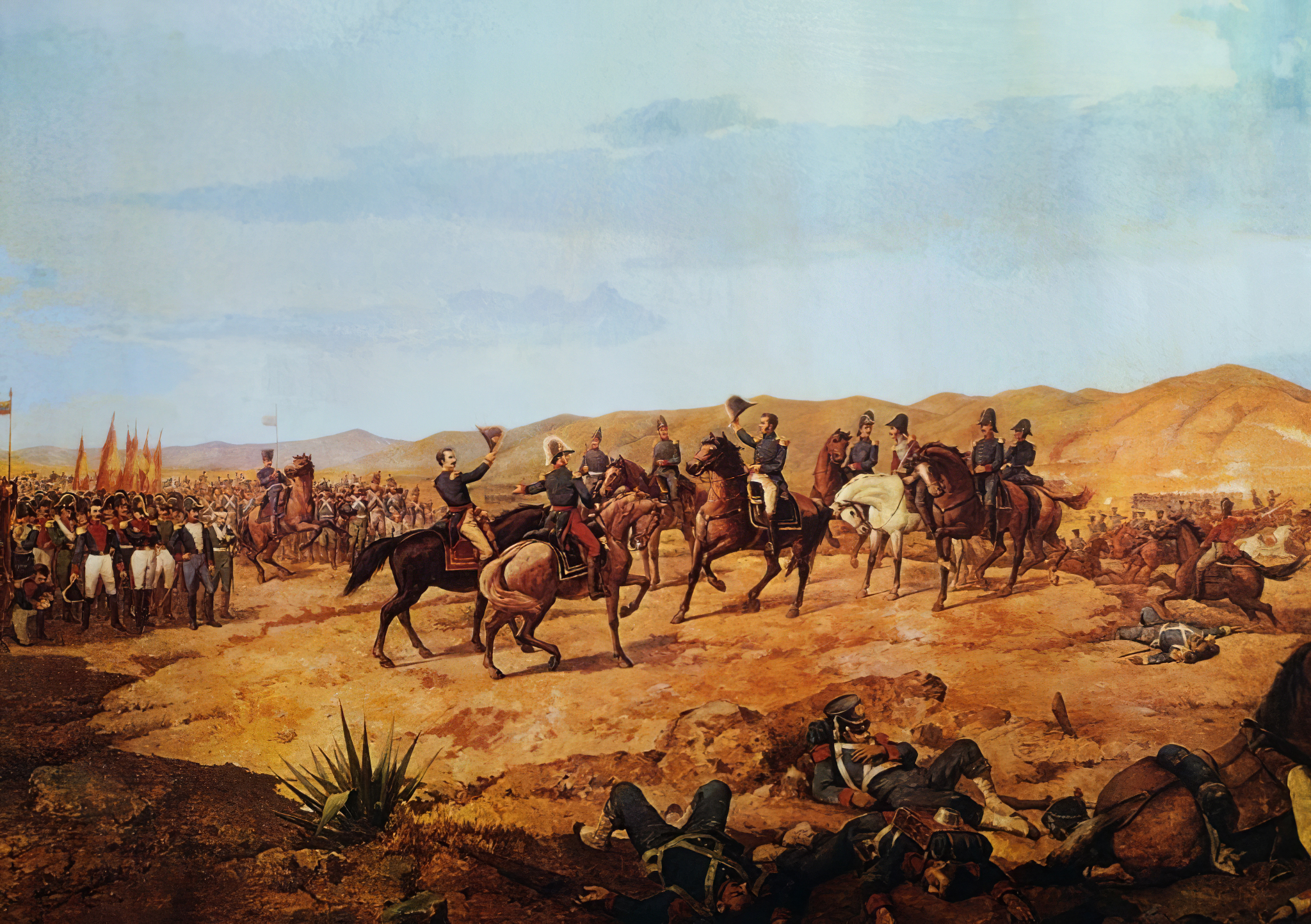
Batalla de Ayacucho.

Durante los próximos años la oposición realista fue completamente eliminada. El 24 de junio de 1821 en la batalla de Carabobo, campo cercano a la ciudad de Valencia, se obtuvo una victoria decisiva sobre el ejército español que fue completada con la batalla naval del Lago de Maracaibo el 24 de julio de 1823 y se liberó definitivamente Venezuela.
Durante su permanencia en Bogotá se dieron otros procesos libertarios como el de Guayaquil el 9 de octubre de 1820 que se llevó a cabo sin la participación de Bolívar, lo cual incidió para que posteriormente este optara por ocupar aquella provincia que se había declarado independiente bajo la presidencia de José Joaquín de Olmedo. Recién dos años después Simón Bolívar llega a Guayaquil con su ejército, destituye a la Junta de Gobierno y la anexa a la Gran Colombia.
Después de la victoria de Antonio José de Sucre sobre las fuerzas españolas en la batalla de Pichincha el 24 de mayo de 1822 el norte de Sudamérica fue liberada. Con esa gran victoria Bolívar se preparó para marchar con su ejército y cruzar los Andes y liberar definitivamente Perú que ya había declarado su independencia el 28 de julio de 1821 luego del desembarco del general José de San Martín en Paracas y la toma de Lima el 12 de julio.
Simón Bolívar arribó a la Provincia Libre de Guayaquil el 11 de julio, argumentando ciertas leyes de derechos territoriales sobre Guayaquil, el Libertador desconoció a la Junta de Gobierno y dio un golpe militar, asumió el mando político de Jefe Supremo y militar de la provincia el 13 de julio de 1822, proclamándose dictador de Guayaquil, y quedando el territorio, de facto, anexionada a la Gran Colombia (más de un millar de soldados tuvieron presencia). El presidente del gobierno de Guayaquil, José Joaquín de Olmedo, abandonó la ciudad dirigiéndose al Perú.
El 26 de julio de 1822 Bolívar tuvo una conferencia con San Martín en Guayaquil para discutir la estrategia de liberación del resto de Perú. Nadie sabe qué ocurrió en la secreta reunión entre los dos héroes sudamericanos, pero San Martín volvió a Argentina, mientras Bolívar se preparó para la lucha contra los últimos reductos españoles en Sudamérica, en la sierra y el Alto Perú, aunque en este no logró pisar el territorio en toda la época de emancipación. En 1823 Bolívar fue autorizado por el Congreso de la Gran Colombia para tomar el mando y en septiembre llegó a Lima cuyo gobierno le pedía que dirigiera la guerra y se reunió con Sucre para planificar el ataque. El Congreso peruano le nombró dictador el 10 de febrero de 1824, y a partir de entonces logró controlar las intrigas de la nueva república.
El 6 de agosto de 1824 Bolívar y Sucre juntos derrotaron el ejército español en la batalla de Junín. A raíz de esta victoria; el poeta guayaquileño José Joaquín de Olmedo le escribió el poema épico «Victoria de Junín. Canto a Bolívar», verdadera obra maestra de la poesía de las nacientes naciones suramericanas y de la gran patria ecuatoriana, y en ella, no solo se describe la batalla; sino también Olmedo pone en boca de Huayna Cápac los destinos de la América Libre del yugo español.
El 9 de diciembre de 1824 Sucre destrozó el último baluarte del Ejército español en la batalla de Ayacucho, acabando con el dominio español en Sudamérica.

### Dictador del Perú

#### Llegada al Perú

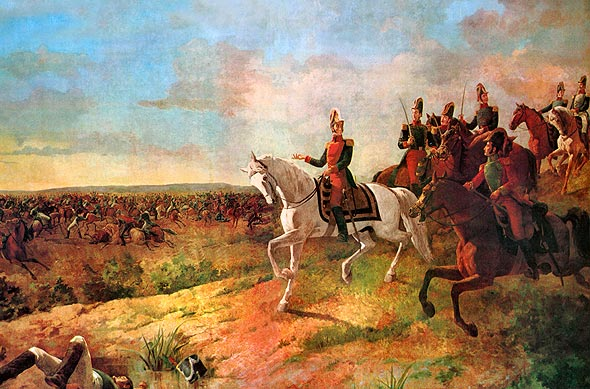
La batalla de Junín.

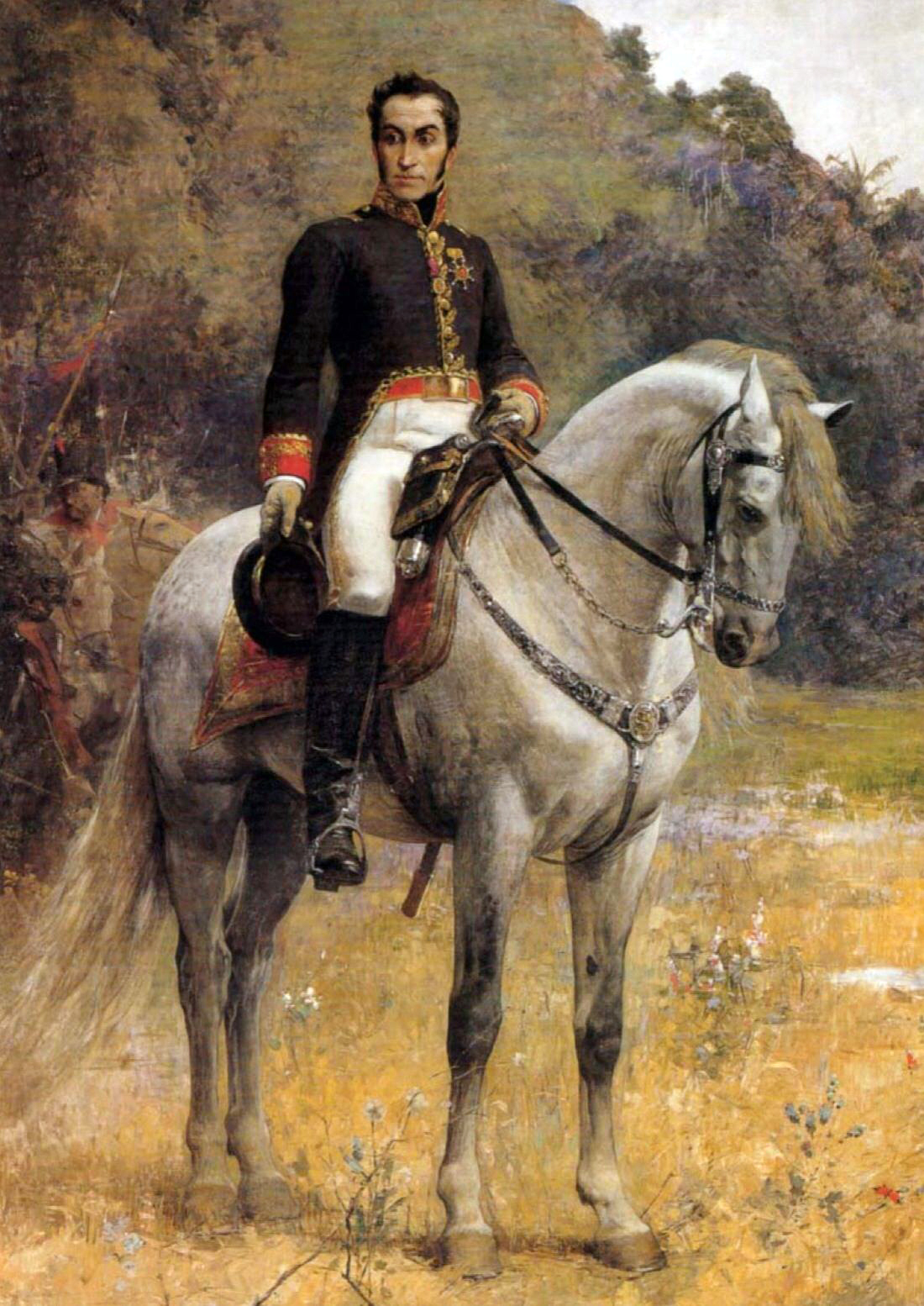
Simón Bolívar a caballo por Arturo Michelena.

Bolívar desembarcó en el puerto del Callao el 1 de septiembre de 1823 en el bergantín Chimborazo luego de que una comitiva enviada por el Congreso de la República del Perú encabezada por José Faustino Sánchez Carrión le enviara una invitación mientras estaba en Guayaquil, provincia cuya anexión a la Gran Colombia dispuso en julio de 1822. A dicho recibimiento asistió el presidente José Bernardo de Tagle, marqués de Torre Tagle, y su gabinete ministerial en Pleno. Al día siguiente de su llegada, el Congreso lo nombra «suprema autoridad» y poco después le encarga la dirección de la lucha contra el ejército realista disponiendo que el mismo Torre Tagle debería rendirle cuentas de sus acciones.
La primera acción de Bolívar fue eliminar las fuerzas de José de la Riva Agüero, quien fue presidente del Perú antes que Torre Tagle y se oponía a la llegada de Bolívar, en Trujillo. Riva Agüero fue apresado en noviembre de ese año pero logró escapar y se fue a Inglaterra. Mientras tanto, el primer Congreso Constituyente que estaba próximo a proclamar la primera Constitución política del Perú emite una resolución señalando que entrarán en suspenso las disposiciones de esa carta magna que sean contrarias a las disposiciones y deseos de Simón Bolívar. La Constitución fue jurada el 11 de noviembre de ese año pero nunca entró en vigencia.
El ejército realista tenía el control de la sierra central y el sur del país (actuales departamentos de Junín, Ayacucho, Cusco y Arequipa). Por su parte, luego de la derrota de Riva Agüero, las fuerzas del ejército unificado tenían posesión de la costa central y norte, y de la sierra norte (actuales departamentos de Piura, La Libertad, Áncash, Lima y Cajamarca). Ante ello, siendo factible la posibilidad de que Lima fuera invadida por fuerzas realistas (como en efecto lo fue tras el motín del Callao), Bolívar decidió mudar su cuartel general al pueblo de Pativilca, 200 kilómetros al norte de Lima.
Bolívar instruye a Torre Tagle que se acerque a los mandos españoles acantonados en Jauja para lograr una negociación con la finalidad de ganar tiempo para lograr aumentar su ejército y ser capaz de vencer al realista (que en el manifiesto tras la batalla de Junín, Bolívar se jactaba de derrotar tras 14 años de triunfos contra los independentistas). Torre Tagle cumple ese encargo pero, paralelamente, es acusado por Bolívar de negociar con el Virrey La Serna la expulsión de Bolívar y obtener así la plenitud de su mandato.
Al margen de esas intrigas, el 5 de febrero de 1824, las tropas rioplatenses de las fortalezas del Callao pertenecientes a la expedición libertadora de San Martín, acaudilladas al mando de un sargento de apellido Moyano, se levantan en motín del Callao argumentando falta de pago a los soldados. Esa sublevación liberó a los presos españoles que estaban recluidos en la fortaleza del Real Felipe y les entregó las instalaciones y las defensas del puerto. Las fuerzas realistas ocuparon Lima el 29 de febrero, para más tarde replegar su fuerza principal a la sierra central y sostener una guarnición en el Callao, cuyas defensas quedaron bajo el mando del militar español de José Ramón Rodil, en las que se le refugiaron varias facciones patriotas, inclusive el mismo Torre Tagle que se quedaría en la Fortaleza del Real Felipe donde murió al año siguiente en el sitio del Callao.
Ante la falta de respuesta del presidente Torre Tagle, el Congreso lo depone el 10 de febrero y entrega a Bolívar todo el poder político y militar. Acto seguido, el Congreso se inmola y entra en receso hasta que Bolívar lo convoque. Bolívar se convirtió en la única y máxima autoridad en el Perú, nombrando como único ministro general a José Faustino Sánchez Carrión. Bolívar nombrado jefe supremo, volvió a Pativilca y ordenó el repliegue generalizado del ejército unido a Trujillo y Huamachuco.

### Formación del ejército

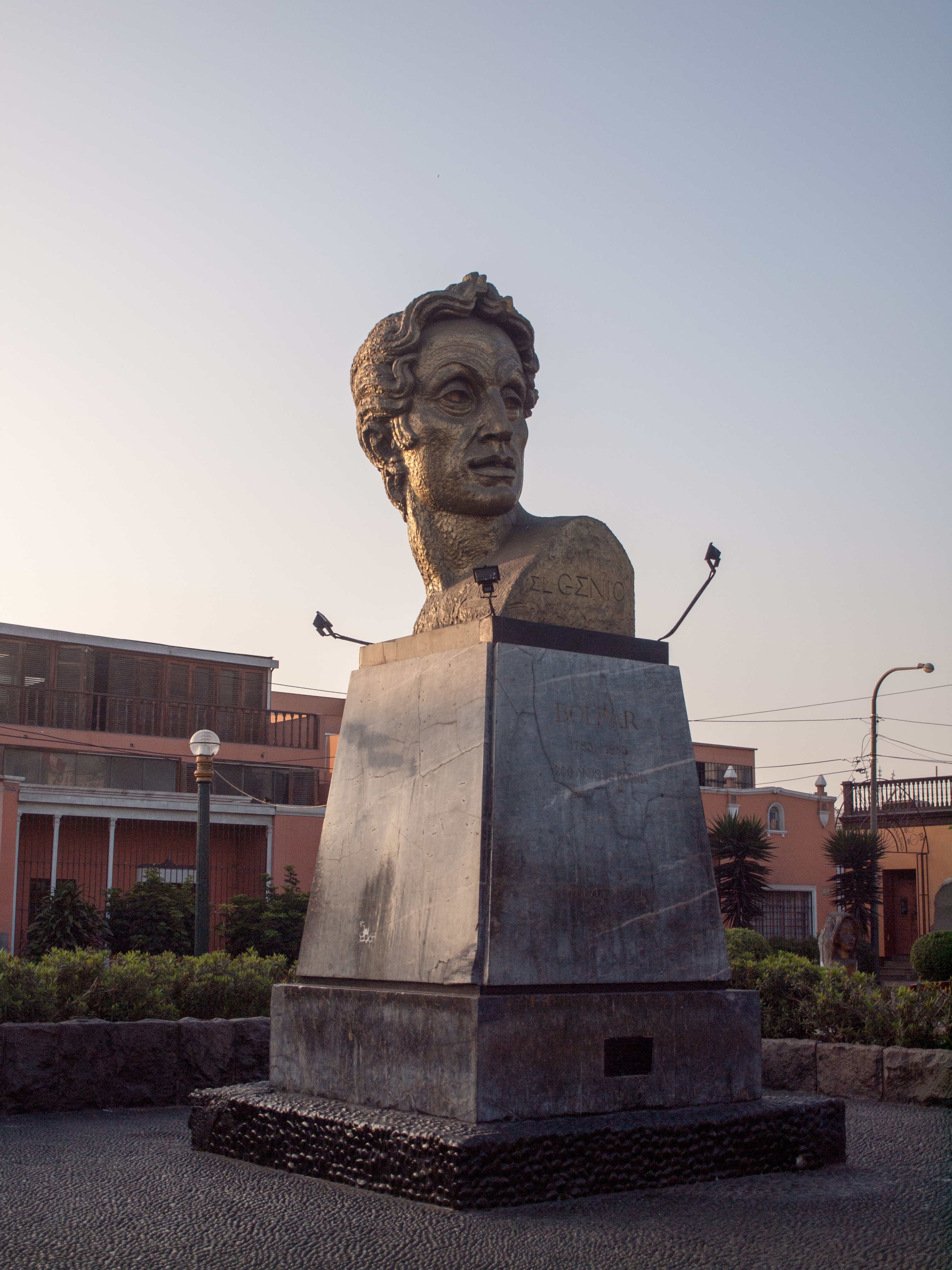
Monumento Simón Bolívar en Distrito de Pueblo Libre en Lima.

Desde Pativilca, Bolívar empieza las acciones para aumentar el Ejército Unido Libertador del Perú. Nombra como jefes principales del ejército unido a los generales grancolombianos Antonio José de Sucre, José María Córdova y Jacinto Lara. Ningún peruano formó parte del estado mayor siendo que solo el general José de La Mar estuvo a cargo de la rama peruana del ejército. 
Hiram Paulding, un marino inglés escribió en sus notas de la bitácora que supuestamente Bolívar le refirió sobre los peruanos «eran unos cobardes y que, como pueblo, no tenían una sola virtud varonil. En suma sus denuestos fueron ásperos y sin reserva... Luego me dijeron que siempre solía hablar así de los peruanos», pero en recientes aclaraciones se ha dejado entrever que estas aseveraciones tuvieron origen ante la lentitud y demora de los peruanos al reaccionar por su emancipación, pero esta aseveración cae en total contradicción con la gallardía demostrada en la batalla naval de El Callao, como hecho final que encumbró a la recién creada nación peruana como una república.
Bolívar escribió instrucciones precisas sobre todo lo referido a las armas del ejército, en sus cartas incluyó instrucciones desde cómo hacer las correas y cómo herrar los caballos. Así ordenó que los jefes militares tomaran del norte peruano los recursos necesarios, la mayoría fueron obtenidos mediante amenaza y otros fueron simplemente arrebatados de sus dueños. La orden de Bolívar respecto a utilizar la riqueza que hubiere en las iglesias dio lugar a abusos y saqueos por parte de los jefes militares grancolombianos.
Durante todo ese tiempo, la guerra se desarrollaba en el mar. El almirante Martin George Guisse, jefe de la escuadra peruana, destruyó los barcos de guerra españoles que asediaban las costas peruanas, permitiendo que llegasen pertrechos y refuerzos desde Colombia y asediando constantemente la fuerza realista de España en Perú; acantonada en el Callao bajo el mando de José Rodil.
El 2 de agosto, en la localidad pasqueña de Rancas, Bolívar pasa revista al ejército que logró armar y que contaba 12 000 hombres listos para acometer al ejército del virreinato del Perú, que desde principios de 1824 había quedado paralizado por la rebelión de Olañeta. El 6 de agosto se dio la batalla de Junín donde la caballería del ejército realista fue derrotada por primera vez en el Perú. El 9 de diciembre de ese año se pone fin al virreinato del Perú mediante la victoria en Ayacucho.

### Perú y Bolivia independientes

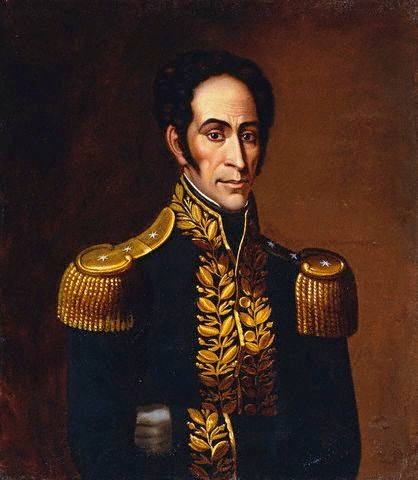
Simón Bolívar por Antonio Salas.

Ya antes de la batalla de Ayacucho, Bolívar había vuelto a nombrar un gabinete ministerial. Para ello mantuvo a José Faustino Sánchez Carrión como ministro pero esta vez encargado de la Cancillería, Hipólito Unanue a cargo del Ministerio de Hacienda y al militar venezolano Tomás de Heres como ministro de Guerra. Su gobierno en el Perú se caracterizó por su represión contra sus opositores, a la par que ejerció una gran injerencia tanto dentro del recién formado Poder Judicial y en la elección del Congreso. No obstante ello, el gobierno de Bolívar se caracterizó por la creación de instituciones básicas dentro de lo que sería la organización del naciente estado peruano.
Este giro dictatorial, en contraste con su praxis política más cautelosa de 1824 o a su ideario más liberal de la Carta de Jamaica, se habría debido, no solo por su ambición política, sino que también por una paulatina perdida de fe en la democracia representativa, considerando que un gobierno autoritario y Cesarista sería la solución al desgobierno, así como para domar a sus enemigos políticos en varios puntos lejanos, imitando a los Bonapartistas.
El 10 de febrero de 1825, un año después de que el Congreso entrara en receso, Bolívar lo convoca de nuevo. Este Congreso sesionó por un mes antes de disolverse y dar por concluidas sus funciones el 10 de marzo. Durante este periodo, el Congreso autorizó la salida de 6000 soldados peruanos a la Gran Colombia, acordó la entrega de premios a los militares vencedores y emitió una resolución desentendiéndose del futuro que escoja el Alto Perú, la actual Bolivia.

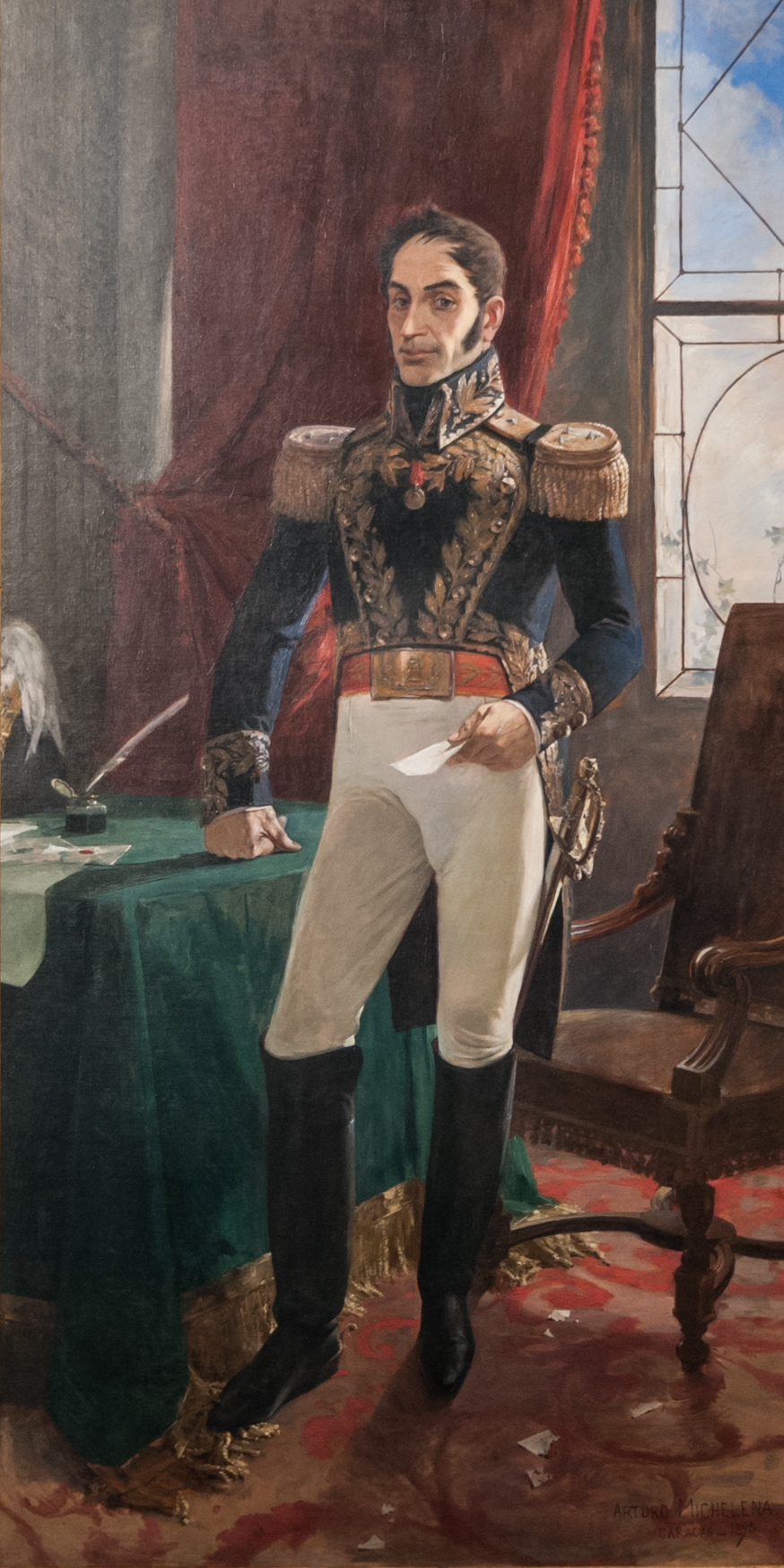
Retrato de Bolívar de Arturo Michelena, 1895

El 20 de mayo de 1825, desde Arequipa, Bolívar convoca a elecciones para un Congreso General que debería reunirse el 10 de febrero del año siguiente. Sin embargo, ese día no se pudo inaugurar el nuevo congreso ya que Bolívar no estaba conforme con la incorporación de algunos diputados como Francisco Xavier de Luna Pizarro quien fue elegido por el departamento de Arequipa. Solo en el mes de abril se logra reunir el Congreso pero sus sesiones preliminares fracasan ya que el gobierno declaró no válidos los poderes de los diputados de Arequipa, Lima, Cusco y otras provincias.
El 26 de mayo de 1826, el gobierno retira a los municipios el derecho de elegir a sus autoridades y poco después decreta que los prefectos convoquen a los colegios electorales de las provincias para que, cada una, apruebe directamente la Constitución Vitalicia elaborada por Simón Bolívar que lo nombraba como presidente vitalicio.
El 4 de septiembre de 1826, Bolívar se embarca en el bergantín Congreso con dirección a Colombia dejando en el Perú un «Consejo de Gobierno» cuya misión era lograr la vigencia de la Constitución Vitalicia. Bolívar no regresaría más al Perú. El Consejo de Gobierno no logró que la Corte Suprema del Perú apruebe la Constitución Vitalicia y el nombramiento de Bolívar como presidente vitalicio por lo que recurrió al Cabildo de Lima que, presionado, dio validez a las actas de los colegios electorales y luz verde a la promulgación de la Constitución. Esta constitución solo tuvo vigencia hasta el 26 de enero del año siguiente cuando cae el Consejo de Gobierno y se convocan nuevas elecciones.
Durante su gobierno, Bolívar dio cumplimiento al acuerdo de «reposiciones» del ejército grancolombiano, en virtud de los cuales se debía reponer a este las bajas que sufriera durante las batallas libradas en el Perú, no solo por muertes en campo de batalla sino también por deserciones y enfermedad. Para ello, Bolívar ordenó el reclutamiento forzoso de peruanos para la formación de tropas y su posterior envío a Venezuela, ello se dio mientras se mantenían en el Perú las tropas grancolombianas.

#### Otras disposiciones

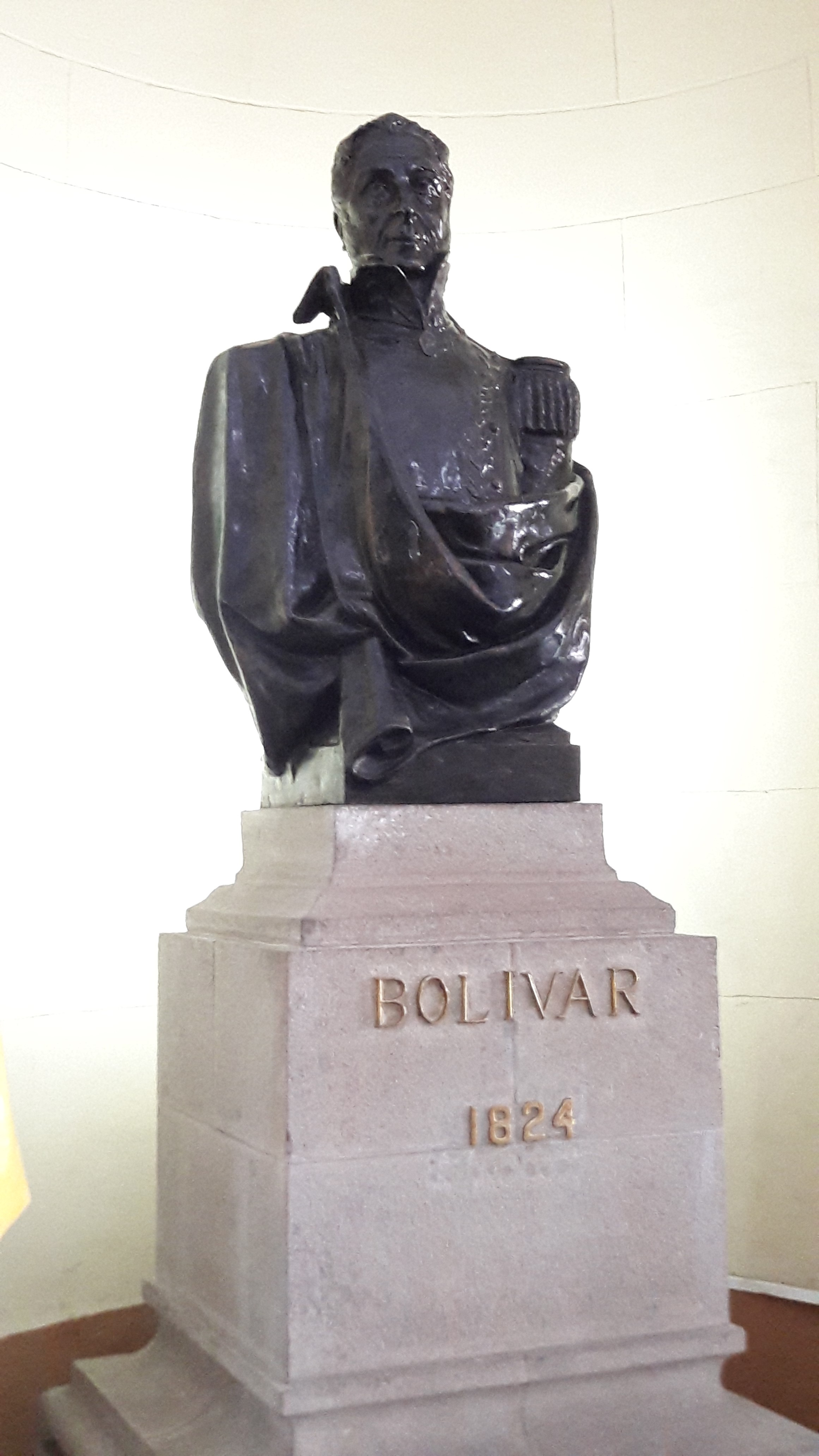
Efigies de Simón Bolívar en el Panteón de los Próceres en Lima.

Bolívar restituyó el Tributo indígena estableciendo su «reducción al monto que se pagaba en 1820», contribución que debían pagar los indígenas peruanos por el solo hecho de ser indígenas. José de San Martín había abrogado esa contribución el 27 de agosto de 1821 por lo que la norma no hizo sino reinstaurar un pago ya proscrito. Por otro lado, prohibió la mita y se garantizó como en las otras naciones recientemente independizadas la libertad de vientres, con la cual se garantizaba que los hijos de personas en condición de esclavitud que sirvieran en el ejército y se circunscribiesen y tuvieran en embarazo a sus esposas los hijos de estas uniones nacerían libres, y a aquellos soldados que estuviesen en condición de esclavitud se les concedería la libertad como recompensa por sus servicios.
En el ámbito de la organización del Estado, Bolívar reemplazó el 6 de marzo de 1824 la Alta Cámara de Justicia que había reemplazado, por orden de San Martín, a la Audiencia de Lima. Esta Cámara dio origen a la Corte Superior de Justicia de Lima y, luego de la batalla de Ayacucho, dio lugar a la Corte Suprema de Justicia. Bolívar nombró presidente de esta a Manuel Lorenzo de Vidaurre, quien dejó varios escritos laudatorios de Bolívar. Sin embargo, tal como pasó en el juicio que se llevó a cabo por el asesinato de Bernardo de Monteagudo, donde Bolívar interrogó directamente a los sospechosos y estableció sus condenas, pues Bolívar ejercía directa injerencia en la Corte Suprema. También creó la Corte Superior de Justicia de Trujillo, la Corte Superior de Justicia de Arequipa y la Corte Superior de Justicia del Cusco.
Bolívar creó varios importantes colegios nacionales como el Colegio Nacional de Ciencias y el colegio Educandas en el Cusco, instituciones que fueron conocidas como los colegios bolivarianos. Igualmente fundó el Diario Oficial El Peruano, gaceta oficial del Estado Peruano. Expidió la primera Ley de Imprenta que logró reprimir toda fuente escrita que lo desfavoreciera. El reglamento de esa ley condenaba a seis años de prisión a los autores de los escritos que el gobierno considerase como subversivos y prohibía las sátiras contra disposiciones gubernamentales.
Dentro de las finanzas peruanas, el gobierno de Bolívar realizó dos actos principales. En primer lugar, se establecieron las recompensas para el ejército unificado, cuyo pago estuvo a cargo del Estado Peruano hasta mediados del siglo XIX y se negoció un empréstito con Inglaterra del que solo se recibió el 25 % del capital y se tuvo que pagar el íntegro más intereses. Bolívar recibió un país quebrado y su administración no mejoró ese punto.
Durante su gobierno se ejerció represión contra sus principales opositores. Así, se dispuso el destierro de Francisco Xavier de Luna Pizarro y de Mariano Necochea, el encarcelamiento del almirante Martín George Guisse, los hermanos Ignacio y Francisco-Javier Mariátegui y varios militares chilenos y argentinos así como la ejecución de personajes como el ministro de Torre Tagle, Juan de Berindoaga, vizconde de San Donás. Adicionalmente se tendió un manto de suspicacia respecto del asesinato de Bernardo Monteagudo.
Si bien Bolívar habría dispuesto la anexión de la provincia de Guayaquil a la Gran Colombia en 1822, después de la entrevista con el protector del Perú, José de San Martín, ya existía la Provincia Libre de Guayaquil, esfuerzo de Joaquín Olmedo, en 1820, antes de que el Perú y Ecuador fuesen liberados (lo que inició la disputa territorial entre Perú y Ecuador).
En 1825 los criollos de Alto Perú o Charcas deciden la creación un país autónomo, y rechazan pertenecer a Lima o a Buenos Aires. Así nace del Alto Perú, la creación de la República de Bolívar. Palabras de Jorge Basadre, «Bolivia tiene sus raíces en la Audiencia de Charcas, colocada primero bajo la égida del virreinato del Perú luego la del virreinato del Río de la Plata».
Una breve semblanza de Bolívar la presenta Jorge Basadre, historiador y político de Perú, diciendo que «la autenticidad del genio de Bolívar está en su polifonía. El guerrero, el hombre de sociedad, el orador, el escritor estaban ligados en él al político, al legislador, al forjador de amoríos. Y siendo bastante lo hecho y lo conseguido, no se contentaba con ello; era siempre una semilla apasionada de sueños y de grandezas».

### Rangos militares
El 14 de enero de 1797, Bolívar ingresó en el batallón de Milicias de Blancos Voluntarios de los Valles de Aragua, ascendiendo a subteniente el 4 de julio del año siguiente y a teniente el 16 de diciembre de 1802. El gobierno republicano lo nombró «capitán vivo y efectivo», pero con el grado de coronel graduado el 25 de noviembre de 1810. Al parecer, fue elevado directamente a coronel cuando combatió en Valencia y Puerto Cabello en 1812. Meses después de exiliarse en la Nueva Granada alcanzó el grado de brigadier el 12 de marzo de 1813, rango que usó durante la campaña Admirable, y recibiendo el nombramiento de mariscal de campo el 25 de septiembre.
El 14 de octubre de 1813, después de ocupar Caracas, la asamblea local, que le reconocía sólo como brigadier, le proclamó Libertador y Capitán General de Venezuela. Sin embargo, tres días después publicó un reglamento militar en que el rango de capitán general fue reemplazado por el de general en jefe.
El 24 de noviembre de 1814, durante su segundo exilio en Nueva Granada, donde lo reconocían sólo como mariscal de campo, el Congreso de Tunja lo nombró teniente general, equivalente a un general de división. Después de la captura de Bogotá, el 15 de diciembre, el Congreso le nombra Capitán General de los Ejércitos de la República. Posteriormente, usará los títulos de Jefe Supremo de la República y Capitán General de Venezuela y de la Nueva Granada en documentos posteriores como cartas diplomáticas o en registros oficiales.

## Vida política en las naciones independizadas

### En Bolivia
Bolívar delega y ordena al Mariscal de Ayacucho, Antonio José de Sucre, a ingresar al Alto Perú (perteneciente a las Provincias Unidas del Río de la Plata) a apaciguar las tensiones. Sucre estando en Puno, se reúne con Casimiro Olañeta, quien pertenecía a la masonería de la logia de Charcas (Chuquisaca) junto a José Mariano Serrano, Mariano Enrique Calvo y Andrés de Santa Cruz (quién también tenía otras pretensiones) y otros allegados. Estos pretendían crear una nueva nación independiente por diversos intereses, como las minas de Potosí, la administración de Charcas y el poder político. Sucre sería azuzado por Olañeta y allegados, logrando convencer al Mariscal de Ayacucho, quien promulgó el Decreto del 9 de febrero de 1825 para que las provincias del Alto Perú que la conformaban pudieran decidir su suerte. Cuando Bolívar se enteró, reprendió duramente los actos de Sucre porque, decía, «se estaba inmiscuyendo en un asunto sobre el cual no tenía autoridad». Hubo correspondencia entre ambos, en la cual Bolívar mostraba su completo desacuerdo en independizar el Alto Perú del Río de la Plata. Aunque el 8 de febrero el Congreso del Gobierno de Buenos Aires hizo entrega de una carta a Bolívar haciendo entender que el Río de la Plata deja en libertad a las cuatro provincias del Alto Perú (Charcas, La Paz, Potosí y Cochabamba), el 9 de mayo el Gobierno de Buenos Aires reiteró su posición sobre la libertad de las cuatro provincias altoperuanas. Posteriormente el 1 de abril se libra la batalla de Tumusla, en la cual el ex realista Carlos Medinaceli Lizarazu derrotó al realista Pedro Antonio de Olañeta (tío de Casimiro Olañeta) y puso fin al dominio de la Corona Española. Olañeta fue herido por tiros de fusiles, falleciendo al siguiente día. José María Valdez, junto a 200 supervivientes, fue perseguido por Medinaceli y por el mercenario Burdett O'Connor; se rindió el 7 de abril en Chaquelte ante José María Pérez de Urdininea, poniendo fin oficialmente al gobierno realista en el Alto Perú. Meses después, Fernando VII, sin saber del fallecimiento de Olañeta, le concedió el título de virrey del Río de la Plata.
Luego de muchos incidentes se da inicio el 10 de julio de 1825 la Asamblea Deliberante de las Provincias del Alto Perú se reunió en la provincia de Charcas en la ciudad de La Plata. Dicha asamblea se dividió en sesiones que duró hasta el 3 de agosto, este día cual se dio la décima sesión, se logró el consenso mayoritario de erigirse como Estado soberano e independiente de todas las naciones, ya listo para hacer el acto de la fundación cual no se dio, ya que aún faltaba la aprobación, presencia y firma de Bolívar quien no asistió a ninguna sesión de la asamblea por el rechazo a la idea. En los inicios de agosto Bolívar se encontraba en Cochabamba negando todos los intentos de aprobar y a asistir a cualquier a firmar de fundación de un nuevo Estado, se tuvo que postergar el día de fundación para otro día, se elegiría el 6 de agosto, esto porque cumpliría un año de la batalla de Junín ganada por Bolívar en el Perú, lo que sería indicado para convencerlo y elogiarlo para que acepte y se presente en día del acto, esto fue del agrado de Bolívar y agradeció el gesto, pero aún se negaba a estar presente.
El 6 de agosto de 1825 se realizó el acto en el Congreso del Alto Perú, donde se redactó y se firmó el acta de independencia y fundación, creándose así el Estado del Alto Perú. Días después Bolívar se dirigió con indiferencia a firmar el acta, y se le otorgó el título de Protector del Estado, posteriormente para que nuevamente se sienta elogiado y cambie rotundamente su postura, se cambió el nombre al Estado del Alto Perú, por la República de Bolívar, Bolívar nuevamente agradeció el gesto. La República, aún ya siendo independiente y teniendo una presunta constitución, Simón Bolívar determinó qué cualquier decisión de la Asamblea de la República de Bolívar, debía ser aprobada por el Congreso del Perú, entregando el poder del ámbito judicial al Perú, del cual era dictador. Posteriormente se debatió sobre el nombre de la República, en la que un diputado potosino, Rev. Manuel Martín Cruz, dijo que al igual que «de Rómulo viene Roma», «de Bolívar vendrá Bolivia».
El 29 de diciembre deja el título de Protector y abandona Bolivia, envía a Antonio José de Sucre, dejándolo como Delegado de Protector de Bolivia, administró el país por delegación de poderes de Bolívar y realizó varias acciones bajo sus órdenes.
A mediados de 1826, el Congreso peruano le da la independencia de su ámbito judicial a Bolivia que Bolívar había entregado, esto para que pueda legislarse. Bolivia emite su primera Constitución el 19 de noviembre de 1826, escrita por el Delegado de Protector Sucre, quien tras enrolarse con una mujer, ocurrió un altercado cuando el pretendiente de la mujer (antiguo consejero de Sucre) los había encontrado en los aposentos de Sucre, el pretendiente disparó a Sucre, este herido escapó de su casa y en el ínterin se chocó con una revuelta contra él, todos estos actos serían organizados por la logia de Chuquisaca encabezada por Olañeta y compañía, quienes pretendían deshacerse de Sucre, teniendo éxito ya que tras los actos ocurrido en abril de 1828 escapó del país.

### En Perú y en la Gran Colombia

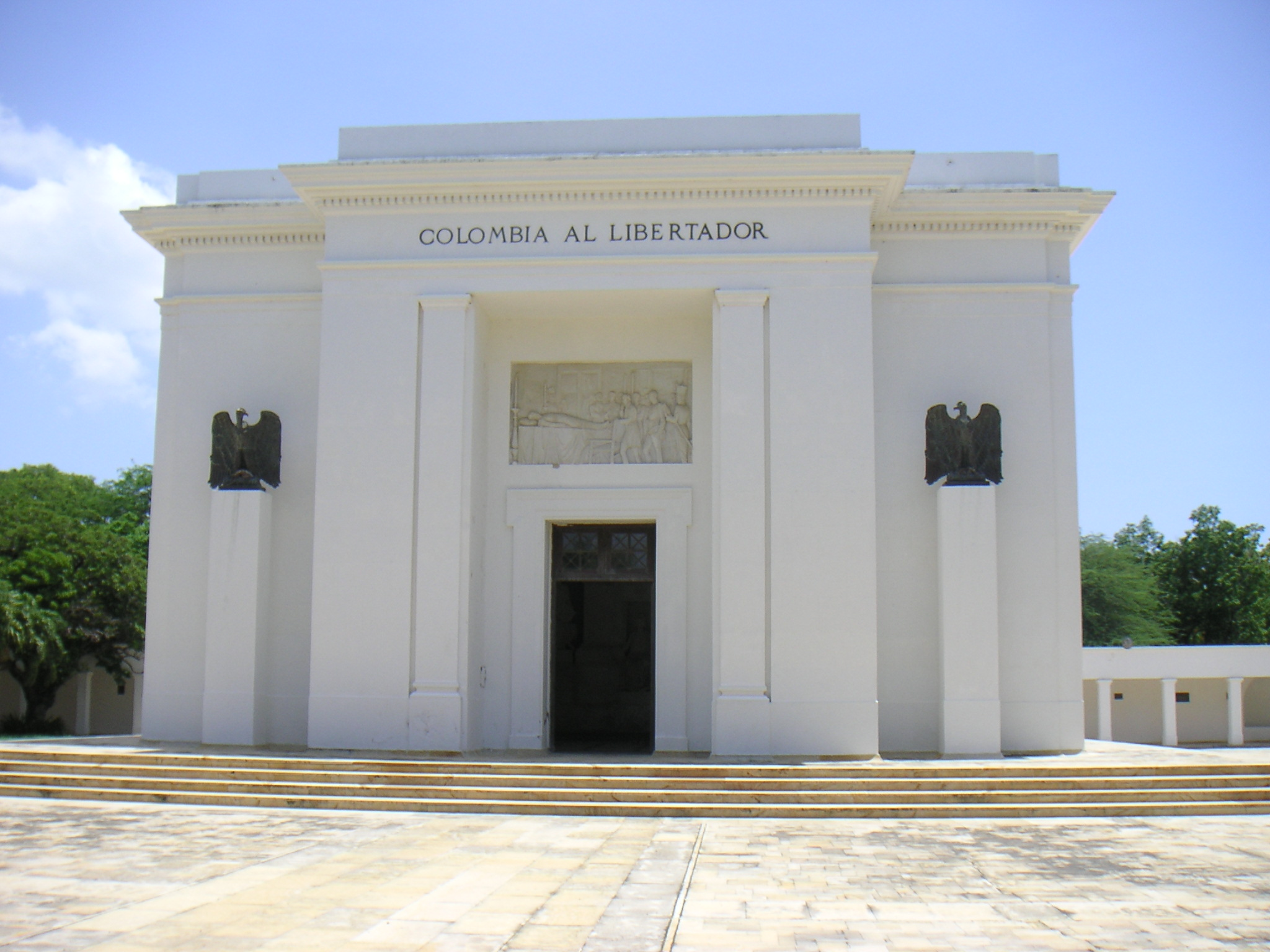
Monumento en la Quinta de San Pedro Alejandrino, lugar donde falleció Bolívar. Santa Marta, Colombia.

Ese mismo año, Bolívar convocó al Congreso de Panamá, la primera conferencia hemisférica.
Su autoridad en Perú se mantuvo nominalmente hasta el 27 de enero de 1827, cuando se produjo el fin de la influencia bolivariana en el Perú. Finalmente, el 11 de junio de 1827 el Congreso General Constituyente del Perú de 1827 declaró nulas y sin efecto la Constitución Vitalicia y el nombramiento de Bolívar como presidente vitalicio del Perú.
A partir de 1827, debido a rivalidades personales entre los generales de la revolución, explotaron conflictos políticos que terminaron por destruir las perspectivas de una unión sudamericana por la cual Bolívar había luchado.
Ya en Venezuela, indultó a los comprometidos en la Cosiata y el 1 de enero de 1827 sostuvo en el cargo de jefe superior civil y militar a Páez. Reformó los estatutos de la Universidad de Caracas y se dirigió a Santa Fe de Bogotá el 5 de julio siguiente para convocar una convención que debía crear una nueva constitución y el restablecimiento de la concordia nacional después de las batallas contra los españoles y las discordias entre los partidos. Bolívar no regresaría nunca más a Venezuela.
La convención se reunió en Ocaña el 9 de abril de 1828, desde el comienzo de la reunión, los asistentes se dividieron en tres fracciones: la primera estaba dirigida por el general, Francisco de Paula Santander, vicepresidente de la Gran Colombia que defendía una concepción federalista del gobierno; la segunda, capitaneada por el propio Simón Bolívar, abogaba por un gobierno centralista; y, por último, una tercera, la de los independientes, en la cual militaban Joaquín Mosquera y los indefinidos. La Convención fracasó porque ninguna de las propuestas para una nueva constitución fue aceptada; por esa razón, los seguidores de Bolívar resolvieron ausentarse de Ocaña el 10 de junio de 1828 y la reunión se quedó sin el cuórum reglamentario.
El 9 de agosto de 1828 Bolívar decretó una ley que prohibía a los ciudadanos españoles contraer matrimonio en la Gran Colombia. Esta ley fue derogada en el Congreso de Venezuela en 1831.
Bolívar prohibió la circulación de las obras de Jeremy Bentham en las universidades de Colombia por considerarlas nocivas para la juventud y a pesar de que Bentham fue uno de los pocos pensadores europeos de la época que apoyaron la independencia de América.
También firmó un decreto por el cual el gobierno debía promover y proteger el catolicismo como la religión de los colombianos. Sin embargo, en el plano económico, permitió pagar en especie los intereses de censos eclesiásticos que labraban la tierra en las haciendas (recibiendo productos que no necesitaban y que la mayoría de veces no podían vender), satisfaciendo los intereses de los grandes terrateniente a expensas del clero. Por lo que el alineamiento del régimen con la iglesia no era incondicional y que más importaban los hacendados que los curas.
Creyendo que mediante su acción podría imponer el orden y mantener la unión de la Gran Colombia, Bolívar abolió la vicepresidencia de la república y se declaró a sí mismo dictador de la Gran Colombia el 27 de agosto de 1828, mediante el Decreto Orgánico de la dictadura.
| Libertador-Presidente y Dictador de Colombia Simón Bolívar | Libertador-Presidente y Dictador de Colombia Simón Bolívar | Libertador-Presidente y Dictador de Colombia Simón Bolívar | Libertador-Presidente y Dictador de Colombia Simón Bolívar |
| Consejo de Estado                                          | Consejo de Estado                                          | Consejo de Estado                                          | Consejo de Estado                                          |
| Secretario de Relaciones Exteriores                        | Secretario del Interior                                    | Secretario de Guerra                                       | Secretario interino de Hacienda                            |
| ---------------------------------------------------------- | ---------------------------------------------------------- | ---------------------------------------------------------- | ---------------------------------------------------------- |
| Estanislao Vergara Sanz de Santamaría                      | José Manuel Restrepo Vélez                                 | Rafael Urdaneta Farías                                     | Nicolás Manuel Tanco Bosmeniel                             |

Sin embargo, y pese a estos acercamientos de Bolívar con el clero, la Sagrada Congregación de Negocios Eclesiásticos Extraordinarios del Vaticano, el 4 de agosto de 1829 había establecido «que su conducta le había procurado la opinión de liberal y de ateo», siendo una excomunión implícita. Además de no responder al gobierno de Bolívar la solicitud el derecho al patronato, motivado tanto por el reconocimiento de Fernando VII de España como legítimo gobernante de América, como por su silencio constitucional de la Gran Colombia en torno a la religión del estado. También se debe agregar que, desde los inicios del imperio español, existieron dos corrientes de pensamiento para explicar jurídicamente los orígenes del real patronato de Indias en el derecho natural. La primera escuela, los «regalistas», los cuales sostenían que el patrocinio real de las Indias era de origen laico, siendo así una parte inherente e integral de la soberanía temporal. La segunda escuela, los «canonistas» o «ultramontanistas», argumentaron que el patrocinio originalmente no era laico, sino espiritual, y se fundaba únicamente en las concesiones pontificias que Alejandro VI, Julio II y sus sucesores otorgaron a los monarcas españoles. En la controversia con las repúblicas de Hispanoamérica, el papado, con el fin de reafirmar su autoridad legítima sobre la iglesia en América, y con base en la doctrina de las dos espadas del agustinismo político, consideró correcta la teoría ultramontana, es decir, que el patronato de Indias era originalmente una concesión, por lo tanto no inherente a la soberanía, y en consecuencia, no heredable por las repúblicas. Por ende, eran herejes los que defendiesen la postura regalista, y entre ellos se encontraría Bolívar.

En relación a la figura de Bolívar, se observo que no debía creerse todas sus seguridades y protestas a favor de la religión católica ya que las relaciones que existen sobre su religiosidad y apego a la santa sede son totalmente contrarios a las que el manifestó a los dichos arzobispos y obispos. 
De él se sabe que ha estado en correspondencia con el famoso De Pradt; que su conducta le ha merecido la opinión de liberal y ateo; que, por otra parte, la frase de los prelados recuerdan, parecen mas dictadas por la política del momento; que sus afirmaciones no están de acuerdo con el decreto que firmó sobre el juramento de los obispos y por lo tanto, en resolución, No se le debe otorgar ninguna comunicación por parte de la Santa Sede. Además, está comunicación podría comprometer a la Santa Sede con el gobierno español y finalmente no ha sido comenzada por carta alguna de Bolívar
Sagrada Congregación de Negocios Eclesiásticos Extraordinarios, Sesión 4, Agosto de 1829

### Intento de asesinato y declive
El 25 de septiembre de 1828, en Bogotá, se llevó a cabo un atentado contra su vida, conocido como la Conspiración Septembrina, de la cual resultó ileso gracias a la ayuda de su compañera sentimental, Manuela Sáenz, quiteña que había recibido en 1821 la orden de Caballeresa del Sol del general José de San Martín. A raíz de los hechos ocurridos en este atentado, Manuela Sáenz fue llamada «La Libertadora del Libertador». Asimismo, bajo la ventana de la residencia de Bolívar, diagonal al actual Teatro Colón, por donde realizó su escape, fue puesta una placa con una inscripción latina que recordaba el suceso. 
Bolívar pasó la noche escondido bajo el Puente del Carmen, localizado en la actual calle 7 con carrera 5, por donde en ese entonces pasaba el río San Agustín, hoy canalizado de forma subterránea. Después de ello, intentó perdonar a los que fueron considerados como conspiradores, miembros de la facción «santanderista». Finalmente, se decidió someterlos a la justicia marcial, la cual determinó fusilar a los acusados, algunos sin que quedara plenamente establecida su responsabilidad. Aunque Francisco de Paula Santander sabía de la posibilidad de atentados contra Bolívar, no se logró probar su participación directa en esa conspiración.
| SISTE PARUMPER SPECTATOR GRADUM SI VACAS MIRATURUS VIAM SALUTIS QUA SESE LIBERAVIT PATER SALVATORQUE PATRIAE SIMON BOLIVAR IN NEFANDA NOCTE SEPTEMBRINA AN. MDCCCXXVIII DETENTE, ESPECTADOR, UN MOMENTO Y MIRA EL LUGAR POR DONDE SE SALVÓ EL PADRE Y LIBERTADOR DE LA PATRIA SIMÓN BOLÍVAR EN LA NEFANDA NOCHE SEPTEMBRINA 1828 |

Bolívar siguió gobernando en un ambiente enrarecido, acorralado por disputas fraccionales. Las revueltas continuaron. En esta situación, la Gran Colombia le declaró la guerra al Perú y el presidente de este país, José de La Mar, invadió Guayaquil, pero fue vencido por Antonio José de Sucre en la batalla del Portete de Tarqui el 27 de febrero de 1829. Venezuela se proclamó independiente el 13 de enero de 1830 y José Antonio Páez ocupó la presidencia de ese país y ordenó el destierro del Libertador.
Bolívar convocó al llamado Congreso Admirable donde presentó su renuncia a la presidencia el 20 de enero de 1830, sin embargo esta no fue aceptada desde el principio, en vista que se trataba de una entidad que estaría encargada de dictar una nueva constitución para la Gran Colombia. El Congreso Admirable culminó oficialmente el 11 de mayo de 1830 y pero antes, el 4 de mayo de 1830, aceptó la renuncia a Bolívar y otorgaron los cargos de presidente a Joaquín Mosquera y de vicepresidente al general Domingo Caycedo. A Bolívar le concedieron una pensión de 3000 pesos anuales. El 8 de mayo de 1830, Bolívar partió de Bogotá acompañado de un grupo de amigos y políticos con solo 17 000 pesos, producto de la venta de su vajilla de plata, sus alhajas y sus caballos. Caycedo le envió a Bolívar su pasaporte, pues este tenía la intención de volver a Europa. En junio llegó a Cartagena y su estado de salud empezó a mostrarse más en deterioro por lo que decidió retirarse a un lugar campestre, la casa del señor Judah Kingseller, sin embargo su salud no mejoraba, optaron por buscar un médico apropiado y Juan Pavejeau le comunicó a Mariano Montilla que en Santa Marta se encontraba el doctor Alejandro Próspero Révérend, por lo cual consideraron marchar a dicha ciudad para que el médico lo tratara.
El 1 de julio el general Mariano Montilla le informó a Bolívar del asesinato de Antonio José de Sucre, noticia que lo afectó profundamente. A fines del mes vio publicada en la prensa la resolución del Congreso venezolano en el que rompían relaciones con Colombia mientras Bolívar permaneciera en suelo colombiano, pero sus seguidores lo convencieron de no partir de Colombia.

## Muerte

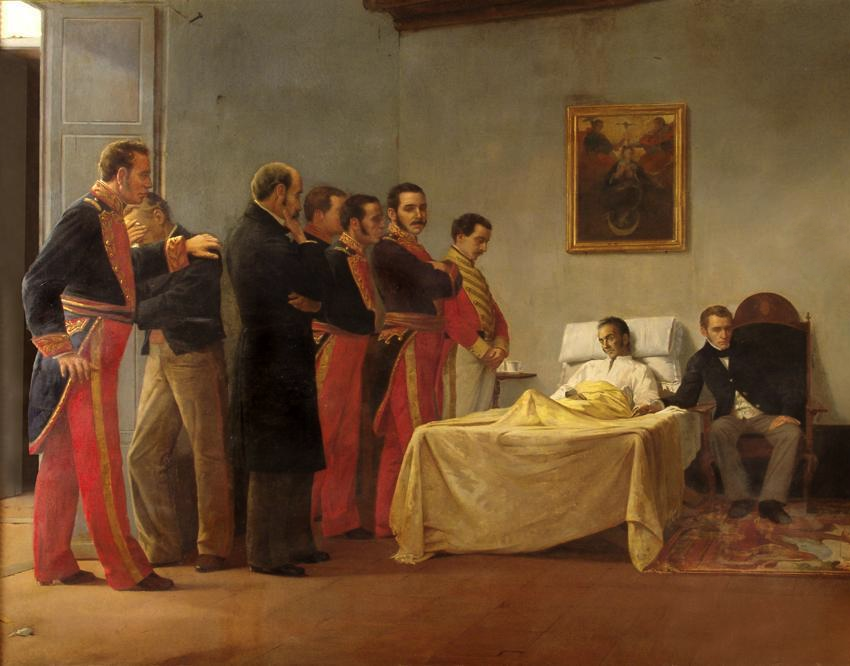
Muerte de Simón Bolívar, por Antonio Herrera Toro.

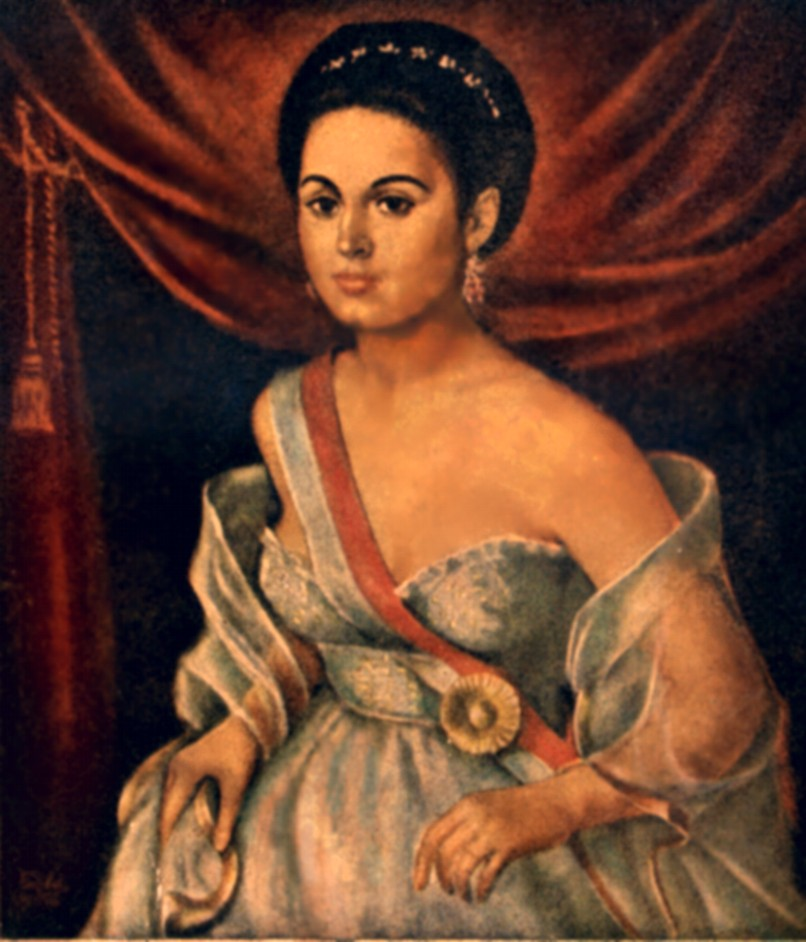
Manuela Sáenz, quiteña que rescató a Bolívar de un intento de asesinato.

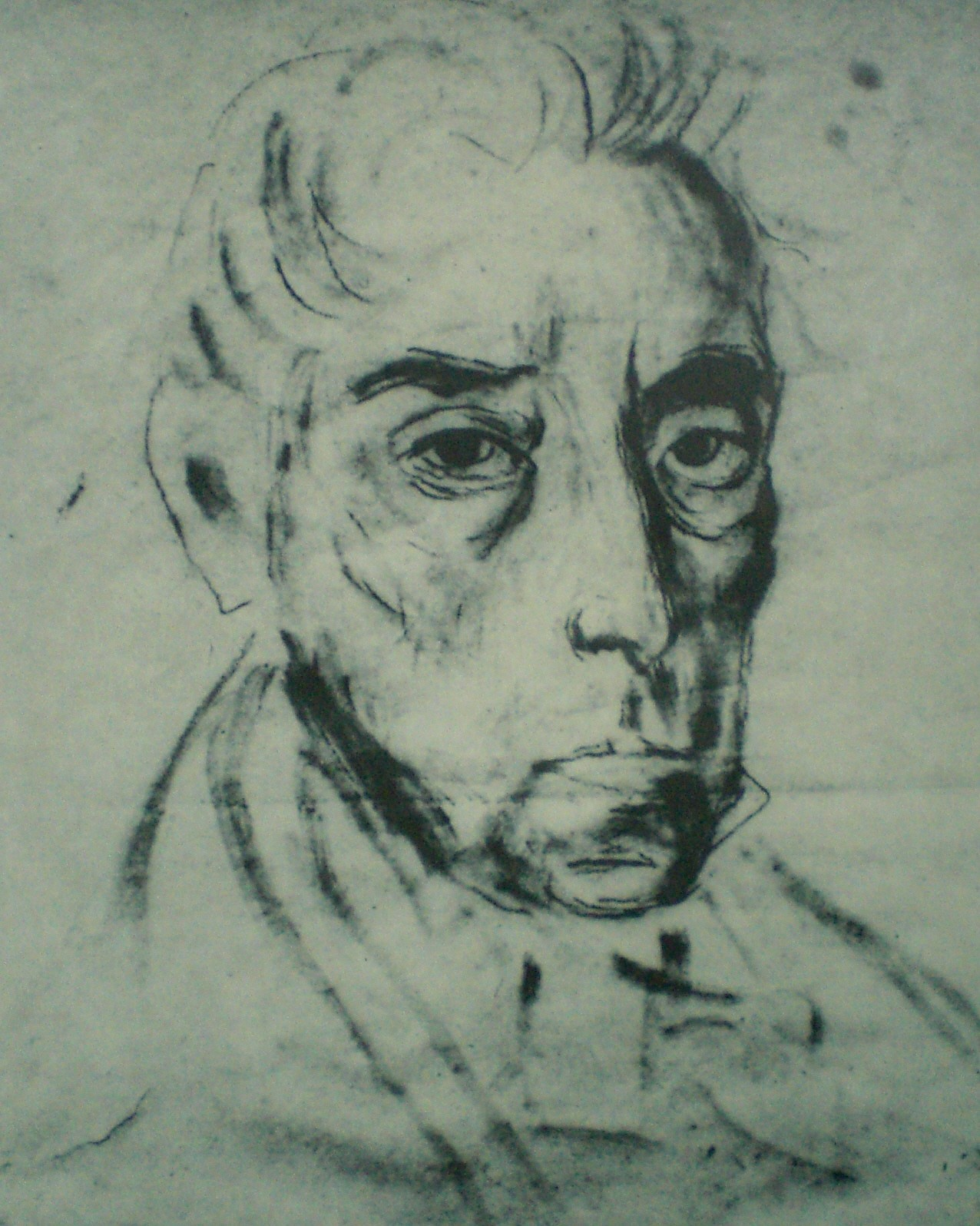
Boceto de Bolívar a la edad de 47 años hecho en vida por José María Espinosa en 1830.

Luego de su renuncia y de recibir la noticia del asesinato de Sucre, solo y desengañado, Bolívar había decidido dirigirse a Europa. Llegó a Santa Marta en estado de postración el 1 de diciembre de 1830, tras una penosa travesía por el río Magdalena desde Bogotá en la goleta Manuel, escoltada en la última parte del viaje por el buque Grampus de la Armada de los Estados Unidos, quedándose inicialmente en la Casa de Aduanas. Allí fue atendido por el médico francés Alejandro Próspero Révérend, en consulta con Mac Night, médico militar del USS Grampus.
A pesar del buen clima y las atenciones recibidas, su salud empeoró a los pocos días, razón por la cual aceptó la invitación del español Joaquín de Mier y Benítez y fue trasladado a la Quinta de San Pedro Alejandrino, al suroccidente de Santa Marta, donde llegó el 6 de diciembre. Momentos de lucidez le permitieron dictar su testamento y su última proclama, donde un Bolívar gravemente enfermo aseguró: «Si mi muerte contribuye para que cesen los partidos y se consolide la unión, yo bajaré tranquilo al sepulcro».
Finalmente, Simón Bolívar falleció de tuberculosis el 17 de diciembre de 1830, a los 47 años de edad. «A la una y tres minutos de la tarde murió el sol de Colombia», según decía el comunicado oficial. Antes de morir, se le atribuye la frase: «Hemos arado en el mar», pero la investigación histórica actual señala que no se conserva un documento que lo atestigüe y que, en la forma: «Todo el que sirve a una revolución, ara en el mar», pertenece a una carta del Libertador.
El 24 de diciembre, el secretario general de la Comandancia de Santa Marta escribió un relato de los hechos sucedidos luego de la muerte de Bolívar, informando que su cadáver fue trasladado al edificio de la Aduana. Allí Révérend practicó la autopsia, extrajo sus órganos para guardarlos en recipientes y el cuerpo de Bolívar fue embalsamado. Révérend estableció sin lugar a dudas que la causa de muerte fue una «tisis tuberculosa», derivada de un catarro pulmonar mal curado, que se convirtió en crónico. Luego se realizó en el mismo lugar el velorio del cuerpo, vestido con insignias militares, durante dos días, con la presencia masiva de la población, siendo enterrado el día 20. El entierro se realizó con un desfile militar hasta la Catedral de Santa Marta, donde fue enterrado sin la presencia del obispo.
Los datos sobre los últimos días de Bolívar fueron tomados del libro que sobre su muerte publicó Révérend en 1866, en París, titulado La última enfermedad, los últimos momentos y los funerales de Simón Bolívar, Libertador de Colombia y del Perú, donde detalla la evolución de la salud de Bolívar en sus últimos días, su muerte, autopsia y entierro. A esta versión se atuvieron los textos históricos publicados posteriormente.
En 1831, un año después de la muerte de Bolívar, la Gran Colombia —que estaba en disgregación debido a las disputas políticas internas que fragmentaron el orden constitucional— fue legalmente disuelta. Se establecieron así las tres repúblicas de Colombia, Venezuela y Ecuador. Colombia quedaría bajo el liderazgo de Francisco de Paula Santander (regresado del exilio); Venezuela, a cargo de José Antonio Páez; y Ecuador a cargo de Juan José Flores.

### Traslado de sus restos

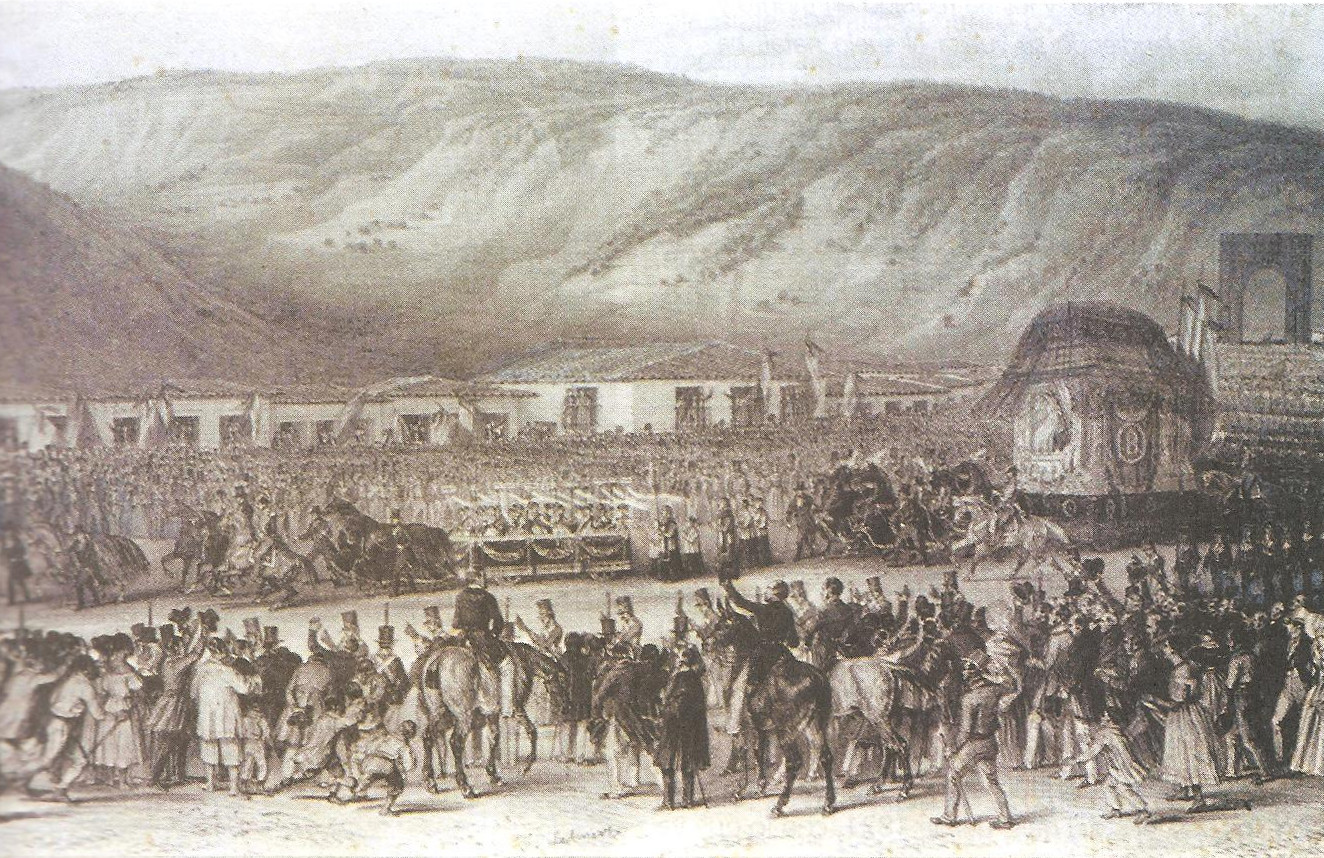
El traslado de los restos de Bolívar de Santa Marta a Caracas.

Los despojos mortales de Bolívar recibieron cristiana sepultura en el altar mayor de la suntuosa catedral Basílica de Santa Marta y allí permanecieron hasta el 22 de noviembre de 1842, cuando fueron exhumados para trasladarlos a Venezuela, su país de origen, cumpliéndose así el mandato de su testamento.

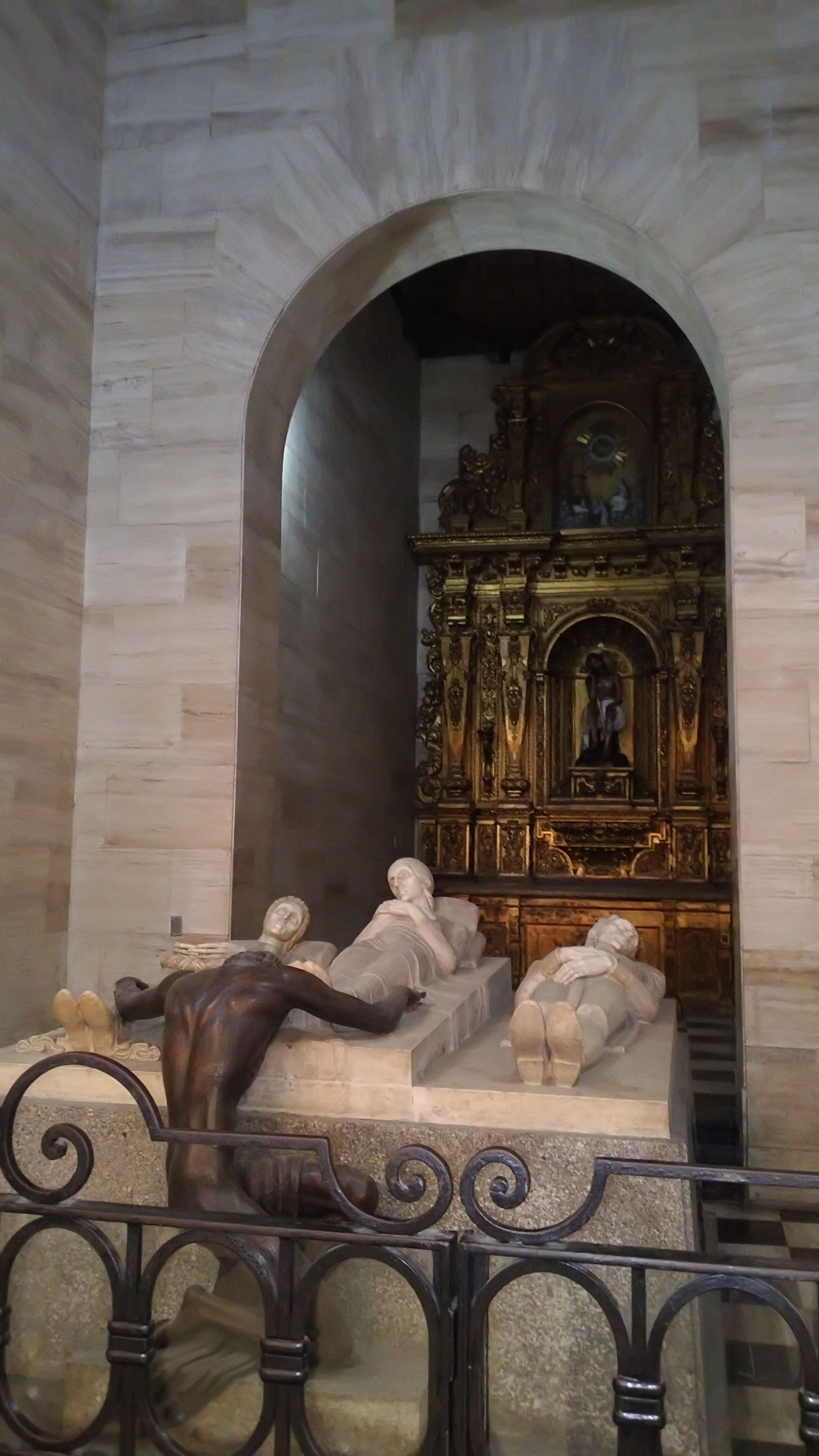
Capilla de la Santísima Trinidad. Panteón Familia Bolívar. Alegoría del alma de Bolívar abrazando a su esposa y a sus padres.

Sus restos llegaron a Caracas el 16 de diciembre de 1842 en medio de una gran conmemoración oficial y fueron inhumados en la cripta de la Santísima Trinidad de la catedral de Caracas, santuario de mucha advocación de la familia Bolívar, que guarda las cenizas de sus padres, de su esposa María Teresa Rodríguez del Toro y de sus dos hermanas. Allí permanecieron en medio de plural satisfacción, hasta el definitivo traslado al Panteón Nacional, el 28 de octubre de 1876, durante el gobierno de Antonio Guzmán Blanco.
En 1947 el constituyentista Andrés Eloy Blanco pidió ante el Congreso que los restos de Bolívar no debían estar en un sarcófago en un material tan innoble como el plomo. En 1972 fue abierto el sarcófago (no la urna que contiene sus restos) y esta se cubrió con una bandera de Venezuela elaborada en Gran Bretaña.

### Exhumación del cuerpo
El 28 de enero de 2008 el presidente Chávez dictó el Decreto 5834, creando una comisión científica, presidida por el genetista español José Antonio Lorente, con la misión central de exhumar los restos de Bolívar, establecer la identidad de los mismos y verificar si la tuberculosis fue efectivamente la causa de su muerte, y en caso negativo buscar indicios de la causa efectiva de su muerte, especialmente trazas de presencia de arsénico, que pudieran indicar un posible envenenamiento. Dos años después, el 16 de julio de 2010, fueron exhumados los restos atribuidos a Simón Bolívar que se encontraban en el Panteón Nacional de Venezuela ubicado en Caracas.
Se realizaron pruebas de ADN. Asimismo, fue cambiada la urna de plomo por otra hecha de metacrilato sellada al vacío con detalles en oro y esta será colocada dentro de otra urna hecha de madera de cedrillo llanero, árbol maderero oriundo de Venezuela, con un escudo de oro. A partir del día 24 de julio de 2010, una nueva bandera de Venezuela, bordada por mujeres en siete zonas diferentes del país, cubre los restos mortales de Simón Bolívar.
El 25 de julio de 2011 el vicepresidente de Venezuela, Elías Jaua leyó por cadena nacional los resultados del informe preliminar de la Comisión Presidencial y varios de sus miembros expusieron públicamente tanto los resultados, como los métodos científicos y técnicos utilizados. De acuerdo a las declaraciones de los investigadores, los restos estudiados pertenecían a Bolívar y no padeció tuberculosis. Según estos estudios, Bolívar murió por envenenamiento crónico por arsénico, es decir por una exposición continuada a este veneno, o bien por histoplasmosis.
El 24 de julio de 2012, el presidente de Venezuela Hugo Chávez presentó, en una transmisión conjunta de televisión, una imagen del rostro de Bolívar reconstruida digitalmente a partir del estudio antropomórfico de su cráneo que se realizó tras la exhumación de sus restos en 2010, el cual se puede ver en la página oficial del Gobierno Bolivariano de Venezuela junto con un informe preliminar que no es concluyente acerca de la enfermedad que le llevó a la muerte.
| Fecha                   | Evento                         | Detalles                                                                                                 |
| ----------------------- | ------------------------------ | --- |
| 1830                    | Sepultura Inicial              | Los restos de Simón Bolívar son sepultados en la catedral Basílica de Santa Marta.                       |
| 22 de noviembre de 1842 | Exhumación y Traslado          | Los restos son exhumados y enviados a Venezuela.                                                         |
| 16 de diciembre de 1842 | Llegada a Caracas              | Los restos llegan a Caracas e inhumados en la cripta de la Santísima Trinidad de la catedral de Caracas. |
| 28 de octubre de 1876   | Traslado al Panteón Nacional   | Los restos son trasladados al Panteón Nacional durante el gobierno de Antonio Guzmán Blanco.             |
| 1947                    | Petición de Andrés Eloy Blanco | Andrés Eloy Blanco pide que los restos no sean guardados en un sarcófago de plomo.                       |
| 1972                    | Abertura del Sarcófago         | El sarcófago es abierto y cubierto con una bandera de Venezuela.                                         |
| 16 de julio de 2010     | Nueva Exhumación               | Los restos son exhumados por orden del gobierno de Hugo Chávez para análisis.                            |
| 15 de julio de 2011     | Resultados del Análisis        | El Ministerio Público informa que la causa de la muerte no fue tuberculosis.                             |
| 24 de julio de 2012     | Rostro Reconstruido            | Hugo Chávez presenta una imagen digitalmente reconstruida del rostro de Bolívar.                         |

## Vida personal

### Genealogía

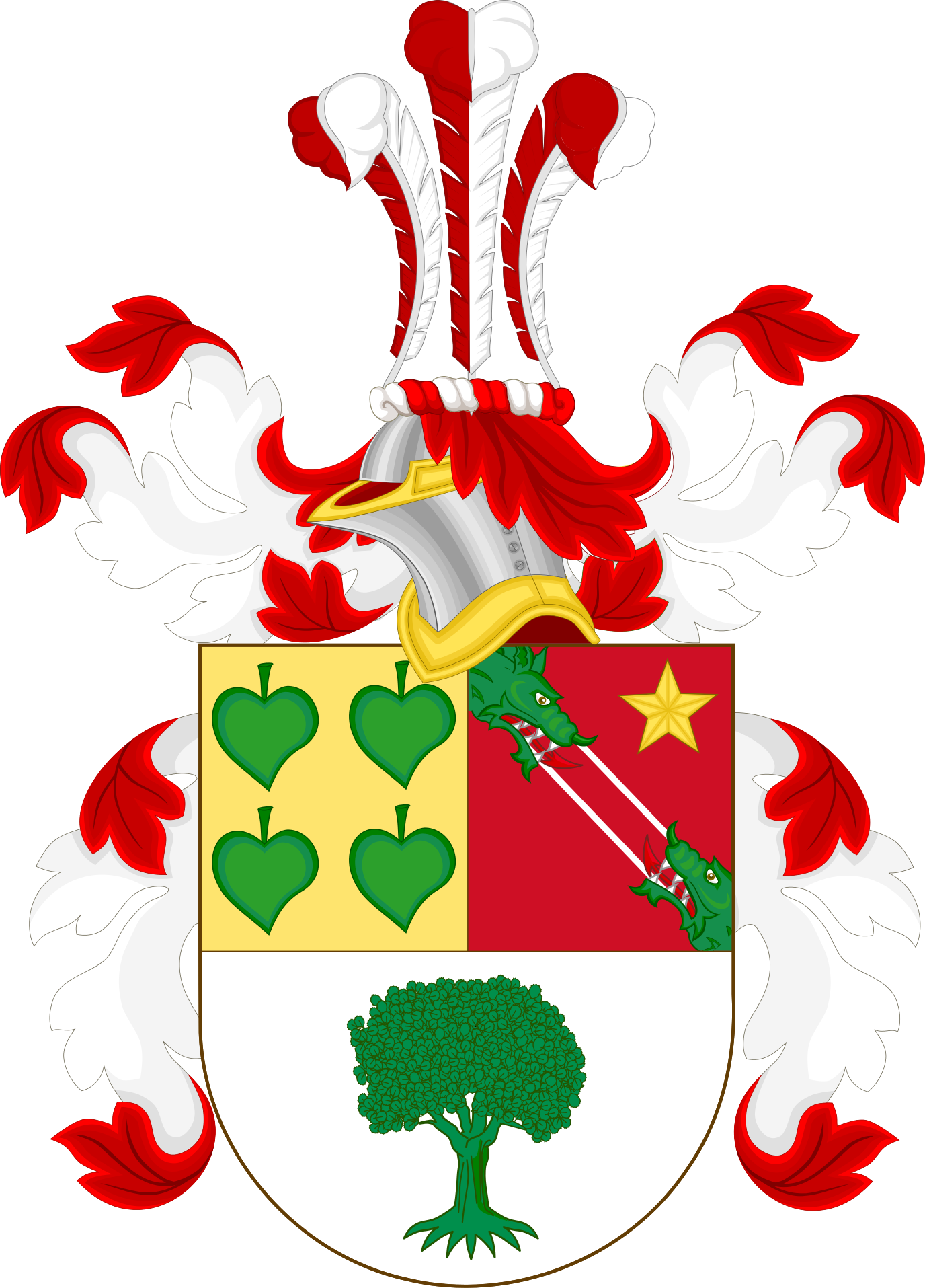
Escudo de armas del linaje americano Bolívar, ostentadas por el municipio de Ciudad Bolívar (Colombia).

El padre de Simón Bolívar, Juan Vicente Bolívar y Ponte-Andrade, y su madre, María de la Concepción Palacios y Blanco, pertenecían a la aristocracia caraqueña. Cuando se casaron en 1773 había una gran diferencia de edad entre ambos cónyuges, Juan Vicente tenía 47 años en ese momento y Concepción 15 años. Tuvieron cuatro hijos más, tres de ellos mayores que Simón y una menor, y sus nombres fueron María Antonia, Juana Nepomucena, Juan Vicente y María del Carmen (esta última murió a poco tiempo de nacer).
La familia Bolívar provenía de una población llamada La Puebla de Bolívar en el Señorío de Vizcaya (entonces Corona de Castilla, actual País Vasco, España), ubicada entonces en la merindad de Marquina. Además de esta ascendencia vizcaína, hay que destacar su origen gallego y burgalés, ya que su tatarabuelo, Jacinto de Ponte y Andrade, era oriundo de Santiago de Compostela. A mayores, y ya desde los inicios de la colonia, sus miembros realizaron acciones destacadas en Venezuela.
El primero de los Bolívar en arribar a Venezuela fue el vizcaíno Simón de Bolívar, el cual, junto a su hijo Simón de Bolívar y Castro (nacido en Santo Domingo, Higüey, posteriormente República Dominicana, de quien Bolívar era chozno), llegó a Caracas treinta años después de la fundación de la ciudad, hacia 1589, y por tener el mismo nombre se les distinguió como Simón de Bolívar el Viejo y Simón de Bolívar el Mozo.
Bolívar el Viejo destacó como contador real, por privilegio especial del rey Felipe II, quien en el título de nombramiento le reiteraba su amplia confianza como velador de la Real Hacienda, cargo que ejercieron tanto él como posteriormente su hijo, en Margarita y Caracas.
Fue, además, procurador general de las ciudades de Caracas, Coro, Trujillo, Barquisimeto, Carora, El Tocuyo y Maracaibo ante la Corte española entre 1590 y 1593, para informar al rey Felipe sobre el estado de la provincia y pedirle ciertas mejoras, exenciones de impuestos y privilegios que facilitaran el desarrollo de la misma.
Entre sus logros para Caracas está el haber gestionado en el Consejo de Indias la concesión real del escudo que aún conserva, junto al título de Muy noble y leal ciudad.
Con el tiempo los Bolívar se unieron en matrimonio con las familias de los primeros pobladores de Venezuela y alcanzaron rangos y distinciones tales como las de regidor, alférez real y gestionaron los títulos nobiliarios de marqués de Bolívar y vizconde de Cocorote, asociado con la cesión de las minas de Cocorote y la facultad de administrar el señorío de Aroa, conocido por la riqueza de sus minas de cobre (estos títulos, sin embargo, no llegaron a concederse). Los trabajadores en las minas y plantaciones eran sometidos a la esclavitud.
En cuanto a la familia Palacios, estos eran oriundos de la zona de Miranda de Ebro, actual provincia de Burgos, en España. El primero de los Palacios en llegar a Venezuela fue José Palacios de Aguirre y Ariztía-Sojo y Ortiz de Zárate, natural de Miranda de Ebro, en 1647, que falleció en Caracas en 1703. El resto de los descendientes se unieron en matrimonio con otras familias aristocráticas y alcanzaron los puestos de alcalde, regidor y procurador, entre otros. Dos generaciones después de José Palacios nacería María de la Concepción Palacios de Aguirre y Ariztía-Sojo y Blanco, hija de Feliciano Palacios de Aguirre y Ariztía-Sojo y Gil de Arratia y de Francisca Blanco de Herrera, descendiente de algunas familias canarias establecidas en Venezuela. Ella fue la madre de Simón Bolívar.

### Antepasados
|  |                                                                                |  |  |  |  |  |  |  |  |  |  |  |  |  |  |  |
|  | 16. Antonio Bolívar y Díaz de Rojas                                            |  |  |  |  |  |  |  |  |  |  |  |  |  |  |  |
|  |                                                                                |  |  |  |  |  |  |  |  |  |  |  |  |  |  |  |
|  |                                                                                |  |  |  |  |  |  |  |  |  |  |  |  |  |  |  |
|  | 8. Luis de Bolívar y Rebolledo                                                 |  |  |  |  |  |  |  |  |  |  |  |  |  |  |  |
|  |                                                                                |  |  |  |  |  |  |  |  |  |  |  |  |  |  |  |
|  |                                                                                |  |  |  |  |  |  |  |  |  |  |  |  |  |  |  |
|  | 17. Leonor Rebolledo Argumedo                                                  |  |  |  |  |  |  |  |  |  |  |  |  |  |  |  |
|  |                                                                                |  |  |  |  |  |  |  |  |  |  |  |  |  |  |  |
|  |                                                                                |  |  |  |  |  |  |  |  |  |  |  |  |  |  |  |
|  | 4. Juan de Bolívar y Martínez de Villegas                                      |  |  |  |  |  |  |  |  |  |  |  |  |  |  |  |
|  |                                                                                |  |  |  |  |  |  |  |  |  |  |  |  |  |  |  |
|  |                                                                                |  |  |  |  |  |  |  |  |  |  |  |  |  |  |  |
|  | 18. Lorenzo Martínez de Villegas                                               |  |  |  |  |  |  |  |  |  |  |  |  |  |  |  |
|  |                                                                                |  |  |  |  |  |  |  |  |  |  |  |  |  |  |  |
|  |                                                                                |  |  |  |  |  |  |  |  |  |  |  |  |  |  |  |
|  | 9. Ana María Martínez de Villegas y Ladrón de Guevara                          |  |  |  |  |  |  |  |  |  |  |  |  |  |  |  |
|  |                                                                                |  |  |  |  |  |  |  |  |  |  |  |  |  |  |  |
|  |                                                                                |  |  |  |  |  |  |  |  |  |  |  |  |  |  |  |
|  | 19. Magdalena Ladrón de Guevara y Rojas                                        |  |  |  |  |  |  |  |  |  |  |  |  |  |  |  |
|  |                                                                                |  |  |  |  |  |  |  |  |  |  |  |  |  |  |  |
|  |                                                                                |  |  |  |  |  |  |  |  |  |  |  |  |  |  |  |
|  | 2. Juan Vicente Bolívar y Ponte-Andrade                                        |  |  |  |  |  |  |  |  |  |  |  |  |  |  |  |
|  |                                                                                |  |  |  |  |  |  |  |  |  |  |  |  |  |  |  |
|  |                                                                                |  |  |  |  |  |  |  |  |  |  |  |  |  |  |  |
|  | 20. Jacinto Ponte-Andrade                                                      |  |  |  |  |  |  |  |  |  |  |  |  |  |  |  |
|  |                                                                                |  |  |  |  |  |  |  |  |  |  |  |  |  |  |  |
|  |                                                                                |  |  |  |  |  |  |  |  |  |  |  |  |  |  |  |
|  | 10. Pedro Ponte-Andrade y Jaspe de Montenegro                                  |  |  |  |  |  |  |  |  |  |  |  |  |  |  |  |
|  |                                                                                |  |  |  |  |  |  |  |  |  |  |  |  |  |  |  |
|  |                                                                                |  |  |  |  |  |  |  |  |  |  |  |  |  |  |  |
|  | 21. María Jaspe de Montenegro                                                  |  |  |  |  |  |  |  |  |  |  |  |  |  |  |  |
|  |                                                                                |  |  |  |  |  |  |  |  |  |  |  |  |  |  |  |
|  |                                                                                |  |  |  |  |  |  |  |  |  |  |  |  |  |  |  |
|  | 5. María Petronila Ponte-Andrade y Marín de Narváez                            |  |  |  |  |  |  |  |  |  |  |  |  |  |  |  |
|  |                                                                                |  |  |  |  |  |  |  |  |  |  |  |  |  |  |  |
|  |                                                                                |  |  |  |  |  |  |  |  |  |  |  |  |  |  |  |
|  | 22. Francisco Marín de Narváez y Vílchez                                       |  |  |  |  |  |  |  |  |  |  |  |  |  |  |  |
|  |                                                                                |  |  |  |  |  |  |  |  |  |  |  |  |  |  |  |
|  |                                                                                |  |  |  |  |  |  |  |  |  |  |  |  |  |  |  |
|  | 11. María Josefa Marín de Narváez                                              |  |  |  |  |  |  |  |  |  |  |  |  |  |  |  |
|  |                                                                                |  |  |  |  |  |  |  |  |  |  |  |  |  |  |  |
|  |                                                                                |  |  |  |  |  |  |  |  |  |  |  |  |  |  |  |
|  | 23. Josefa María de Narváez                                                    |  |  |  |  |  |  |  |  |  |  |  |  |  |  |  |
|  |                                                                                |  |  |  |  |  |  |  |  |  |  |  |  |  |  |  |
|  |                                                                                |  |  |  |  |  |  |  |  |  |  |  |  |  |  |  |
|  | 1. Simón José Antonio de la Santísima Trinidad Bolívar Palacios Ponte y Blanco |  |  |  |  |  |  |  |  |  |  |  |  |  |  |  |
|  |                                                                                |  |  |  |  |  |  |  |  |  |  |  |  |  |  |  |
|  |                                                                                |  |  |  |  |  |  |  |  |  |  |  |  |  |  |  |
|  | 24. José Palacios de Aguirre y Ariztía-Sojo y Ortiz de Zárate                  |  |  |  |  |  |  |  |  |  |  |  |  |  |  |  |
|  |                                                                                |  |  |  |  |  |  |  |  |  |  |  |  |  |  |  |
|  |                                                                                |  |  |  |  |  |  |  |  |  |  |  |  |  |  |  |
|  | 12. Feliciano Palacios de Aguirre y Ariztía-Sojo y Gedler                      |  |  |  |  |  |  |  |  |  |  |  |  |  |  |  |
|  |                                                                                |  |  |  |  |  |  |  |  |  |  |  |  |  |  |  |
|  |                                                                                |  |  |  |  |  |  |  |  |  |  |  |  |  |  |  |
|  | 25. Isabel María Gedler Rivilla                                                |  |  |  |  |  |  |  |  |  |  |  |  |  |  |  |
|  |                                                                                |  |  |  |  |  |  |  |  |  |  |  |  |  |  |  |
|  |                                                                                |  |  |  |  |  |  |  |  |  |  |  |  |  |  |  |
|  | 6. Feliciano Palacios de Aguirre y Ariztía-Sojo y Gil de Arratia               |  |  |  |  |  |  |  |  |  |  |  |  |  |  |  |
|  |                                                                                |  |  |  |  |  |  |  |  |  |  |  |  |  |  |  |
|  |                                                                                |  |  |  |  |  |  |  |  |  |  |  |  |  |  |  |
|  | 26. Francisco Gil de Arratia                                                   |  |  |  |  |  |  |  |  |  |  |  |  |  |  |  |
|  |                                                                                |  |  |  |  |  |  |  |  |  |  |  |  |  |  |  |
|  |                                                                                |  |  |  |  |  |  |  |  |  |  |  |  |  |  |  |
|  | 13. Isabel María Gil de Arratia y Aguirre-Villela                              |  |  |  |  |  |  |  |  |  |  |  |  |  |  |  |
|  |                                                                                |  |  |  |  |  |  |  |  |  |  |  |  |  |  |  |
|  |                                                                                |  |  |  |  |  |  |  |  |  |  |  |  |  |  |  |
|  | 27. María Rosa Aguirre-Villela y Laya-Mojica                                   |  |  |  |  |  |  |  |  |  |  |  |  |  |  |  |
|  |                                                                                |  |  |  |  |  |  |  |  |  |  |  |  |  |  |  |
|  |                                                                                |  |  |  |  |  |  |  |  |  |  |  |  |  |  |  |
|  | 3. María de la Concepción Palacios y Blanco                                    |  |  |  |  |  |  |  |  |  |  |  |  |  |  |  |
|  |                                                                                |  |  |  |  |  |  |  |  |  |  |  |  |  |  |  |
|  |                                                                                |  |  |  |  |  |  |  |  |  |  |  |  |  |  |  |
|  | 28. Mateo Blanco Infante                                                       |  |  |  |  |  |  |  |  |  |  |  |  |  |  |  |
|  |                                                                                |  |  |  |  |  |  |  |  |  |  |  |  |  |  |  |
|  |                                                                                |  |  |  |  |  |  |  |  |  |  |  |  |  |  |  |
|  | 14. Mateo José Blanco y Fernández de Araújo                                    |  |  |  |  |  |  |  |  |  |  |  |  |  |  |  |
|  |                                                                                |  |  |  |  |  |  |  |  |  |  |  |  |  |  |  |
|  |                                                                                |  |  |  |  |  |  |  |  |  |  |  |  |  |  |  |
|  | 29. Josefa Fernández de Araújo y Rivilla                                       |  |  |  |  |  |  |  |  |  |  |  |  |  |  |  |
|  |                                                                                |  |  |  |  |  |  |  |  |  |  |  |  |  |  |  |
|  |                                                                                |  |  |  |  |  |  |  |  |  |  |  |  |  |  |  |
|  | 7. Francisca Blanco de Herrera                                                 |  |  |  |  |  |  |  |  |  |  |  |  |  |  |  |
|  |                                                                                |  |  |  |  |  |  |  |  |  |  |  |  |  |  |  |
|  |                                                                                |  |  |  |  |  |  |  |  |  |  |  |  |  |  |  |
|  | 30. Juan Ascencio de Herrera y Ascanio                                         |  |  |  |  |  |  |  |  |  |  |  |  |  |  |  |
|  |                                                                                |  |  |  |  |  |  |  |  |  |  |  |  |  |  |  |
|  |                                                                                |  |  |  |  |  |  |  |  |  |  |  |  |  |  |  |
|  | 15. Isabel Clara de Herrera y Liendo                                           |  |  |  |  |  |  |  |  |  |  |  |  |  |  |  |
|  |                                                                                |  |  |  |  |  |  |  |  |  |  |  |  |  |  |  |
|  |                                                                                |  |  |  |  |  |  |  |  |  |  |  |  |  |  |  |
|  | 31. Paula Rosa de Liendo y Ochoa                                               |  |  |  |  |  |  |  |  |  |  |  |  |  |  |  |
|  |                                                                                |  |  |  |  |  |  |  |  |  |  |  |  |  |  |  |
|  |                                                                                |  |  |  |  |  |  |  |  |  |  |  |  |  |  |  |

## Legado

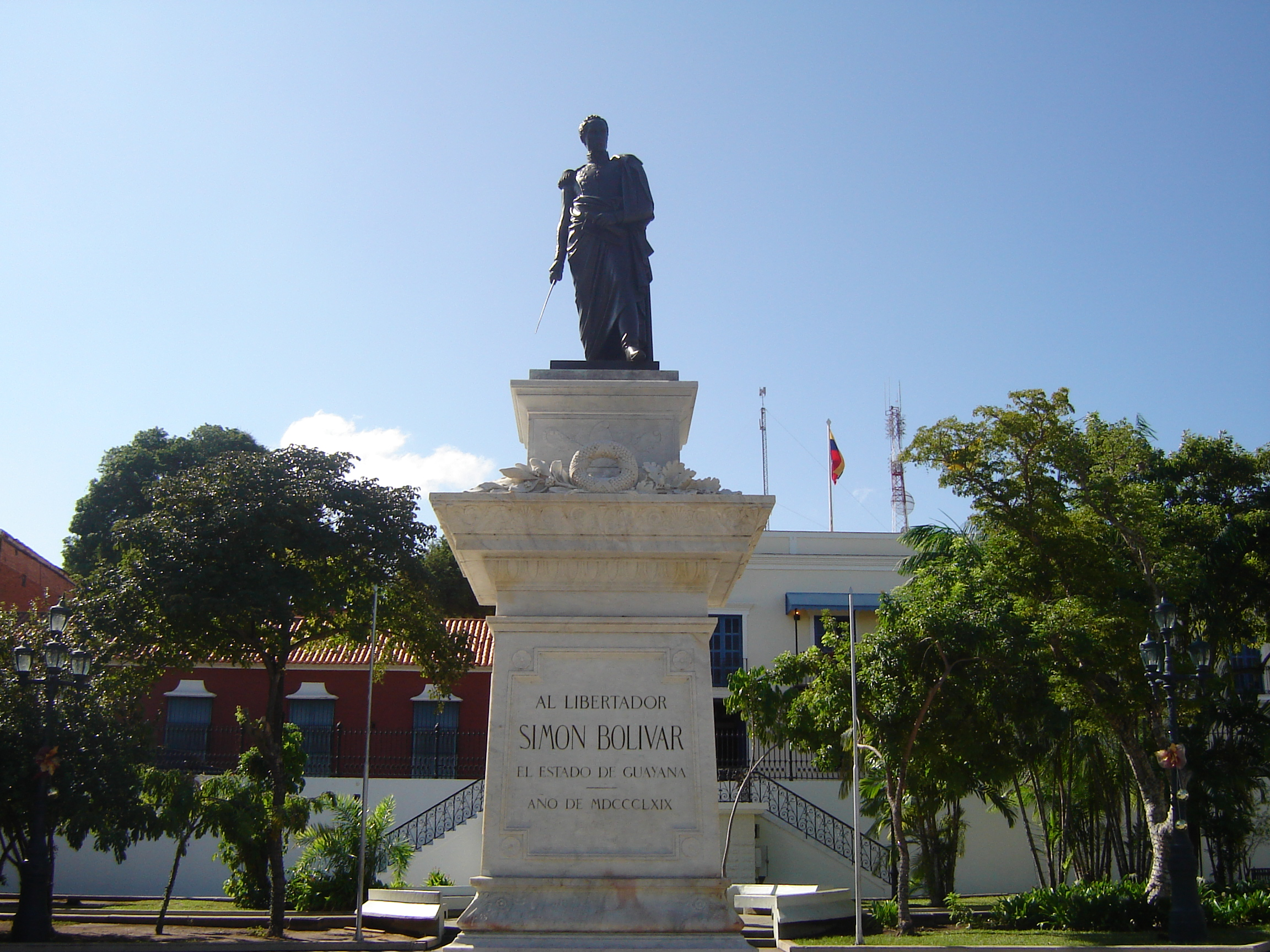
Monumento a Bolívar en Ciudad Bolívar.

En general, Bolívar tuvo que compaginar en muchas ocasiones las obligaciones políticas con las militares por lo que muchas veces se ven entremezcladas entre sí. Sin embargo, la trascendencia de sus ideales políticos ha desembocado en un culto al personaje, vigente en muchas naciones latinoamericanas que se consideran herederas de su obra.
Su obra política ha sido analizada principalmente a través de la copiosa correspondencia, informes y discursos que realizó a lo largo de su vida. Así, el Manifiesto de Cartagena, la Carta de Jamaica y el Discurso de Angostura están consideradas sus principales exposiciones políticas.

### Culto a la personalidad
La figura y pensamiento de Bolívar han sido evocadas en América Latina por distintas corrientes políticas para defender sus ideas y proyectos, que van desde la extrema izquierda hasta la extrema derecha.
El historiador Germán Carrera Damas ha descrito el proceso de formación del culto a la personalidad de Simón Bolívar. Otro historiador venezolano, Manuel Caballero, también dedicó varias obras a analizar la propagación de ese culto para fines políticos por parte de diversos grupos en Venezuela y fuera de ella.
Ya José Antonio Páez, pese a sus conflictos con Bolívar, usó su figura para unificar a la población bajo su mando. Durante mucho tiempo numerosos parlamentarios venezolanos se habían negado a rendir culto a Bolívar. El 30 de abril de 1834 los congresistas en torno a Páez consiguieron aprobar un decreto que permitía el culto a Simón Bolívar. El decreto estipulaba, además, que Bolívar 'regresase' al congreso, al menos en forma de estatuas de mármol.
El 30 de abril de 1842, Páez firmó un decreto en el que, entre otras cosas, se ordenaba repatriar los restos de Bolívar, llevar luto por ocho días si se era empleado público, celebrar un aniversario fúnebre en toda capital de provincia y dar días de luto a todos los empleados. Además, se ordenaba erigir efigies de Bolívar en todos los salones del Congreso y del Ejecutivo.
Páez no consiguió cambiar el nombre de Caracas por el de Ciudad Bolívar. Angostura sí recibiría este nombre en 1846.
El historiador Damas habla de una «concepción teológica de la historia» en la que se veía a la Independencia como obra titánica de un solo hombre. El historiador alemán Norbert Rehrmann comenta: «en los primeros años de la reconstrucción eran evidentes las ventajas de semejantes visiones. Después de todo, a todos los que iban contra estos mandamientos, los amenazaba el castigo del creador, aunque fuese en la forma de sus representantes en la tierra».
Antonio Guzmán Blanco fue el segundo caudillo después de Páez que volvió a aumentar el culto a Bolívar. Se introdujo la moneda de El Libertador, que luego se llamaría Bolívar. Guzmán Blanco, que quería afianzar el centralismo, renombró la Plaza Mayor como Plaza Bolívar y encargó en Italia una estatua ecuestre de Bolívar para que ocupara el centro de ese espacio.
La sacralización de la figura de Bolívar es, sin embargo, muy notable en Venezuela, siendo utilizada por los gobiernos para justificar sus proyectos políticos y sociales. Fueron notorios los esfuerzos realizados en este sentido por el presidente Hugo Chávez, quien intentó conferir a la figura de Bolívar un carácter sagrado, haciendo de él un personaje intocable. Como parte de esta concepción, se introdujo el adjetivo bolivariano para definir al Estado venezolano surgido a partir de la Constitución de 1999.

### Bolívar según Karl Marx
En el artículo biográfico sobre Bolívar, titulado Simón Bolívar y Ponte, escrito por Karl Marx para la New American Cyclopedia, se lo presenta de una manera sumamente crítica. Marx comienza diciendo que Bolívar nació en una familia de «nobleza criolla en Venezuela» y que como era «costumbre de los americanos ricos de la época, a la temprana edad de 14 años, fue enviado a Europa». A lo largo del artículo se comenta cómo Bolívar abandonó a sus tropas en varias oportunidades y se señala que después de llegar a Caracas en 1813, «la dictadura de Bolívar pronto demostró ser una anarquía militar, dejando los asuntos más importantes en manos de los favoritos, quienes despilfarraban las finanzas del país, y luego recurrían a mecanismos infames para poder restaurarlas».
Otras citas de Marx: «A las 2 p. m., encontrándose (el prócer Francisco) Miranda profundamente dormido, Casas, Peña y Bolívar (…) lo engrillaron y entregaron a Monteverde (…) valió a Bolívar el especial favor de Monteverde, a tal punto que cuando el primero le solicitó su pasaporte, el jefe español declaró: ‘Debe satisfacerse el pedido del coronel Bolívar, como recompensa al servicio prestado al rey de España con la entrega de Miranda’ (…) como la mayoría de sus compatriotas, era incapaz de todo esfuerzo de largo aliento y su dictadura degeneró pronto en una anarquía militar, en la cual asuntos más importantes quedaban en manos de favoritos que arruinaban las finanzas públicas (…) apenas tres meses después el Libertador había perdido su prestigio (…) aunque la ciudad (Bogotá) había capitulado, Bolívar permitió a sus soldados que durante 48 horas la saquearan (…) Cuando los cazadores de Morales dispersaron la vanguardia de Bolívar, este (…) perdió ‘toda presencia de ánimo y sin pronunciar palabra, en un santiamén volvió grupas y huyó’ (…) Sin embargo Piar, el conquistador de Guayana, que otrora había amenazado con someter a Bolívar ante un consejo de guerra por deserción, no escatimaba sarcasmos contra el ‘Napoleón de las retiradas’ (…) Valiéndose de la violencia, pero también de la intriga, de hecho logró imponer, aunque tan solo por unas pocas semanas, su código (Constitución) al Perú».
Hay que señalar que Marx no poseía datos de primera mano sobre su biografiado y que utilizó la descripción poco favorable dada por el general francés Ducoudray Holstein. Numerosos autores marxistas latinoamericanos no dudan en achacar también a prejuicios eurocéntricos estas opiniones tan críticas.

### Guerra a muerte y crímenes de guerra
Durante las guerras de independencia hispanoamericanas, Simón Bolívar desarrolló una política conocida como la "guerra a muerte", proclamada en 1813, que autorizaba el exterminio sistemático de españoles peninsulares que no se unieran a la causa independentista. Los patriotas adoptaron esta decisión en enero de 1813, siguiendo el consejo de Antonio Nicolás Briceño, quien examinó los motivos por las que la Primera República Francesa fue derrotada en la Revolución haitiana. Según Briceño, la clave de aquella derrota fue la guerra a muerte declarada por los haitianos contra todo francés. Adoptada por Bolívar, esta estrategia contribuyó a alimentar el contexto brutal del conflicto, dando lugar a una lucha sin cuartel y a represalias indiscriminadas por parte de ambos bandos. Ello marcó uno de los episodios más sangrientos y controversiales del proceso emancipador. El exterminio de gran parte de la población de la ciudad de Pasto, leal a la monarquía española, tras su ocupación en 1822 por fuerzas de la Legión Británica bajo el mando de Antonio José de Sucre, constituye uno de los episodios más oscuros del proceso independentista hispanoamericano.

### Filiación masónica
Hay mucha polémica al respecto de la relación de Bolívar con la Masonería, sobre todo la influencia de las filosofías de las logias masónicas en su pensamiento político y que tanta participación tuvieron durante su gesta emancipadora y en su gobierno.
Si bien múltiples historiadores, como Daniel Ligou, William R. Denslow, Buenaventura Briceño Belisario, Jules Mancini o Américo Carnicelli, han afirmado que Simón Bolívar habría ingresado a la masonería a través de la Logia Lautaro o Caballeros Racionales en Cádiz, durante 1803 o 1804 (por medio de la influencia de Simón Rodríguez y Francisco de Miranda), y de los cuales se habría reunido con José de San Martín, Bernardo O’Higgins, Bernardo de Monteagudo, Juan Martínez de Rosas, José Miguel Carrera, Gregorio Argomedo, José Matías Zapiola, Juan Antonio Rojas, Carlos María de Alvear, Mariano Moreno y otros tantos próceres de la Independencia hispanoamericana, para así conspirar contra la Monarquía Española, con apoyo inglés y de las sociedades secretas patrióticas. Sin embargo, está tradición del ingreso de Bolívar a la masonería a través de las logias de Cádiz (un gran centro de participación masónica desde 1748) tendría muchas inexactitudes históricas, los cuales son las siguientes:
- Que Bolívar aún no habría llegado a Cádiz hasta finales de 1803 (en diciembre), siendo imposible que haya sido aceptado en un lazo muy corto de tiempo entre 1803 a principios de 1804 (incluso si hubiera solicitad su ingreso a los masones de Caracas antes de su viaje).
- La edad de Bolívar (nacido el 24 de julio de 1783) le impedía ser ingresado en las logias masónicas, antes de cumplir la mayoría de edad de los 21 años, que sería luego del 24 de julio de 1804.
- El hecho de que la primera logia en Cádiz aparecería todavía en 1807 (fecha en la que Bolívar ya había retornado a América), antes de ello, no había una masonería organizada.
- Las controversias de si la Logia Lautaro fue realmente masónica (pero irregular), o si en realidad era una logia autónoma, fuera de la comunión con la Francmasonería (aunque eso no le negaría nexos reales entre dichas sociedades secretas a través de miembros con membresía en ambas, donde algunos historiadores la calificarían en tal caso como una «logia para-masónica»)
- El hecho de que la logia Lautaro no sería fundada todavía hasta 1811, por obra de Carlos de Alvear, no de Miranda (sin embargo, la confusión podría deberse a que está era una rama de la Logia Gran Reunión Americana, que sí fundó Miranda en Londres en 1798).

Debido a ello, historiadores como Frederick Seal-Coon creen que tales visitas en Cádiz a dichas logias fueron en calidad de no masón, por curiosidad a sus ideas y proyectos políticos, no por convicción. Sin embargo, la tradición masónica sigue convencida de que su iniciación fue en Cádiz durante sus viajes europeos entre 1804-1806. Pese a ello, hay múltiples registros del acta de iniciación de Bolívar, bien registrados por la paleógrafa Dolores de Sotillo.

Juro por Dios y por San Juan, por la Escuadra y el Compás, someterme al juicio de todos, trabajar al servicio de mi Maestro en la honorable Logia, del lunes por la mañana al sábado, y guardar las llaves, bajo la pena de que me sea arrancada la lengua a través del mentón, y de ser enterrado bajo las olas, allá donde ningún hombre lo sabrá.
Juramento de Bolívar, del 7 de Enero de 1806, ante los iniciadores de la masonería

Entonces, Bolívar habría ingresado a la masonería, no a través de la masonería templaria o las logias americanas, sino que a través de la Logia Masónica de San Alejandro de Escocia, del bulevar Poissonnière, en París. No hay documentación empírica que atestigüe dónde fue su iniciación, por lo que este aspecto aún queda en el ámbito de lo especulativo y la inducción lógica. Pese a ello, si hay documentación inobjetable sobre donde recibió el segundo grado, el de Compañero Masón, en París durante noviembre de 1805 a enero de 1806 (luego de 7 meses de estudios, meditación y ejercicios iniciáticos), bajo la Gran Maestría de José Bonaparte, evidenciando una intensa vida masónica, la cual le permitiría ser promovido al último de los tres grados simbólicos de la Masonería, el de Maestro Masón, a mediados de 1806, como se en el Cuadro General de Miembros que componen la Respetable Logia Escocesa de San Alejandro de Escocia, al Oriente de París, otro documento inobjetable. Los documentos de estas firmas están recopilados en el archivo del Supremo Consejo del Grado 33 para la República de Venezuela (por donación de Ramón Díaz Sánchez), así como en la lista de Maestros Masones del Taller de diciembre de 1805 Biblioteca Nacional de París Habiendo sido descubiertas, de manera independiente entre 955, y 1956 por la historiadora venezolana Miriam Blanco Fombona de Hood, y por el político venezolano Ramón Díaz Sánchez (este último tras solicitarlo a M. Sorlet, su amigo y editor de la revista «Nouvelles Editions Latines»).

A la Gloria del Gran Arquitecto del Universo. El día 11 del 11º mes del año de la Gran Luz 580544 los trabajos de Compañero han sido abiertos al Este por el R. hº de la Tour d’Auvergne, siendo iluminados el Oeste y Sur por los RR. hh. Thory y Potu. Hecha y sancionada la lectura de la última plancha trazada, el Venerable ha propuesto elevar al grado de Compañero al hº Bolívar recientemente iniciado, a causa de un próximo viaje que está en vísperas de emprender. Habiendo sido unánime la opinión de los hermanos para su admisión y el escrutinio favorable, el hº Bolívar ha sido introducido en el templo, y tras las formalidades de rigor ha prestado al pie del trono la obligación acostumbrada, situado entre los dos Vigilantes, y ha sido proclamado caballero Compañero masón de la R. Logia Madre Escocesa de San Alejandro de Escocia. Este trabajo ha sido coronado con una triple aclamación (hurra), y el hº habiendo dado las gracias ha tomado lugar a la cabeza de la Columna del Mediodía.Los trabajos han sido cerrados de la manera acostumbrada.
ACTA, con firma autógrafa de Bolívar, donde consta su ascenso a «Compañero de la Orden en Segundo Grado» Logia Saint Alexandre D’Escosse, de París.

Aun así, la actividad masónica de Bolívar fue breve, pero supo dejarle huellas profundas e indelebles en su personalidad, que lo harían abandonar su antiguo carácter de oligarca indiferente y despreocupado. Por ejemplo, su lucha de Bolívar estaría fuertemente inspirado por la defensa de la libertad, la justicia, la independencia, la unidad y la integración, influenciados en gran medida por los principios de la masonería con el lema de Libertad-igualdad-fraternidad. El mismo Bolívar diría que «En el seno de la masonería vi a muchos hombre de mérito», y mostraría una gran admiración por pensadores masónicos, o muy leídos en las logias, como Jean-Jacques Rousseau, Voltaire, Montesquieu, Denis Diderot, Georg Wilhelm Friedrich Hegel, Johann Herder, Alcalá Galiano, Wolfgang Amadeus Mozart, Benjamin Franklin, George Washington, etc. Todo esto influiría en gran medida su carácter de Revolucionario liberal y rebeldía intelectual, por el cual tuvo una nueva concepción de la historia y la religión. También se relata que a través de las logias habría entrado en contacto (o incluso entablar amistad) con personajes muy famosos de la época, como: el científico Louis Joseph Gay Lussac, el astrónomo Pierre-Simon Laplace, el naturalista Georges Cuvier, el químico Louis Nicolas Vauquelin, el geógrafo Alexander von Humboldt, el botánico Aimé Bonpland, el vizconde José Luis Joaquín, el noble Emmanuel Campos, el general Eugène de Beauharnais, el general José de San Martín, el general Bernardo O'Higgins, entre otras figuras donde habría realizado un intercambio filosófico sobre política, ciencia y religión, con un escepticismo a la autoridad de la Iglesia católica en la consciencia de las sociedades, y un profundo rechazo a las Monarquías Tradicionales y los monarcas Absolutistas del Antiguo Régimen, en sintonía con el espíritu ilustrado de las Guerras revolucionarias francesas y napoleónicas. La influencia de la doctrina masónica quedaría bien presente en la Carta de Jamaica, el Manifiesto de Cartagena o el Discurso de Angostura.

Simón Bolívar no pudo haber sido ateo porque fue masón... y el requisito sine qua non para optar a la iniciación masónica es creer en Dios o en un ser superior que los masones denominan Gran Arquitecto del Universo... no pudo ser iconoclasta porque jamás se dedicó a destruir imágenes. Además de que por su misma condición de masón. Vale decir: de mente universal y tradicionalista, mal podría irrespetar los valores de ninguna iglesia, ni de idea alguna concebida por los hombres. Fue católico en el verdadero sentido etimológico de la palabra: Universal, o sea que no permitía que nada ni nadie limitase su razón a simples creencias sin bases denominadas comúnmente dogmas, y no pudo haber abandonado enseguida a la masonería porque en la Academia de la Historia reposa un documento oficial que hace constar que Bolívar recibe su Segundo grado, para lo cual necesita haber permanecido algún tiempo dentro de la Orden, además de que extraoficialmente se dice que en Nueva York hay constancia de haber recibido grados superiores.
Pio Gil Nº19 Enero-Febrero 1995 Q.·. H.·. Federico Landaeta M.·. M.·. Resp.·. Log.·. Libertad Española Nº101.

Pese a ello, algunas corrientes de Revisionismo histórico, sobre todo referentes del Escepticismo Posmoderno (como Eloy Reveron García o José Antonio Ferrer Benimeli) y del nacionalismo conservador en los Países bolivarianos, mayormente Venezuela (como Germán Borregales), el Nacionalismo católico en los países del Cono Sur, mayormente Argentina (como Javier Olivera Rabassi, y el Nacionalcatolicismo en España (como Miguel de Unamuno, Francisco Franco o Ernesto Giménez Caballero) sugieren que Bolívar habría tenido una aversión a la Gran Logia debido a su fe católica, del que era un profundo devoto, y que lo que pasó entre 1804-1806 habría sido una etapa de inmadurez del personaje (pero que habría sido aprovechado por la «historiografía liberal oficialista», y sus detractores Hispanistas y nacionalistas peruanos de Bolívar, para desacreditar su fe y obras, o para apropiarse la masonería de su figura e ideario), y que tal influencia masónica habría sido deshecha con el pasar de los años de Bolívar, hasta llegar a la condena de la masonería en su etapa más antiliberal de sus últimos años de vida, apelándose firmemente al Decreto de Prohibición de Sociedades Secretas de 1828 como prueba definitiva de dicho desprecio final de Bolívar a la masonería, así como algunas cartas escritas a Francisco de Paula Santander en 1825, o extraídas por Luis Perú de Lacroix en el Diario de Bucaramanga.

Esto quiere decir que si nos descuidamos los cuervos nos comerán y si no vea Vd. lo del Dr. Pérez. Pero Vd. tiene la culpa, porque no los ha sabido tratar por las majaderías de masones, y por los ataques a sus principios por parte de algunos de los amigos de Vd. mismo. Conmigo siempre están bien, porque los lisonjeo, y los sujeto en los límites que me parecen justos. Maldito sean los masones y los tales filósofos charlatanes. Estos han de reunir los dos bellos partidos de cuervos blancos, con cuervos negros: al primero por quererlo humillar, y al segundo por quererlo ensalzar. Por los filósofos, masones y cuervos, no he de ir a Colombia. Por acá no hay nada de esto, y los que haya serán tratados como es justo.
Carta de Bolívar a Santander. Potosí, 21 de octubre de 1825.

Pocas ganas tenía el Libertador de irse a dormir y siguió conversando. Habló sobre la masonería, diciendo que también había tenido él la curiosidad de hacerse iniciar para ver de cerca lo que eran aquellos misterios, y que en París había sido recibido de Maestro, pero que aquel Grado le había bastado para juzgar lo ridículo de la tal antigua asociación: que en las Logias había hallado algunos hombres de mérito, bastante fanáticos, muchos embusteros y muchos más tontos burlados: que todos los masones parecen unos niños grandes, jugando con señas, morisquetas, palabras hebraicas, cintas y cordones: que sin embargo la política y los intrigantes pueden sacar algún partido de esa sociedad secreta, pero que en el estado de civilización de Colombia, de fanatismo y de preocupaciones religiosas en que están sus pueblos, no era político valerse de la masonería, porque para hacerse algunos partidarios en las logias se hubiera atraído el odio y la censura de toda la nación, movida entonces contra él por el clero y los frailes, que se hubieran valido de aquel pretexto: que por lo mismo poco podía hacerle ganar la masonería y mucho hacerle perder en la opinión. (...) «¿Es verdad que su excelencia fue masón?» Bolívar respondió: «Es verdad yo me inscribí en la masonería pensando que podía servirme para mis ideas por la independencia, pero pronto me salí de ahí porque encontré unos pocos ilusos, bastantes ignorantes y muchísimos necios que juegan con intereses que no conocen».
Luís Perú de Lacroix. Diario de Bucaramanga, día 11 de mayo de 1828 (Edición de Monseñor Nicolás E. Navarro, 1935)

Habiendo acreditado la experiencia tanto en Colombia como en otras naciones, que las sociedades secretas sirven para preparar los trastornos políticos, turbando la tranquilidad pública, y el orden establecido; que ocultando tras ellas todas sus operaciones con el velo del misterio, haciendo presumir fundamentalmente que no son buenas ni útiles a la sociedad, y por lo mismo excitan sospechas y alarmas a todos aquellos que ignoran los objetos de que se ocupan, oído el dictamen del Consejo de Ministros, DECRETA: 
Artículo 1.º Se prohíben en Colombia todas las asociaciones o confraternidades secretas, sea cual fuere la denominación de cada una.
Artículo 2.º Los gobernadores de las provincias, por sí y por medio de los jefes de la Policía de los Cantones, disolverán e impedirán las reuniones de las sociedades secretas, averiguando cuidadosamente si existen algunas en sus respectivas provincias.
Artículo 3.º Cualquiera que diera o arrendare su casa o local para una Sociedad Secreta incurrirá en la multa de 200 pesos, y cada uno de los que concurran, en la de 100 pesos por la primera vez y segunda vez; por la tercera y demás será doble la multa; los que no pudieren satisfacer la multa sufrirán por la primera y segunda vez dos meses de prisión; y por la tercera y demás, doble pena.
Parágrafo 1.º Las multas se destinan para gastos de policía, bajo la dirección de los gobernadores de provincia.
El Ministro Secretario de Estado del Despacho del Interior [José Manuel Restrepo] queda encargado de la ejecución de este Decreto dado en Bogotá a 8 de noviembre de 1828.
Simón Bolívar, Libertador Presidente de la República de Colombia. Decreto de prohibición contra las todas las Sociedades o Confraternidades secretas, sea cual fuere la denominación de cada una

Si bien es cierto que tras la Convención de Ocaña, Bolívar se ganó el rechazo de gran parte de la masonería liberal, sobre todo las logias mirandistas, que se volvieron partidarios de Santander (otro masón) por su oposición a la visión de Bolívar de que era peligroso imponer constituciones avanzadas a pueblos pobres e ignorantes (espantados de sus planes para desarrollar gobierno paternalista de transición con presidente vitalicio, en favor de imitar la constitución estadounidense, sin la experiencia política previa al lado de 3 siglos de monarquía), y que tras la Conspiración Septembrina (donde hubo una participación particular de 13 miembros de las logias, puesto que la institución en ese momento pasaba una crisis por múltiples divisiones como para haber tenido participación directa) Bolívar entró con serias fricciones contra múltiples miembros de la Masonería (que hacían parte de la oligarquía política de la Gran Colombia), lo cual conllevo a la larga la prohibición de las sociedades secretas y una decadencia de la masonería colombiana.
Este evento del decreto de prohibición no sugeriría que Bolívar haya hecho algún tipo de cruzada antimasónica con el fin de garantizar la estabilidad del gobierno (aquello sería una interpretación muy simplista), sino que, más bien, habría hecho una política de represión a grupos políticos conspiradores de la élite bogotana que se oponían al gobierno bolivariano y apoyaban a Santander a través de sociedades clandestinas (como la Sociedad Filológica de Bogotá o las Sociedades de Salud Pública), no haciéndose énfasis alguno a la masonería como tal, que ya de por sí era un grupo muy heterogéneo políticamente, en el que se encontraban partidarios tanto de Bolívar (mayormente masones liberal-conservadores de rito escocés) como de Santander (mayormente masones liberal-progresistas del rito yorkino), apuntándose a miembros de la particular Logia Fraternidad Bogotana (de la que Santander era Venerable Maestro) y no a toda la Orden Masónica en general: Ejemplo de masones que se mantuvieron leales a Bolívar son: Rafael Urdaneta, José María del Castillo Rada, José Manuel Restrepo Vélez, Estanislao Vergara Sanz de Santamaría, Nicolás Tanco, José María Córdova, Pedro Alcántara Herrán, Ortega, Joaquín París Ricaurte, Luis Perú de Lacroix, Tomás Cipriano de Mosquera, Joaquín Mosquera, Antonio José de Sucre, etc que integraban la cúpula militar del Consejo de Estado de Bolívar y son evidencia de un sector de la institucionalidad masónica condenaba los atentados antibolivarianos. Por lo tanto, este error de interpretación es producto de simplificación que se realiza al confundir toda sociedad secreta con las muchas sociedades patrióticas o políticas, o igualar a estas con las sociedades secretas masónicas, cuando la relación en este caso fue más accidental que esencial (pese a tener muchas ideologías en común), siendo así que historiadores masónicos como Mario Briceño Perozo afirman contundentemente que tal decreto no era una condena a la filosofía masónica, ni tampoco sería señal de un cambio ideológico en Bolívar, quien en realidad se mostró firme en sus convicciones y dolido por este evento, sin embargo, debido al contexto de que las sociedades secretas y las logias irregulares aglutinaron a facciones y/o partidos que competían por dominar el proceso organizativo de los estados modernos y liberales post-independencia en Latinoamérica, y la historiografía masónica se adjudicó a sí mismo la herencia de las sociedades partidarias del liberalismo más radical, ello generó que tal confusión se masificara en el imaginario popular. Además, el historiador Barboza de la Torre hace una acotación al respecto de la prohibición (con base en que muchos de los aliados más cercanos a Bolívar eran masones prominentes), debido a que estos masones bolivarianos podrían haberle implorado a Bolívar para que en sus decretos se hiciera una excepción a la Orden (o al menos a logias particulares de su interdicción), pero ninguna de estas hipotéticas súplicas se presentan en los registros históricos, ni tampoco hay muestras de que se desarrollara algún resentimiento (en los masones de la época) contra Bolívar por esas medidas (ni tampoco condenas de masonerías extranjeras), todo esto indicaría que tales medidas del gobierno de la Gran Colombia fueron impuestos con el conocimiento y la aquiescencia de la Masonería regional, lo cual se evidenciaría con el hecho de que el co-signatario del decreto (José Manuel Restrepo) era un destacado masón. También se acota el hecho de que hubo muchas garantías de perdón para los múltiples conspiradores masones que fueron procesados y condenados, siendo no solo una muestra de fraternidad, sino que una evidencia de que Bolívar no traicionó a la masonería (en tanto que aún podían practicar individualmente sus ritos), finalmente solo serían procesados 13 masones, para que solamente uno llegase a ser fusilado, el resto siendo perdonados de la pena de muerte y recibiendo el exilio político o el presidio.
Por otra parte, gran parte de sus quejas de Bolívar con ciertos masones, así como su mala opinión de las logias en algunos arrebatos de mal humor, se deben a contextos donde estaba muy impaciente por el hecho de que muchos de sus oficiales y ministros pasaran tiempo realizando sus ritos masónicos cuando Bolívar necesitaba con urgencia su presencia militar o participación política, en vez de que perdieran el tiempo en charlatanerías (ejemplo de ello es un incidente con Antonio Valero de Bernabé). Sin embargo, tales comentarios no anulan su membresía ni su simpatía a la cosmovisión filosófica de las logias (muy influyente en sus políticas), solo al comportamiento de sus miembros más interesados a practicar una vida contemplativa que una vida activa (y la aprobación de la jerarquía masónica más esotérica a tales modos de vida algo apolíticos). También por el hecho de que no siempre se encontraba individuos de mérito en las logias, pero siendo más conflictos contra masones particulares que a las logias en si, siendo aquello expresado en su carta a Santander en 1825 donde maldice a los masones, que en realidad era una advertencia de Bolívar, al expresar que estaba abiertamente consciente (debido a que Sucre se lo notifico) de la conspiración que intentaban hacer algunos hermanos de la Logia de Bogotá que eran disidentes a su gobierno, siendo más un insulto directo a Santander y sus aliados que a toda la masonería. Ante ello, el escritor y hermano masón, Oscar Aguirre Gómez, sugiere que se debe hacer una distinción entre la relación de Bolívar con el pensamiento masónico, por un lado, y, por el otro lado, su relación con los Masones de su época, que son historias distintas.
Además, la actividad masónica de Bolívar no habría acabado tras salir de su estancia en Europa en 1806, si bien, es cierto que ya no sería con la misma intensidad, igualmente se puede evidenciar que su espíritu filosófico tenía un gran uso del Misticismo masónico, vislumbrado en frases donde el Libertador decía: «Moral y luces son nuestras primeras necesidades». Aunque no se ha encontrado archivos que hayan registrado su actividad masónica en América del Sur, ciertamente estaba consciente de que muchos de sus camaradas (como los comerciantes ingleses de Jamaica: los hermanos Hyslop, Maxwell y Wellwood) y amigos más íntimos (como el general Antonio Valero o su edecán Luis Perú de Lacroix) eran masones. También se tiene sospechas que su reunión de Bolívar con el realista Pablo Morillo (un masón), en el Armisticio de Trujillo, en el año 1820, fue facilitado por medio de las logias masónicas, tales sospechas se intensifican por la forma en la que se saludaron (donde habrían metamensajes de origen masónico al ser a través de un abrazo), así como por el hecho de que acordaron erigir una pirámide (algo muy inusual en la arquitectura colonial), lo que, por el simbolismo que estas tienen en la masonería (y su fascinación a la espiritualidad egipcia), podría haber tenido el fin de conmemorar lo que fue un encuentro masón y puesta en práctica del ideal de libertad y fraternidad universal, reforzado por la conmemoración que hizo Bolívar en el Correo del Orinoco a la defensa de la «libertad» de ambos ejércitos, así como en una carta a Morillo donde expresa que la unión de ambos generales era una mutación «universal» que trascendía lo tangible. Dichas sospechas son reforzadas por las palabras del coronel realista Vicente Bausá, que menciona las referencias al ideal de fraternidad de la masonería: «Morillo y Bolívar comieron juntos todo el día y juraron una fraternidad y filantropía interminable» Tales sospechas por la influencia de la simbología y ocultismo masónico se intensifican por el hecho de que la Batalla de Carabobo habría acontecido el 24 de junio de 1821, con un mensaje subliminal de conmemorar la fundación de la Gran Logia de Inglaterra el 24 de junio de 1717.

El General Morillo propuso que se levantase una pirámide en el lugar donde él me recibió y nos abrazamos, que fuese un monumento para recordar el primer día de la amistad de españoles y colombianos, la cual se respetase eternamente; ha destinado un oficial de ingenieros y yo debo mandar otro para que sigan la obra. Nosotros mismos la comenzamos poniendo la primera piedra que servirá en su base
Carta de Bolívar a Santander del 29 de Noviembre de 1820

Parece que una mutación universal se ha hecho en nuestras sensaciones para verlo todo bajo el aspecto más lisonjero. Por mi parte, confieso que mi corazón se ha mudado con respecto a mis nuevos amigos. No hay momento que no recuerde algunas ideas, alguna sensación agradable originada de nuestra entrevista (...) Con mucha satisfacción he recibido, mi estimado amigo, las primeras letras confidenciales y amistosas que usted se ha servido dirigirme con el amable teniente Arjona (…) Bien merece este monumento sea tallado sobre una mole de diamante y esmaltado con jacintos y rubíes, pero está construido en nuestros corazones
Carta de Bolívar a Morillo del 30 de noviembre de 1820

A la heroica firmeza de los combatientes de uno y otro ejército los felicito por: su constancia, sufrimiento y valor sin ejemplo. A los hombres dignos, que a través de males horrorosos sostienen y defienden su libertad. A los que han muerto gloriosamente en defensa de su patria o de su gobierno. A los heridos de ambos ejércitos, que han manifestado su intrepidez, su dignidad y su carácter… Pero con la misma intensidad declaro odio eterno a los que deseen sangre y la derramen injustamente
Nota de Bolívar en el Correo del Orinoco, Nº 91, del 30 de diciembre de 1820

Además, la reunión entre Bolívar y José de San Martín, en la Entrevista de Guayaquil, también podría ser otra muestra de que el Libertador venezolano seguía haciendo ostentación de su filiación masónica cuando le generaba utilidades, en este caso, de facilitar la reunión con el Libertador argentino y Protector del Perú, otro hermano masón, para co-ordinar la Guerra de Independencia del Perú y los destinos sudamericanos. Estas sospechas son reforzadas por el hecho de que no fue una visita de carácter oficial con las formalidades diplomáticas debidas, sino que fue una simple reunión entre amistades, pero con un profundo carácter de confidencialidad y secretismo (algo típico en las convenciones masónicas), sin embargo, el hecho de que ambos apenas tuvieran un contacto personal previo (salvo, irónicamente, desencuentros y rivalidades por la cuestión de Guayaquil y el debate entre monarquía y república), pero hayan tenido una actitud fraterna con abrazos y otra clase de gestos, intensificarían las sospechas. Historiadores como Pérez Amuchástegui y Ricardo Font Ezcurra afirmarían posturas radicales de que ambos pertenecían a la misma logia (pese a que San Martín era yorkino, pero Bolívar escocés) o que la decisión de la retirada de San Martín del Perú en gran medida fue una orden de la masonería (pese a que la injerencia masónica no implica que hubo imposición de decisiones masónicas, la cual oficialmente se considera apolítica). Sin embargo, historiadores masónicos, como Ángel Jorge Clavero (gran maestre de la Gran logia de argentina) y  Javier Agüero Vega (miembro de la Gran Logia Mixta de San Juan - Oriente del Perú) afirmarían que los preparativos de la reunión fueron dados a la Logia Estrella de Guayaquil, en donde San Martín era mencionado como «hermano Inaco» y donde ambos tenía una gran fama en la masonería regional por haber llegado a grados altos para dicho año. Pese a la posibilidad de exageraciones sobre la participación masónica, de todos modos los masones ecuatorianos, por tradición, actualmente conmemoran el encuentro entre ambos libertadores.
Así, Bolívar, por la manera de pensar, redactar y praxis de sus acciones, era indiscutiblemente masón y simpatizante de aquella. Aquello se evidenciaría aún más en una carta de Bolívar de 1829 (en su etapa más tradicionalista).

Por lo mismo debemos ser generosos con las señoras, pero sealo Ud. espontáneamente. Castillo no se ha interesado por ella ni aún indirectamente, por lo mismo debemos ser generosos: basta de dureza con la Mª.
Carta de Bolívar al General Mariano Montilla (masón) del 5 de Febrero de 1829, durante la guerra grancolombo-peruana

La palabra «señoras» tiene un simbolismo oculto para referirse a «ella», ósea, la «Mª» (que es un acrónimo que se usa para hacer referencia a la masonería). Todo esto indica con total certeza que, con el fin de lograr obtener el apoyo de las logias masónicas en la Guerra grancolombo-peruana, Bolívar mostraba un deseo de suavizar el trato que el gobierno andaba teniendo con la masonería (luego del revés del decreto de prohibición de 1828, donde se dio la «dureza»), y así volver a estar en términos más fraternos y «generosos» con las logias, ahora que ya no aparentaban ser un problema político.
Por último, también se sabe que ha habido una edición «acrisolada» del Diario de Bucaramanga, del año 1935 (98 años después del fallecimiento de La-Croix), hecha por el monseñor Nicolás E. Navarro, deán del archivo del cabildo eclesiástico de Caracas entre 1913 y 1960, (un declarado enemigo de la Masonería, lo cual sugiere mucho sesgo antimasónico), el cual contiene múltiples omisiones, recortes y enmendaduras con respecto a las ediciones anteriores, así como evidenciar un intento infructuoso de querer demostrar desesperadamente la influencia de la espiritualidad y tradición católica en el Libertador, así como presentar una versión deformada de los hechos y las circunstancias de las Independencias para que se ajusten arbitrariamente a la Doctrina social de la Iglesia y sus condenas al liberalismo. A juicio del consenso de los historiadores, el diario en su versión más reciente sería un documento que muy probablemente contiene citas apócrifas que no corresponden con la realidad histórica, los cuales habrían sido agregados para tergiversar la obra de Bolívar y ajustarla al discurso nacional-católico (con su expreso apoyo a la literatura antimasónica en Latinoamérica). Ante ello, las declaraciones de Bolívar sobre la masonería, que se presentan en el Diario, se deben revisar con muchas reservas, puesto que no parecen adecuarse del todo con su forma de redactar, ni en su forma de enfocar los hechos de su gesta, ni tampoco a gran parte de sus sentimientos que tenía con respecto a la universalidad del conocimiento (influenciado por la gnosis masónica), en contraste con la obra de su otro edecán, O´Leary, que nos presenta una verdad muy diferente, en el que si se dan múltiples elogios y reconocimientos a los masones. Pese a ello, la referencia de su recepción de grado de Maestro en Francia serían pruebas documentales que confirman el hecho que Bolívar indiscutiblemente fue un iniciado masón en la logia de París, incluso para quienes son escépticos de la importancia de la participación masónica en las guerras de independencia. Aun así, el diario de Bucaramanga paso por múltiples modificaciones, incluso por el mismo Perú de la Croix, que hace que sea un documento de valor poco riguroso y hasta el mismo monseñor Nicolás E. Navarro admite que se distorsiona la verdad que pudo aparecer por boca del libertador, debido a que se tuvo que esperar 33 años, después del suicidio de Lacroix en 1837, para que apareciera la primera versión del Diario, junto a escritos atribuidos a Lacroix 42 años después de su muerte.

Conclusiones:

1. Bolívar fue incuestionablemente un Maestro Masón regular, iniciado, aprobado y criado en una logia escocesa de París a fines de 1805.
2. Puede o no haberse unido a una logia mirandista irregular, pero probablemente no lo hizo, aunque es posible que haya visitado uno en Cádiz, en 1803, si es que lo hizo.
3. Puede o no haber tomado algunos de los grados más altos en su logia escocesa, pero lo más probable es que no lo haya hecho.
4. Nunca se convirtió en miembro de la Orden de los Caballeros Templarios.
5. Ingresó a la Francmasonería sin mucho entusiasmo y nunca fue un gran masón aunque siguió siendo consciente de la Orden y la respetó como tal.
6. Hizo uso de la masonería cuando servía a sus fines, pero no vaciló en censurar a los que descuidaban sus deberes para con ella [la masonería], ni en suprimirla cuando representaba un posible peligro para sus planes.
7. Apreció que la Masonería tendía a forjar un vínculo especial entre sus miembros y ocasionalmente participaba de su calor.

8. Fue nombrado masón de grado 33 pero probablemente no fue consultado antes ni hizo uso de la distinción después.
Frederick Seal-Coon

### Origen étnico
En la historiografía venezolana ha existido cierto debate sobre la posibilidad de que Simón Bolívar tuviera ancestros negros e indios, este debate se centra en torno al conocido «nudo de la Marín». La familia Bolívar Palacios trató de conseguir un título nobiliario por parte de la Corona española, sin embargo, esto fue imposible debido a que una de sus antepasadas, Josefa Marín de Narváez era hija natural, lo que impedía demostrar la limpieza de sangre para acceder al título.Feliciano Palacios y Sojo, el abuelo materno de los Bolívar Palacios, en una carta dirigida a Esteban Palacios, el tío de Bolívar, calificó al asunto como un nudo que en genealogía es una ascendencia difícil de determinar.
Entre 1667 y 1668 un capitán caraqueño acaudalado llamado Francisco Marín de Narváez procrearía con una mujer desconocida una hija natural llamada Josefa Marín de Narváez, bisabuela de Simón Bolívar.El capitán Marín de Narváez murió soltero y en su testamento nombró como heredera a Josefa, pero no reveló el nombre de su madre para no dañar su reputación, lo que llevó a algunos autores a especular que la madre pudo haber sido una negra o india al servicio de Marín de Narváez. Pero otros autores, como Vicente Lecuna, han contrarrestado esta opinión, ya que la hija fue bautizada y se registró en el Libro de Blancos de la Catedral de Caracas. Sin embargo, según el escritor Salvador de Madariaga, quien insinuó la posibilidad del Bolívar mestizo, los ricos de la época poseían los medios para bautizar a un pardo como blanco o para trasladar a un niño registrado en el libro de los de color al de los blancos.
Según un libro sobre la genealogía de Bolívar escrito en 2010 por el historiador Antonio Herrera-Vaillant la tatarabuela desconocida de Bolívar fue María Martínez de Cerrada hija de un encomendero de Guarenas. Esta hipótesis se sostiene en un análisis hecho por Herrera-Vaillant del testamento del capitán Marín de Narváez en donde se le dejaría un legado económico a Martínez de Cerrada.
Según Herrera-Vaillant, Bolívar mayormente tenía sangre europea, sin embargo, también tenía antepasados negros e indios. La sangre africana vendría de antepasados canarios, mientras que la india procedería de su tatarabuela María Martínez de Cerrada quien no era india ni negra, pero entre sus antepasados corría sangre india.
El tema del probable origen mestizo del libertador fue usado por algunos de sus críticos contemporáneos para atacarlo, en una sociedad de la época con profundas discriminaciones y donde ser mestizo era mal visto, Bolívar fue llamado como el «zambo Bolívar» y se hacía referencia a su pelo ensortijado. Incluso en 1830 su maestro Simón Rodríguez lo defendió de estas acusaciones del «populacho» que lo calificaban como zambo.
El uso de un Bolívar mestizo ha sido puesto en práctica por diversos autores y políticos para lograr acercar su figura a las masas, mientras que otros han tratado de purificar su imagen negando cualquier rastro de sangre no blanca. El escritor Rufino Blanco Fombona criticó a los que buscaban minimizar la herencia española del Libertador y expresó «(...) No me extrañaría que cualquier día apareciese un descendiente de esclavos negros, reivindicándolo para la raza etiópica; y considerándolo como un boxeador». Mientras que el escritor Gabriel García Márquez llegó a afirmar que Bolívar tenía sangre africana y que fue blanqueado por los pintores de la época.
En 2006 la empresa estatal venezolana PDVSA financió por casi un millón de dólares la construcción de una figura de Bolívar de 13 metros de alto para ser expuesta en los carnavales de Río de Janeiro. La figura presentaba rasgos faciales mestizos y una simbología que algunos asociaron a un «Bolívar gay». Este suceso generó una fuerte crítica de un sector de la opinión pública y de algunos miembros de la Academia Nacional de Historia de Venezuela, ya que lo consideraron una falta de respeto.

El 5 de marzo de 2006 el militar Hugo Chávez en su programa televisivo Alo Presidente respondería a las críticas de la siguiente forma
A Bolívar la oligarquía venezolana lo convirtió en blanco. Yo no tengo nada contra los blancos… pero Bolívar, no era blanco. Es más, dicen que nació en Capaya… Bolívar nació entre los negros. Bolívar tenía el pelo rizado. Bolívar era más negro que blanco. No tenía los ojos verdes. Y ustedes ven retratos de Bolívar con los ojos verdes, el pelo amarillento y la cara blanca. Bolívar era chiquito y lo ponen grandote. No, Bolívar era chiquitico, con la voz chillona y era zambo.
Bajo el gobierno de Chávez, el 16 de julio de 2010 se exhumaron los restos de Bolívar para determinar un posible envenenamiento, tras la exhumación se realizó una reconstrucción facial de tres dimensiones de un rostro con rasgos mestizos, el cual según algunos críticos del gobierno poseía similitudes a Chávez. El nuevo rostro sustituyó a la mayoría de retratos clásicos usados en edificaciones públicas y en la moneda local, el Bolívar.

### Distorsión histórica de Simón Bolívar en el chavismo
La manipulación de imágenes de figuras históricas como herramientas de influencia política es un fenómeno bien documentado en la historia universal, y Venezuela no es la excepción. A más de dos siglos de la independencia del país suramericano, se cuestiona cómo el chavismo ha distorsionado la imagen de Simón Bolívar para sus propósitos políticos. El historiador venezolano Elías Pino Iturrieta, en su entrevista con DIARIO LAS AMÉRICAS, critica los extremos a los que el chavismo ha llevado la explotación de la imagen del Libertador, aunque señala que no son insólitos en comparación con otras épocas. Refiere a los usos excesivos de la imagen de Bolívar durante los gobiernos de Antonio Guzmán Blanco y Juan Vicente Gómez en el siglo XX, y describe la situación actual como una analogía que favorece a los líderes contemporáneos.

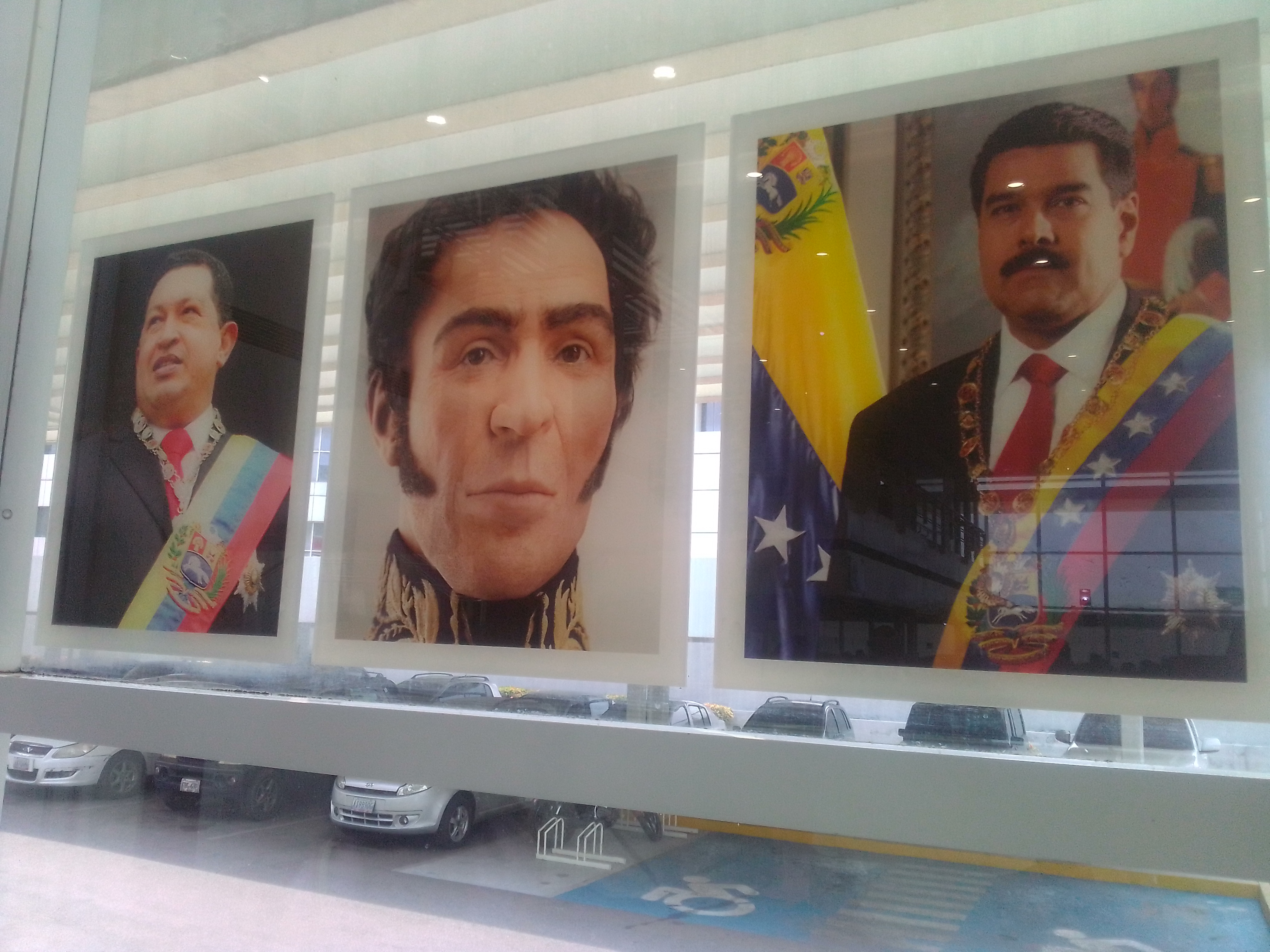
Retratos de Hugo Chávez, Simón Bolívar y Nicolás Maduro.

Pino Iturrieta destaca que el culto a la personalidad en el oficialismo venezolano es similar al del pasado, pero con más recursos y tecnología, lo que lo convierte en un fenómeno excepcional por su capacidad de penetración. El Gobierno de Nicolás Maduro, según él, se apoya cada vez más en la historia por sus notables carencias de ideas, comparando las batallas y gestas actuales con eventos históricos significativos.Roberto Briceño León, sociólogo y profesor de la Universidad Central de Venezuela, en otra entrevista, enfatiza el daño hecho a la imagen de Bolívar por el Gobierno, especialmente con la «reconstrucción digital» de su rostro en 2012, que presentó una imagen muy diferente de la historia conocida. Critica esta representación por atribuirle rasgos negroides o indígenas sin evidencia histórica, considerándolo un intento de fomentar el racismo y la división de clases.
Briceño León también menciona la distinción en la manipulación de la historia venezolana comparada con otros países, donde en Venezuela se usa para beneficiar a un partido político en lugar del país. Critica la tergiversación de la imagen de Bolívar, su color de piel, y la presentación de un carácter marxista y antimperialista que no existió en su tiempo.Por último, señala que los esfuerzos del chavismo por asociar a Hugo Chávez con figuras históricas como Jesucristo, el Che Guevara y Bolívar, para transferir características de revolucionario, idealista, protector y amoroso, no han logrado los resultados esperados, y en vez de fortalecer la imagen de su sucesor, han tenido el efecto contrario.

### Honores
Simón Bolívar ha sido honrado muchas veces y es uno de los personajes históricos no religiosos con mayor cantidad de monumentos, estatuas y bustos en el mundo entero; entre ellas 112 plazas Bolívar en el mundo, sin contar los innumerables bustos.
- En Bogotá el 20 de julio de 1847 se renombró la antigua plaza mayor como plaza de Bolívar en su honor. En el centro de esta plaza se erige desde mediados del siglo XIX la primera estatua de cuerpo entero, esculpida en 1844 por Pietro Tenerani. Las plazas principales de todas las poblaciones de Colombia han sido bautizadas con este nombre. Un departamento de la Costa Caribe también recibe el nombre de Bolívar.
- En Venezuela casi todas las capitales de los municipios tienen una plaza Bolívar, existen parques, monumentos, poblaciones y municipios con su nombre, además tiene su nombre el estado más grande de Venezuela, al sureste del mismo país. Todos los países sudamericanos independizados de España tienen importantes departamentos, sitios, plazas, calles o monumentos dedicados a Bolívar.
- En la ciudad de Panamá se erige un monumento en su honor situado en una plaza que lleva el nombre de Plaza Bolívar. A un costado de esta plaza se ubica el Palacio Bolívar, sede de la cancillería de la República de Panamá. Dentro del edificio se encuentra el «Salón Anfictiónico» en donde se celebrara el Congreso de Panamá, en este salón reposa una espada de Bolívar.
- La principal avenida de Barranquilla, Colombia, se llama paseo de Bolívar desde 1937. En su remate norte se encuentra una plaza con la estatua ecuestre de Bolívar. Un populoso barrio fundado en 1958 también lleva el nombre de Simón Bolívar.
- En Socha, Colombia, se encuentra un busto de Bolívar, conmemorando la Ruta de los Libertadores.
- En Argentina se fundó en su honor la ciudad de San Carlos de Bolívar, cabecera del Partido de Bolívar en la Provincia de Buenos Aires. En la Ciudad de Buenos Aires, en el centro del parque Rivadavia se alza un monumento que lleva su nombre, realizado por el escultor José Fioravanti, inaugurado el 28 de octubre de 1942;  la escultura está formada por un arco de líneas rectas de 11 metros de altura y 22 metros de ancho, con una inscripción que dice: «A Simón Bolívar, la Nación Argentina» acompañada de cuatro bajorrelieves y, en el centro de la escultura, una estatua del Libertador. Además, en la misma ciudad de Buenos Aires, hay una calle, frente a la Plaza de Mayo, y una estación de subterráneos que llevan su nombre.
- En Ecuador hay una provincia designada con su nombre en la región Interandina. Existen dos cantones de nombre Bolívar en el país (en las provincias de Manabí y Carchi) y uno llamado Simón Bolívar en la Provincia del Guayas. En la ciudad de Guayaquil, la avenida que se encuentra a orillas del río Guayas se llama Malecón Simón Bolívar. En la misma ciudad, el parque Seminario (también conocido como parque Bolívar y coloquialmente como parque de las Iguanas) presenta en su centro un monumento en su honor. En la ciudad de Quito, se fundó en 1940 el Colegio Simón Bolívar.[194]
- En París existe la estación de metro Estación de Bolívar. Su estatua ecuestre se encuentra situada a un lado del puente Alejandro III, en un lugar privilegiado de la ciudad.
- En Santiago de Chile existe la estación de  metro estación Simón Bolívar, en línea 4. En la Avenida Libertador Bernardo O'Higgins, en el centro de Santiago se ubica una estatua ecuestre[195] de unos 8,5 metros de altura, en la Plaza Bolívar.
- En Bruselas, el bulevar Simón Bolívar (Simon Bolivarlaan) comienza en la entrada de la Estación de trenes del Norte. Un busto de Bolívar ha sido instalado en 2011.
- En diversas ciudades a través del mundo se encuentran nombres de calles y avenidas como la avenida Simón Bolívar de París, la calle Simón Bolívar de Berlín, Bremen y Leipzig, la calle Simón Bolívar de Ankara, la calle Simón Bolívar de Utrecht, la calle Simón Bolívar de Windhoek, la plaza Simón Bolívar de El Cairo, la avenida Simón Bolívar de Nueva Orleans, el bulevar Simón Bolívar de Teherán entre otras.
- En Santa Cruz de Tenerife, ciudad que se encuentra hermanada con Caracas desde 1981[196] por los vínculos históricos entre las Islas Canarias y Venezuela, se encuentra un busto de Bolívar en la calle Benito Pérez Armas, al final de la avenida Venezuela. También en la isla de Tenerife existen otros dos bustos, uno en San Cristóbal de La Laguna y otro en Garachico, localidad esta última de donde procedían parte de sus antepasados.[197]
- En Cádiz, España, se erige un monumento a Simón Bolívar, obsequio de Venezuela a la ciudad de Cádiz. Enfrente de la misma se encuentra el Aulario Simón Bolívar de la Universidad de Cádiz.
- En el parque del Oeste de Madrid está el Monumento a Simón Bolívar.
- En el paseo Marítimo de la Barceloneta, en Barcelona, España, existe una estatua de Simón Bolívar inaugurada en 1996 durante el gobierno de Rafael Caldera, y elaborada por el escultor Julio Maragall.
- En Sevilla, España, se encuentra el Monumento a Simón Bolívar.
- A partir del 30 de diciembre de 1999 el nombre oficial de Venezuela, República de Venezuela, cambió a «República Bolivariana de Venezuela» en honor a Bolívar.
- En Perú diversas provincias llevan su nombre, instituciones, escuelas, calles, etc. Asimismo la plaza del Congreso (antigua plaza de la Inquisición en Lima) tiene un monumento a Bolívar. La casa en donde vivió en el distrito de Pueblo Libre es un museo. Sin embargo, en vista de los resultados de sus acciones, en ese país es un personaje polémico, que ha dividido a los historiadores, habiendo diversa literatura al respecto.[198]
- Aeropuertos, ferrocarriles, metros y estaciones del mismo, al igual que numerosas escuelas y universidades públicas en América Latina llevan su nombre.
- En México, en el estado de Durango, existe la municipalidad que lleva el nombre General Simón Bolívar. El municipio de General Simón Bolívar colinda con el municipio que lleva el nombre del primer presidente mexicano (oriundo de Durango) Guadalupe Victoria, quien enviara dinero a Bolívar para la independencia del Perú.
- Ciudad Bolívar, capital del estado más grande de Venezuela, el estado Bolívar.
- La unidad monetaria de Venezuela tiene su nombre, «bolívar».
- Documentos suyos guardados en museos de todo el mundo, sobre sus pensamientos y su entorno. La mayoría se exhiben en la región latinoamericana, principalmente en los países donde fue protagonista de la lucha independentista.
- Una de las universidades más importantes de Venezuela es la Universidad Simón Bolívar, que ofrece carreras de pregrado científicas y tecnológicas, así como estudios de postgrado en diversas áreas como música, ciencias políticas, filosofía, además del área de ciencia y tecnología.
- En Bogotá, una de las 20 localidades se llama Ciudad Bolívar, el parque más grande de la ciudad es el Parque Metropolitano Simón Bolívar, que tiene unidades deportivas, lago, ciclo-rutas, biblioteca, museo, centro de alto rendimiento deportivo, estadio de atletismo, coliseo, plaza de eventos para 100.000 personas.
- En Colombia la moneda oficial es el peso colombiano. Simón Bolívar es la imagen de las monedas de 1 y 2 pesos y de la moneda de 20 pesos. Asimismo, es la imagen de los billetes de 1000 pesos (los azules: 1982-1994) y de 2000 pesos (ocre, 1983-1994).
- En Uruguay, se le ha dado homenajes en los departamentos de Montevideo y de Canelones. En Montevideo, hay una estatua en la Rambla, al igual que un barrio y algunos bustos. En Canelones, hay un busto en la Avenida de las Américas (Ciudad de la Costa), y  la localidad Bolívar.
- En República Dominicana, una de las principales avenidas de la ciudad de Santo Domingo lleva su nombre; la misma se encuentra ubicada al suroeste de la ciudad, y en ella se encuentran numerosos locales y edificios de importancia, así como casas nacionales de diferentes partidos del país. En la intersección de esta con la avenida Máximo Gómez, se encuentra ubicada la Plaza Simón Bolívar de Santo Domingo, inaugurada el 6 de noviembre de 2004 con la asistencia de los presidentes Leonel Fernández y Hugo Chávez.
- En Nicaragua, una de las principales avenidas de la capital Managua lleva el nombre de Bolívar en su honor.
- En Costa Rica, se encuentra un monumento en el parque Morazán. El parque zoológico y jardín botánico nacional ubicado también en la capital lleva su nombre.
- Se bautizó al certamen de fútbol más importante de América, Copa Libertadores de América, en honor a los héroes de la historia sudamericana: Bolívar, Bernardo O'Higgins, José de San Martín, Pedro I, entre otros.
- En el barrio Normandía de Bogotá existe el Colegio Militar «Simón Bolívar», fundado en 1977, bajo los ideales de Bolívar. En su campo de paradas se erige un monumento a Simón Bolívar. Además, esta institución le rinde homenaje en la Plaza de Bolívar todos los 24 de julio, natalicio de Bolívar.
- En Lisboa, Portugal, se encuentra una estatua en su honor, en una de las principales avenidas de la ciudad, avenida da Liberdade.
- En la ciudad de Nueva York, Estados Unidos, se encuentra una estatua ecuestre en su honor, en una de las entradas de Central Park, específicamente en el cruce de la 6.ª avenida con la calle 57. La base está adornada por los escudos de armas de Venezuela, Colombia, Panamá, Ecuador, Perú y Bolivia.
- En un concurso de la BBC Mundo resultaron elegidos Rubén Darío y Simón Bolívar como «Personaje del Milenio».[199]
- En La Habana - (Cuba) en la Plaza Venezuela, se encuentra una estatua ecuestre fundida en bronce, réplica de la que existe en Caracas.[200] Se ubica en la Ave. Los Presidentes entre las calles 13 y 15, en el barrio El Vedado. En La Habana Vieja desde el año 1993 se destaca el Museo Casa Simón Bolívar, en la calle Mercaderes, entre Obrapía y Lamparilla. Precisamente en la calle Mercaderes, a pocos metros se encuentra el parque Simón Bolívar, con su distintiva escultura alegórica al mártir que le da nombre.[201]
- En Austria, en la ciudad de Viena, en el parque Donaupark se ubica una estatua de Simón Bolívar, del escultor Hugo Daini.[202]
- En Reino Unido, en la ciudad de Londres, se encuentra emplazada en la esquina sudeste de Belgrave Square una estatua. La escultura es obra de Hugo Daini.[203][204][205][206]

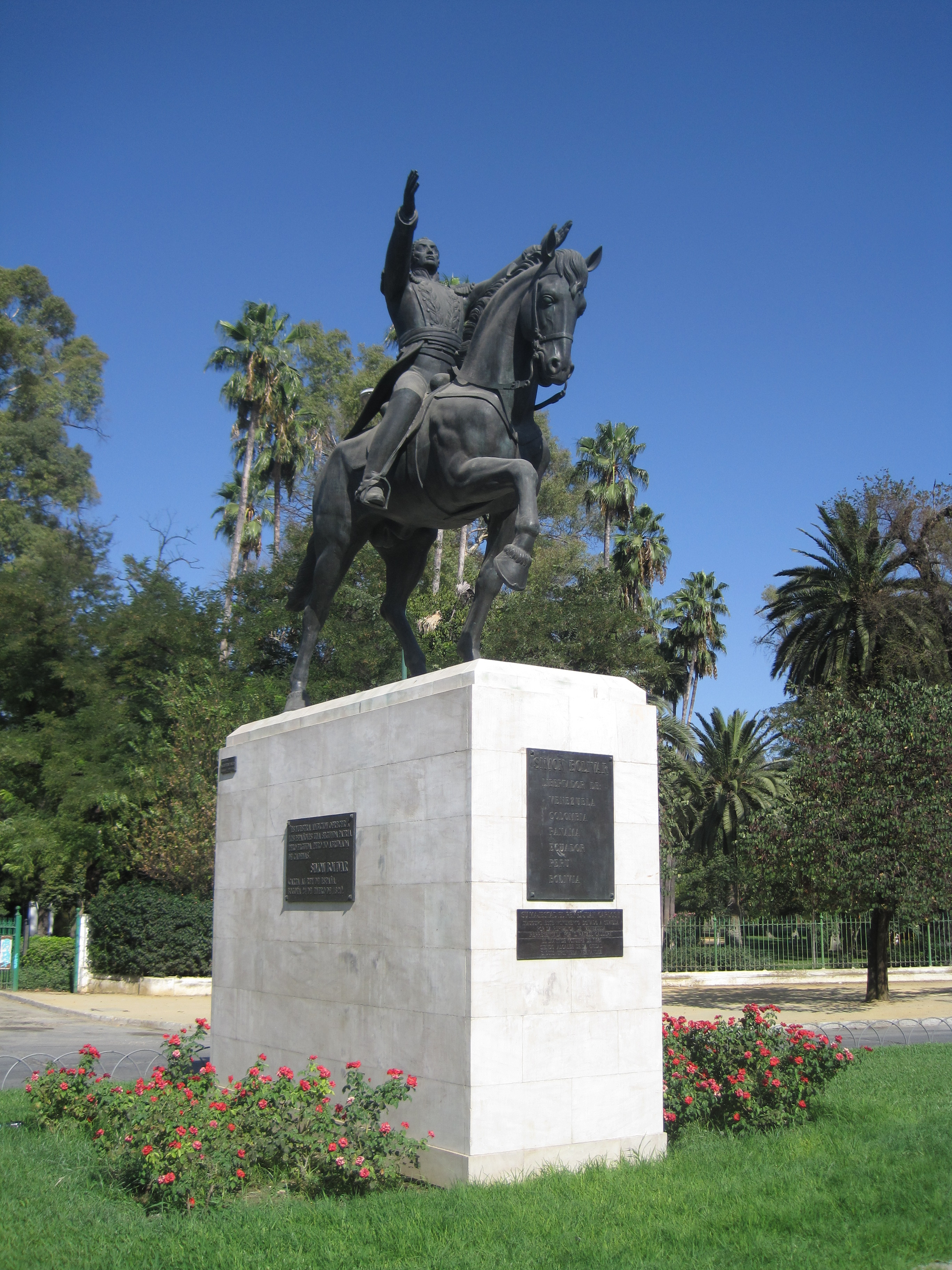
Monumento a Bolívar en Sevilla.
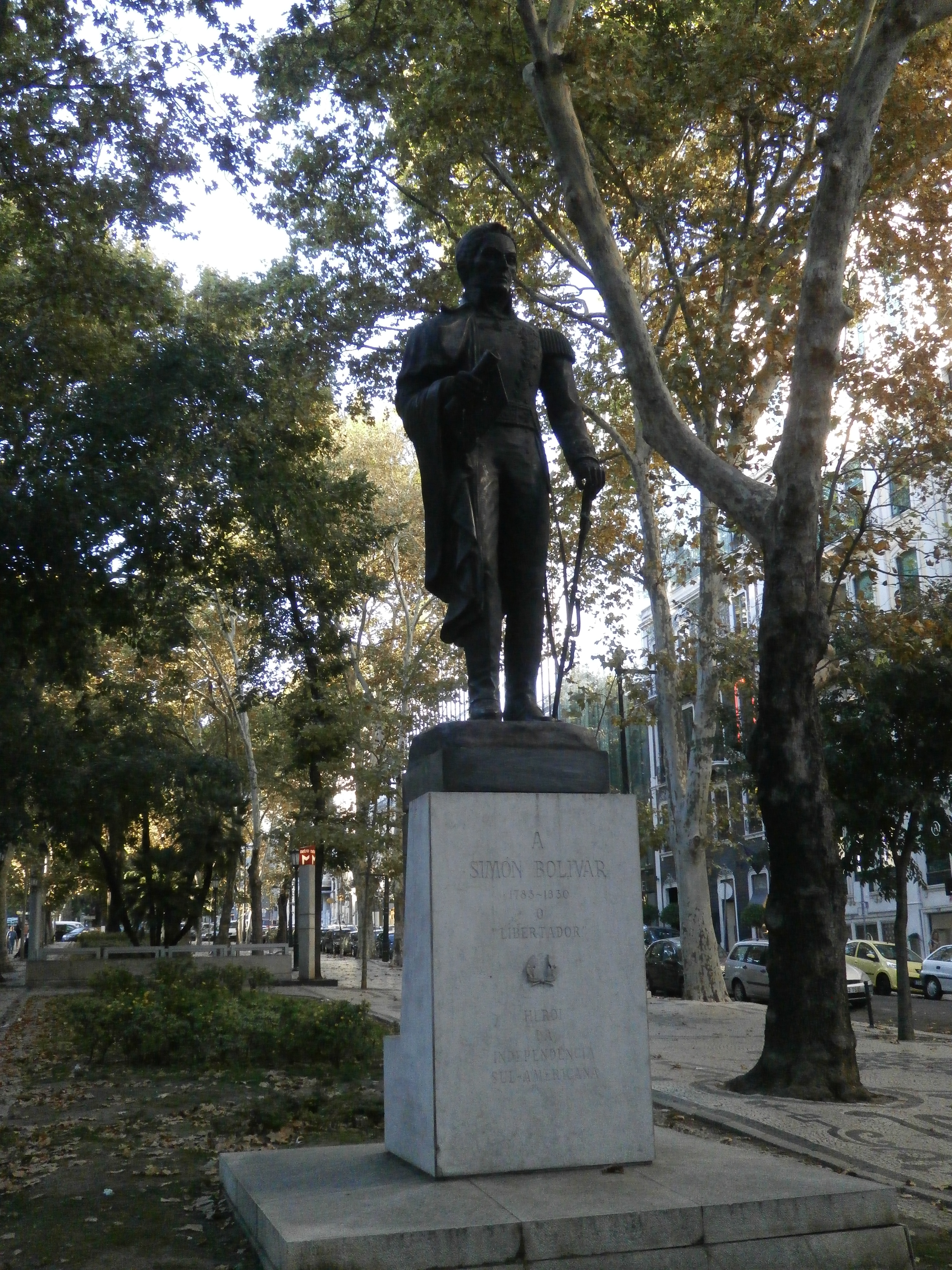
Estatua de Bolívar en Lisboa, Portugal.
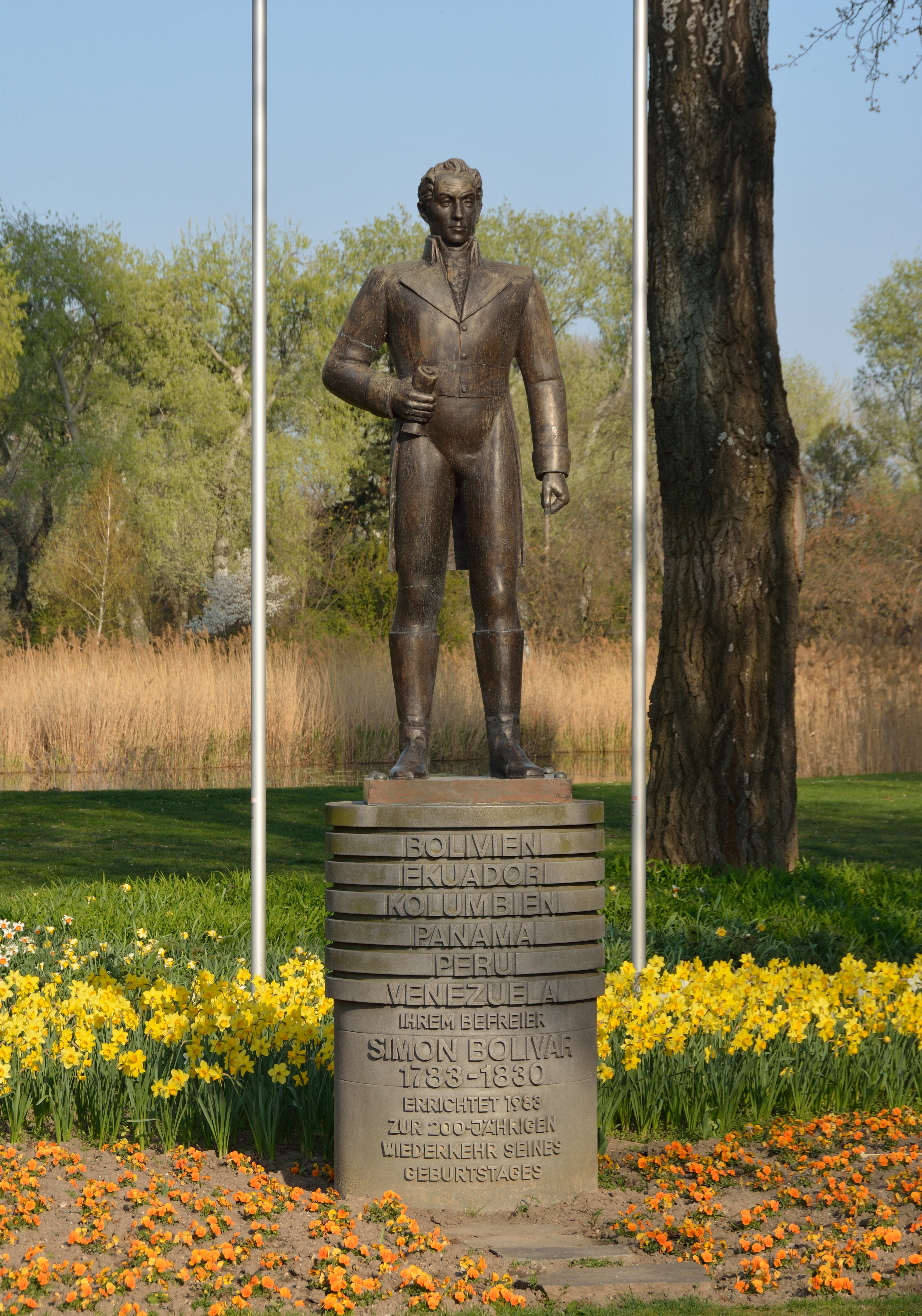
Estatua de Simón Bolívar, Viena (Austria).
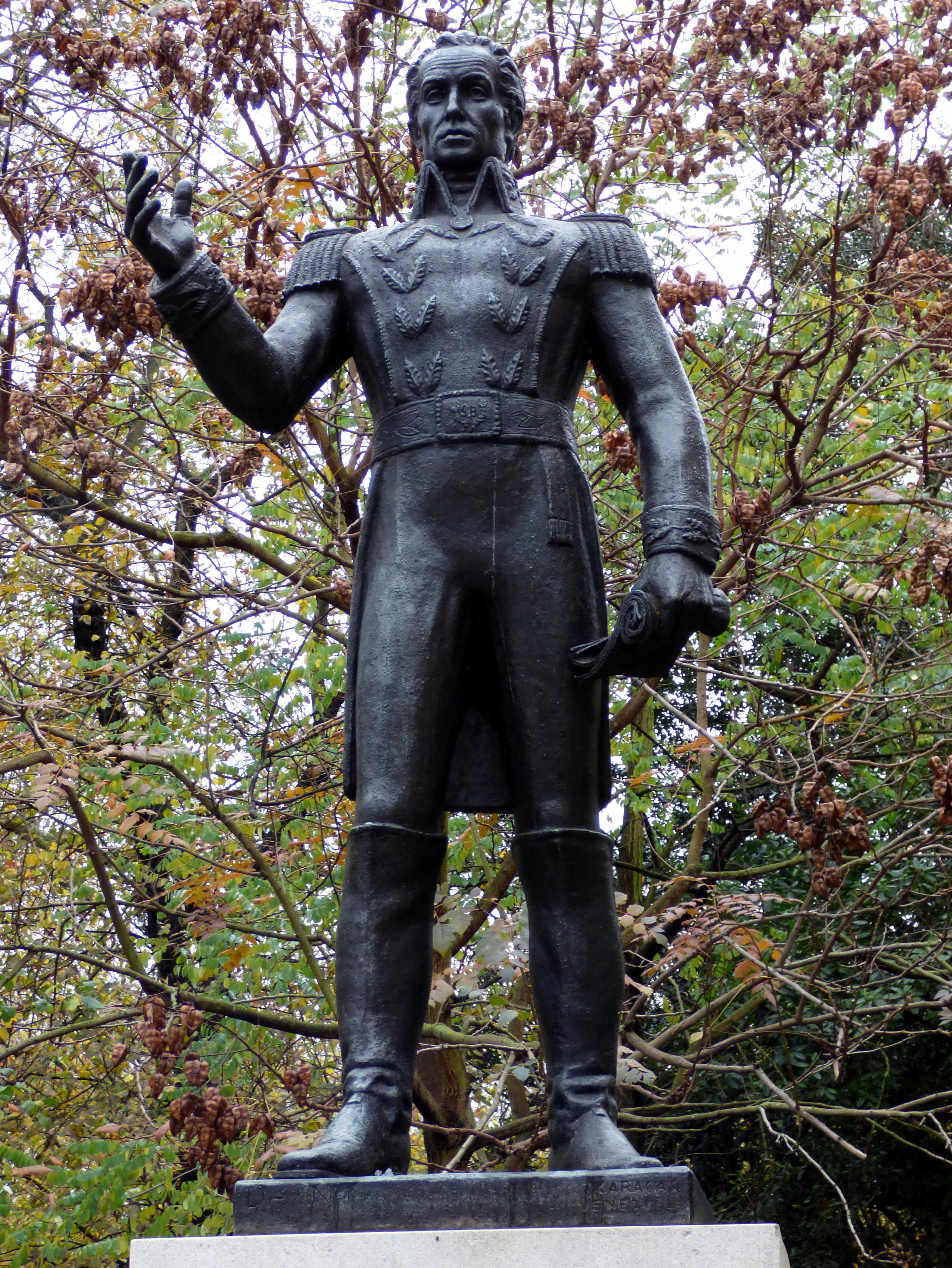
Estatua de Simón Bolívar, Londres (Reino Unido).
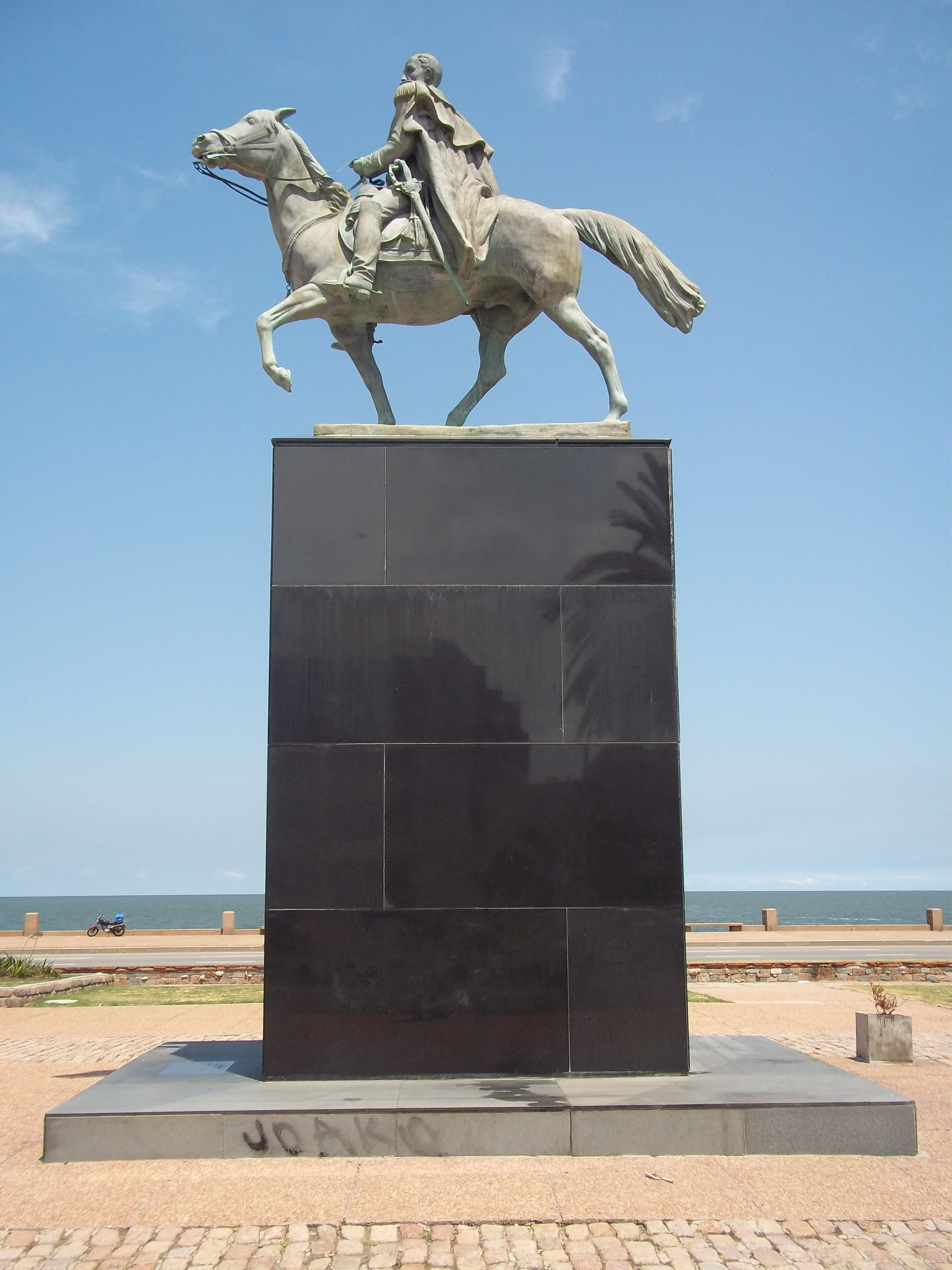
Monumento a Bolívar en Montevideo, Uruguay.